# Église Saint-Vivien de Bruyères-sur-Oise
L’église Saint-Sulpice est une église catholique paroissiale située à Bruyères-sur-Oise, dans le Val-d'Oise (France). La fondation de la paroisse remonte à 755. Son histoire reste mal connue. Les trois absides en hémicycle du chevet roman de la fin du XIe ou du premier quart du XIIe siècle ont été mises en évidence par des fouilles archéologiques vers 1970. La partie la plus ancienne de l'église actuelle est le clocher, dont la base est contemporaine des vestiges archéologiques, à l'exception de la fenêtre. Le premier étage de baies présente des chapiteaux de belle facture. Le second étage de baies est original par sa disposition, mais a été entièrement reconstitué après sa destruction pendant la Seconde Guerre mondiale, en 1940. Le chœur et son collatéral sud sont un peu plus récents que les étages du clocher, et datent pour l'essentiel du milieu du XIIe siècle, y compris les quatre voûtes d'ogives archaïques. Les fenêtres gothiques rayonnantes de la seconde moitié du XIIIe siècle qui éclairent le chevet, et le caractère plus résolument gothique de la chapelle latérale nord ajoutée à la même époque, font un peu oublier l'ancienneté réelle du sanctuaire. La nef et ses bas-côtés ne sont pas voûtés, et se caractérisent par leurs grandes arcades dans le style gothique primitif du début du XIIIe siècle. Les murs hauts de la nef remontent toutefois à la période romane, comme l'indiquent les vestiges des anciennes fenêtres hautes. Dans son ensemble, l'église fournit un exemple remarquable d'une église typiquement rurale des XIIe et XIIIe siècles, qui n'a subi que peu de remaniements depuis son achèvement, et contraste avec l'architecture très recherchée de nombreuses églises de la vallée de l'Oise, qui évoquent des cathédrales en miniature. L'église Saint-Vivien a été classée aux monuments historiques par arrêté du 2 juin 1938, et bénéficié de restaurations au cours des années 1930 et des années 1960. Elle se présente aujourd'hui dans un excellent état, et accueille des messes dominicales la plupart des samedis soir, à 18 h 30. Elle est affiliée au regroupement paroissial de Persan.

## Localisation

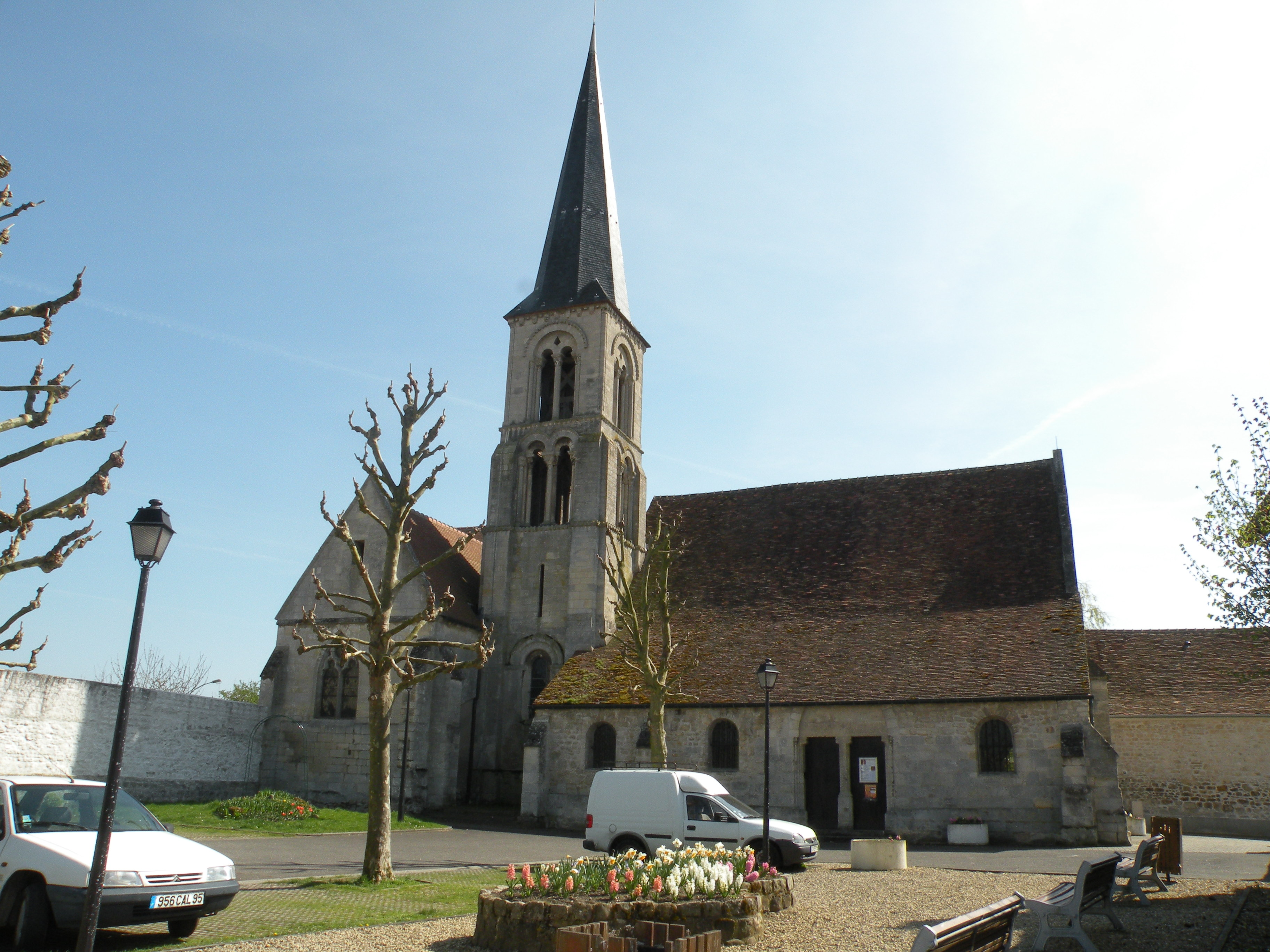
Vue depuis le nord.

L'église Saint-Vivien est située en France, en région Île-de-France et dans le département du Val-d'Oise, aux confins du département de l'Oise, près de la rive droite de l'Oise, à proximité de l'agglomération de Persan et Beaumont-sur-Oise, à l'est du centre du village. Une grande place publique avec parking se situe au nord de l'église, rue de Boran. Depuis la place, l'on peut passer vers la courte impasse qui relie la façade occidentale de l'église à la rue du Pont. Le mur occidental du bas-côté sud de la nef est caché par un bâtiment mitoyen, qui appartient à un ancien corps de ferme. L'élévation latérale du bas-côté sud est enclavée dans cette même propriété. L'élévation latérale de la chapelle latérale sud du chœur donne en revanche sur un petit jardin public. Le chevet est entièrement enclavé dans des propriétés privés, mais néanmoins visible depuis la rue de l'Ancien Parc.

## Histoire

### L'histoire de la paroisse
La fondation de la paroisse remonte à l'année 755 selon l'abbé Vital Jean Gautier. L'église est dédiée à saint Vivien de Sébaste. Sous l'Ancien Régime, Bruyères-sur-Oise relève du doyenné de Beaumont, de l'archidiaconé de Clermont et du diocèse de Beauvais. Le collateur de la cure est l'évêque de Beauvais, ce qui indique que Bruyères est l'une des paroisses primitives du diocèse. En effet, les curés des paroisses plus récentes sont le plus souvent à la présentation des établissements religieux et chapitres. À la Révolution française, l'ancienne hiérarchie ecclésiastique est renversée, et l'ensemble des paroisses du département de Seine-et-Oise dont Bruyères-sur-Oise fait désormais partie, est regroupé dans le nouveau diocèse de Versailles. En 1966 enfin, le redécoupage des départements d'Île-de-France a pour conséquence l'érection du nouveau diocèse de Pontoise, dont le territoire correspond au nouveau département du Val-d'Oise. Les diocèses de Beauvais et de Versailles continuent d'exister pour les paroisses des départements de l'Oise et des Yvelines. Aujourd'hui, Bruyères-sur-Oise fait partie d'un ensemble paroissial avec Bernes-sur-Oise, Persan, Champagne-sur-Oise et Ronquerolles. Les messes dominicales sont célébrées en l'église Saint-Vivien la plupart des samedis à 18 h 30, et parfois le dimanche matin lors des grandes fêtes.

### Les campagnes de construction de l'église

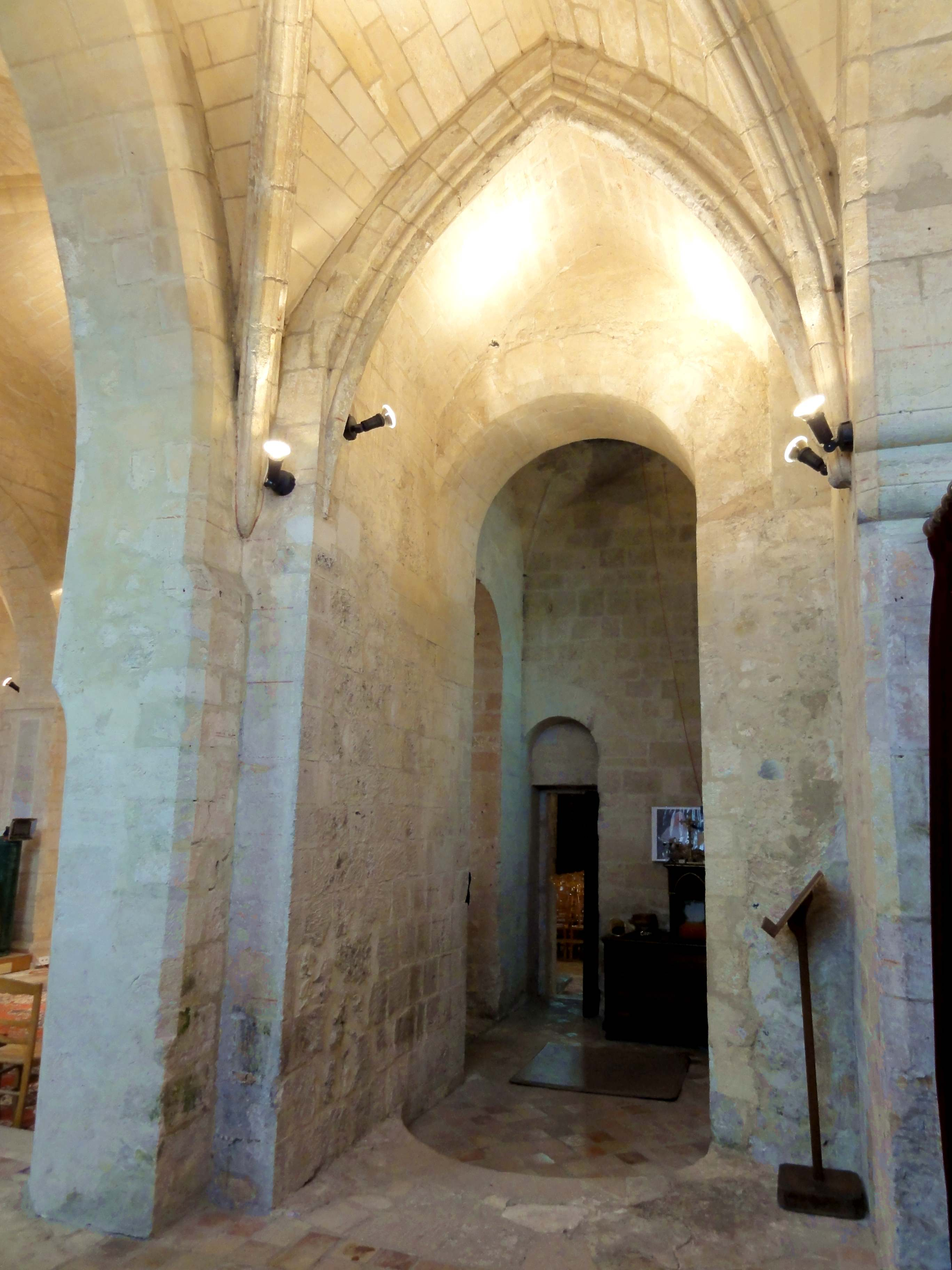
Vue sur la base du clocher depuis l'est ; fondations de l'ancienne absidiole nord.

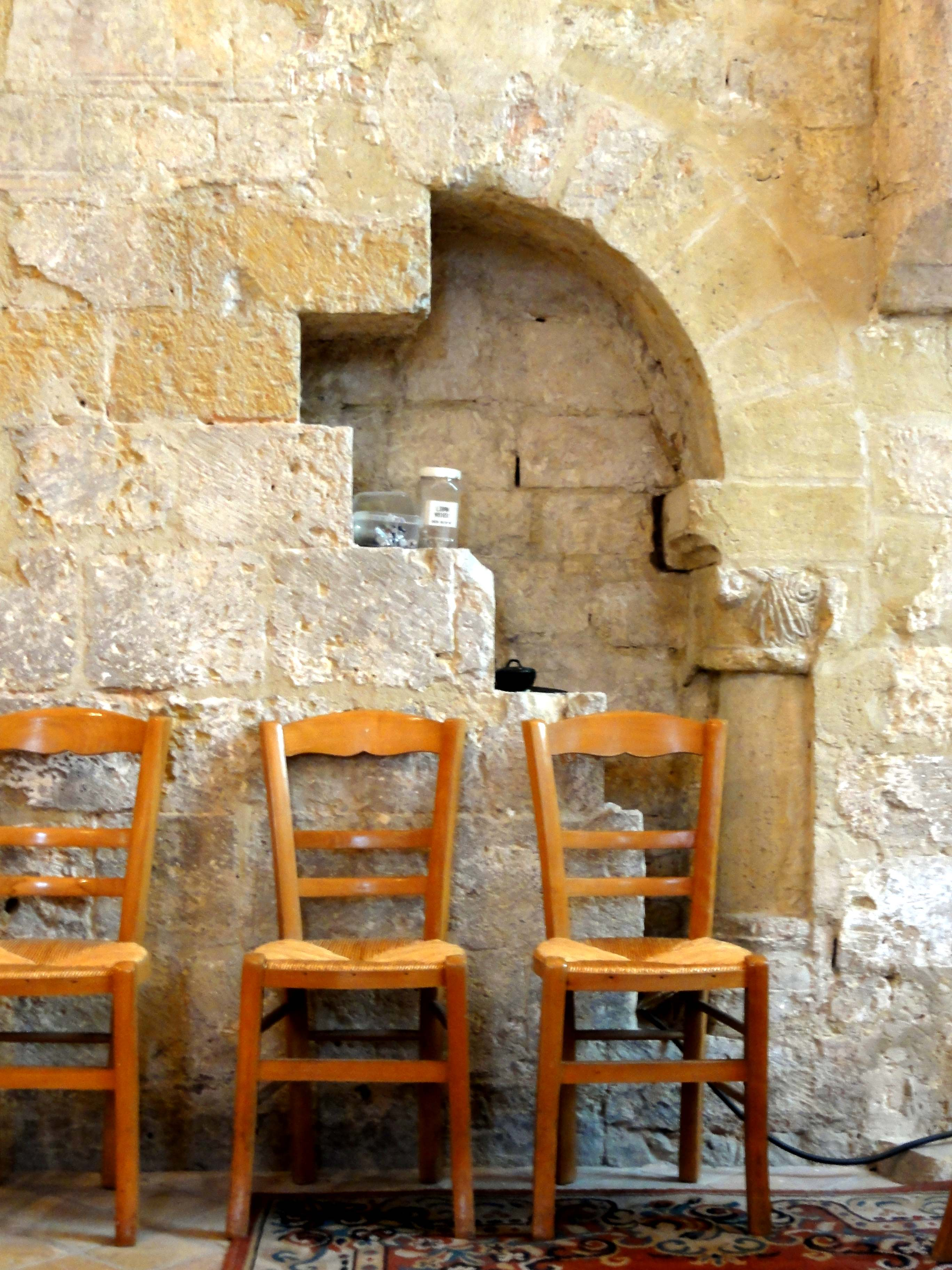
Arcature plaquée de l'ancien chœur.

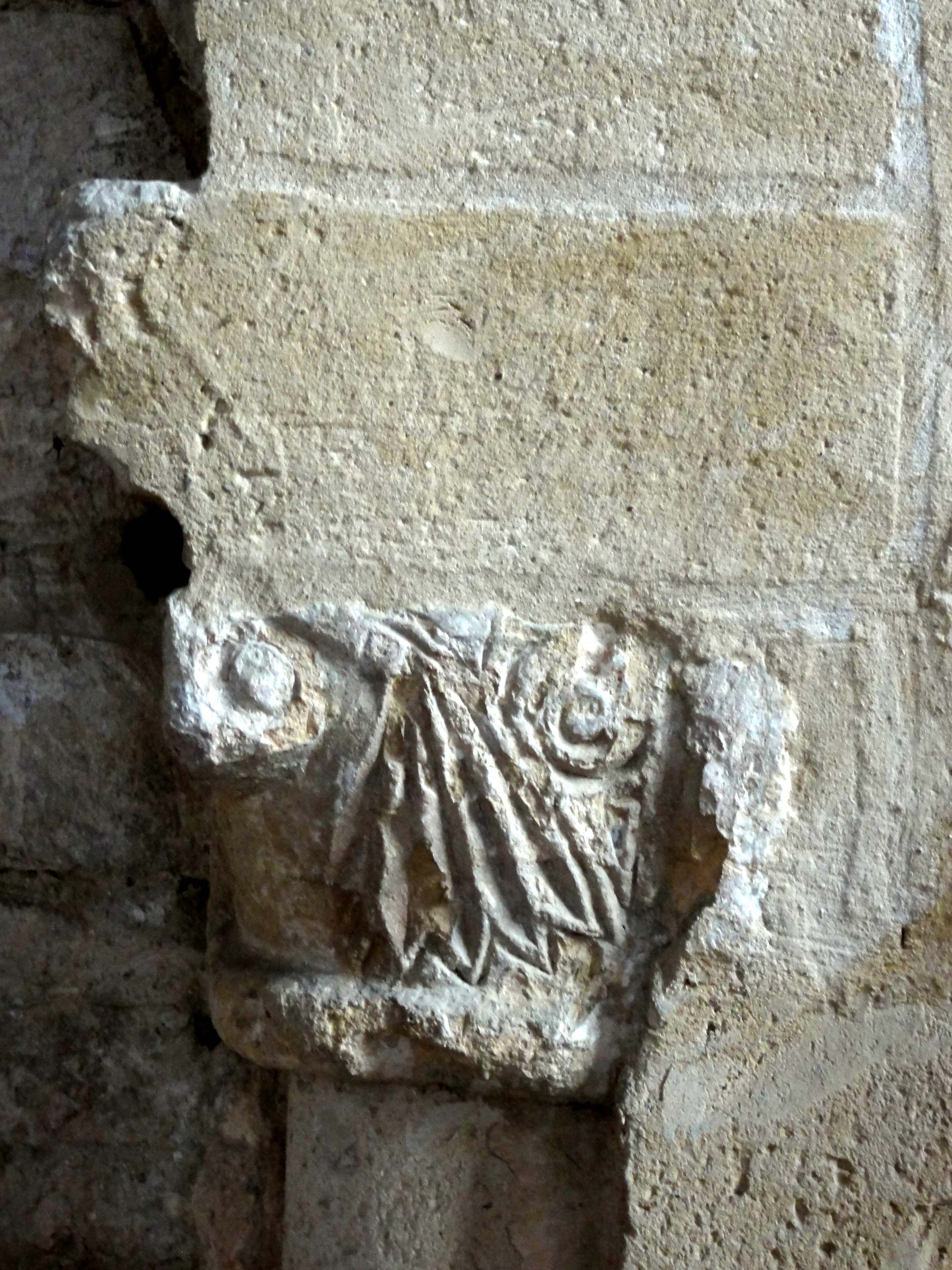
Arcature plaquée, chapiteau.

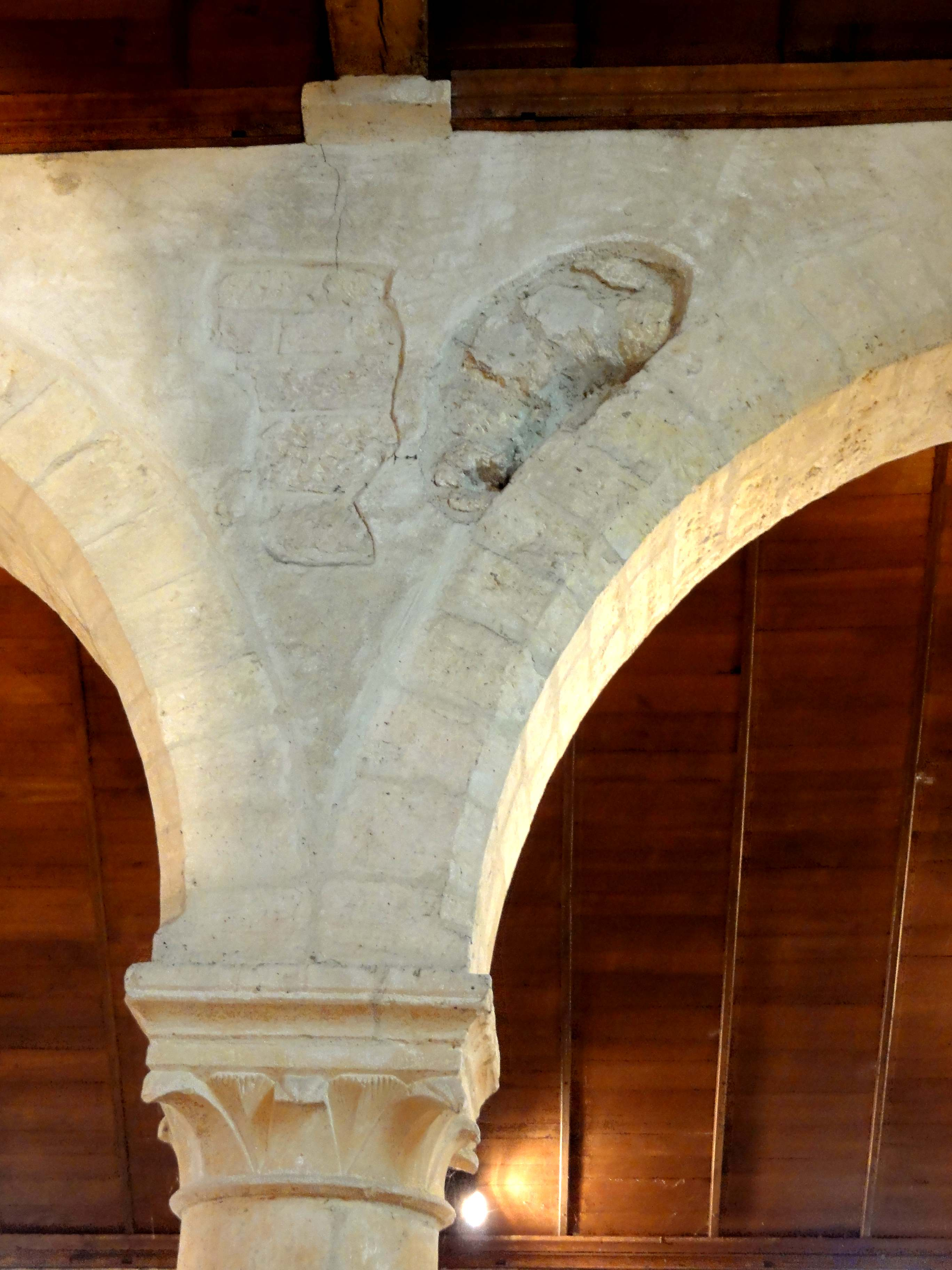
Vestige d'une fenêtre de la nef romane.

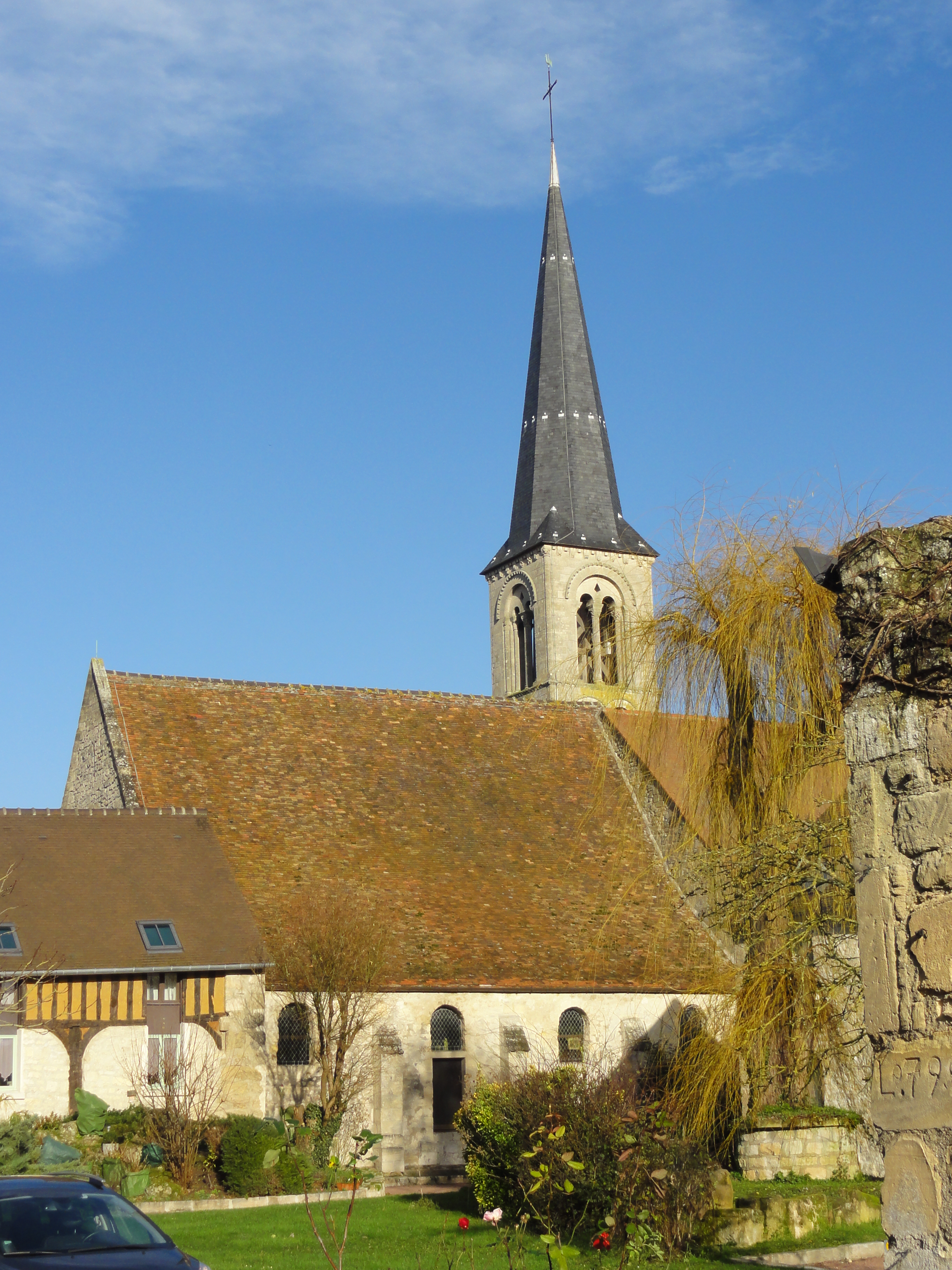
Vue depuis le sud-ouest.

Le plan du chevet de l'église romane du XIe siècle ou du début du XIIe siècle a été mis en évidence par des fouilles archéologiques au début des années 1970, et relevé par R. Vassas sur un plan daté du 30 juin 1971. Ce chevet se caractérise par une enfilade de trois absides voûtées en cul-de-four, qui faisaient suite à la base du clocher, à la première travée du chœur et à la première travée de sa chapelle latérale sud. Le chœur et sa chapelle latérale sud avaient approximativement la même largeur qu'aujourd'hui, sauf que le mur ou l'arcade qui les séparait était plus large que l'arcade actuelle, et réduisait légèrement la largeur du vaisseau central. Les fondations de l'absidiole de la chapelle latérale nord restent visibles dans le pavement du sol. Le plan permet de voir qu'elle est plus petite que son homologue du sud, et sa largeur paraît parfaitement adaptée à la base du clocher actuel, ce qui donne à penser que sa base correspond à la même campagne de construction que les trois absides. Il faut certainement exclure la baie donnant vers le nord, dont la décoration extérieure correspond à la période romane tardive, proche du milieu du XIIe siècle,. En revanche, l'arcature plaquée découverte au sud de la pile sud-est du clocher (soit au nord du chœur), qui évoque des dispositions similaires à Parnes et Saint-Clair-sur-Epte, pourrait bien être contemporaine des trois absides. L'église de Bruyères-sur-Oise n'a pas encore fait l'objet d'une publication détaillée. Pour la datation des étages du clocher, l'on peut uniquement se porter vers l'étude du clocher de Frouville entrepris par Louis Régnier en 1921, puisque les étages de beffroi de Bruyères et Frouville sont identiques. Sur chaque face, deux baies sont regroupées sous un même arc de décharge en plein cintre. Il n'y a pas d'autres exemples de ce type de clocher dans la région. Louis Régnier date le clocher de Frouville du premier quart du XIIe siècle.
En analysant furtivement l'architecture de l'église actuelle, il apparaît qu'elle date pour l'essentiel du XIIIe siècle,. Néanmoins, il est évident que le clocher et les fondations de l'ancien chevet ne constituent pas les seuls vestiges de la période romane. En effet, lors de la dernière restauration, les archivoltes des fenêtres de l'ancienne nef ont été retrouvées au-dessus du premier et du troisième pilier des grandes arcades du sud, et les contours de fenêtres se devinent également au-dessus des autres piliers. Les grandes arcades ont donc été obtenues par reprise en sous-œuvre des murs gouttereaux de l'ancienne nef, qui devait déjà avoir les mêmes dimensions. La reprise en sous-œuvre devait être motivée par la volonté de conserver l'ancienne charpente, puisque les murs sont de faible hauteur, et ne justifient guère une entreprise aussi complexe. En principe, les fenêtres romanes sont trop proches du sol pour supposer l'existence de grandes arcades à la période romane : il devait s'agir d'une nef unique. Se pose néanmoins la question du raccordement de la chapelle latérale sud avec cette nef (qui aurait pu s'effectuer par un passage berrichon, comme à Villers-sous-Saint-Leu).
Bien qu'aucun auteur ne le signale, les deux voûtes du chœur et les deux voûtes de sa chapelle latérale sud sont également susceptibles de remonter à la période romane, mais doivent être plus tardives que le clocher et les anciennes absides. Dans son étude sur le début de la voûte d'ogives dans l'Oise (et Bruyères se rattache bien historiquement au Beauvaisis), Dominique Vermand identifie plusieurs églises des environs qui possèdent des voûtes d'ogives romanes, antérieures à 1150. Les plus proches sont Beaumont-sur-Oise (base de l'ancien clocher), Bornel, Cauvigny, Crouy-en-Thelle, Foulangues, Saint-Leu-d'Esserent et Ully-Saint-Georges. L'auteur attire l'attention sur les voûtes bombées, c'est-à-dire aux lignes faîtières incurvées, sans formerets, et présentant des ogives au profil monotorique épais. Ce profil est connu depuis l'introduction du voûtement d'ogives dans le Beauvaisis, au début du XIIe siècle. On le trouve dans le bas-côté de la nef de Cauvigny, à l'abbaye Saint-Lucien de Beauvais, à l'abside de Morienval, dans l'avant-nef de Saint-Leu-d'Esserent, à Ully-Saint-Georges, et dans la troisième travée de la nef de Saint-Vaast-lès-Mello. Le bombement des voûtes est également une marque d'archaïsme. L'on note par ailleurs que les ogives retombent sur des culs-de-lampe de part et d'autre des chapiteaux des arcs-doubleaux, avec lesquels ils se partagent les tailloirs, ce qui n'est pas dans l'esprit de l'architecture gothique du XIIIe siècle, qui favorise les supports fasciculés (piliers cantonnés). Il en va de même des feuilles d'eau toutes simples qui enveloppent les corbeilles. Les remplages des fenêtres sont tout au contraire de style gothique rayonnant, et contrastent fortement avec la rusticité des voûtes. Ce n'est pas du tout le cas dans la chapelle latérale nord, qui a dû être ajoutée après le milieu du XIIIe siècle, et paraît parfaitement homogène.

### La restauration de l'église
Depuis la fin du XIIIe siècle, l'église n'a que peu évolué. Comme l'indique le style néo-classique du portail occidental de la nef, il n'est pas antérieur à la fin du XVIIe siècle. Un plan non daté dressé par Gabriel Ruprich-Robert indique que toutes les fenêtres du versant sud auraient été repercées à l'époque moderne, et le mur gouttereau du bas-côté nord serait également moderne, sauf le contrefort près du clocher. Les traces d'autres remaniements ont été supprimées depuis. Le plan déjà cité montre une cage d'escalier dans l'angle nord-ouest de l'église (où il n'y a actuellement plus de combles), pas de fenêtre dans la première travée du bas-côté nord, une fenêtre au lieu d'un portail dans la seconde travée, et un mur de clôture à l'ouest de la chapelle latérale nord. Des photographies anciennes confirment l'absence du portail latéral nord. En 1930, l'architecte en chef des monuments historiques Jules Formigé entame les démarches nécessaires pour la restauration du clocher. Elle est effectuée en deux tranches entre début 1931 et fin 1934. Le 1er juin 1931, l'inspecteur Pierre Paquet rapporte que la commune refuse de participer aux frais, bien que le conseil municipal avait approuvé le devis. Le 23 avril 1934, Jules Formigé demande l'étaiement des arcs adossés aux murs et contreforts de la face orientale du clocher, avec consolidation des murs pour parer aux désordres de structure.
L'église est classée aux monuments historiques par arrêté du 2 juin 1938. Quelques semaines après, Jules Formigé soumet un rapport sur la restauration et plus particulièrement la consolidation de la nef et du chœur, et Pierre Pacquet préconise à son tour la réparation des voûtes du chœur et de la charpente de la nef. L'autorisation d'entreprendre les travaux est délivrée le 9 février 1939. Malheureusement, l'éclatement de la Seconde Guerre mondiale rend les efforts de restauration des années 1930 en partie caducs. L'étage supérieur du clocher est complètement détruit à l'automne 1940, et les verreries sont emportées par le souffle des bombes. Des réparations sont autorisées le 18 février 1941. Les occupants allemands établissent un cantonnement sur le terrain vague au nord de l'église, ce qui est critiqué par Jules Formigé, qui épingle le risque accru de bombardement attiré par cette présence. Il fait aussi état de dégradations volontaires. Les autorités d'occupation ne semblent pas complètement nier ces faits, car dressent également un rapport sur l'état de l'église, mais il ne concorde pas avec les propres observations de l'architecte en chef. Les circonstances empêchent apparemment d'autres démarches au cours des années 1942 et 1943. Le 18 avril 1944, un marché pour la clôture provisoire des fenêtres peut enfin être conclu, mais il faut attendre la Libération pour permettre des restaurations proprement dites. Des vitraux losangés sont montés à partir de la fin de l'année 1946. Au bout de plusieurs années n'ayant pas laissé de traces dans les archives, les dossiers sont pris en main par le nouvel architecte en chef, Sylvain Stym-Popper, en 1962. Le devis descriptif et estimatif pour la reconstitution de l'étage manquant du clocher est daté du 22 juin 1964. Mais dans un premier temps, des dépenses pour la protection provisoire de l'église sont engagées, fin novembre. Les travaux s'échelonnent jusqu'au 6 juillet 1966. La reconstruction du clocher et de la flèche est enfin lancée le 27 février 1969, et la restauration de la charpente et de la couverture des parties orientales débute le 5 juin 1970. L'achèvement du nouvel étage de beffroi et de la nouvelle flèche, en date du 4 avril 1972, marque apparemment la fin des restaurations financées au titre des dommages de guerre.

## Description

### Aperçu général

Plan de l'église.

Orientée à peu près régulièrement, avec une légère déviation de l'axe vers le nord-est du côté du chevet, l'église se compose d'une nef non voûtée de quatre travées, accompagnée de deux bas-côtés, également non voûtés ; d'une base du clocher voûtée d'arêtes à l'est du bas-côté nord et au nord du chœur ; d'un chœur de deux travées se terminant par un chevet plat ; et de deux chapelles latérales du chœur, qui comptent chacune deux travées et se terminent également par un chevet plat. La chapelle du sud est établie en continuité avec le bas-côté sud de la nef et parallèle au vaisseau central du chœur, avec lequel il communique. La chapelle du nord est perpendiculaire à la seconde travée du vaisseau central du chœur, et seulement sa première travée communique avec celui-ci, ainsi qu'avec la base du clocher, moyennant une courte travée intermédiaire voûté en berceau brisé. Une travée analogue, ou plutôt une niche, prolonge également la seconde travée de la chapelle du nord vers l'ouest. Cette travée est affectée comme sacristie. Les six travées du chœur et de ses deux chapelles latérales sont voûtées d'ogives. L'on accède à l'église par le portail occidental de la nef, rarement utilisé ; par la petite porte à l'ouest du bas-côté nord de la nef ; ou par le portail latéral dans la deuxième travée du bas-côté nord. Nef et bas-côtés sont recouvertes ensemble par une vaste toiture à deux rampants, avec un pignon à la façade, et il en va de même du chœur et de sa chapelle latérale sud, qui présentent un pignon dissymétrique à l'est. La chapelle latérale nord est munie d'un toit en bâtière perpendiculaire au vaisseau central, avec un petit pignon du côté nord.

### Intérieur

#### Nef et bas-côtés

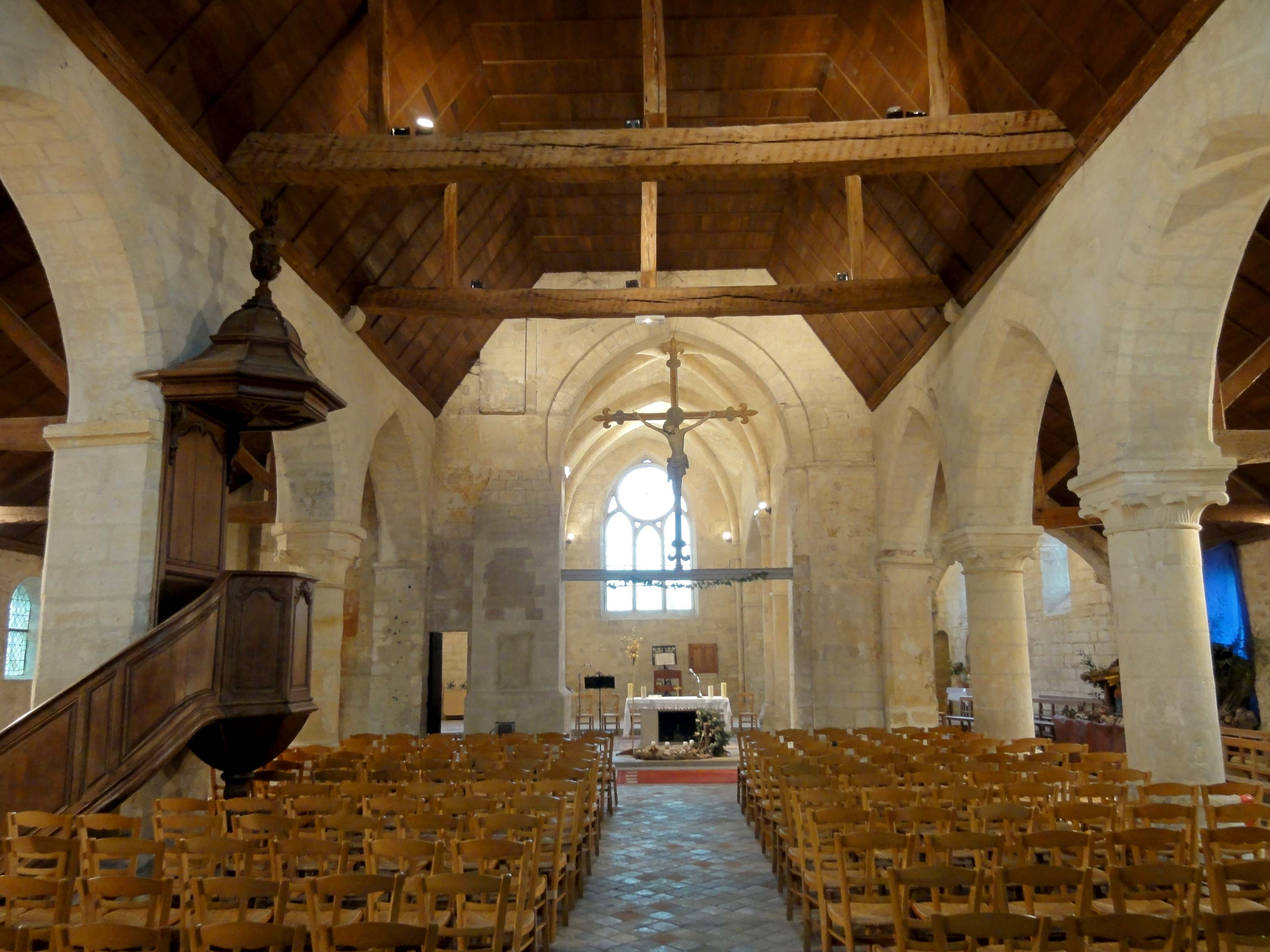
Nef, vue vers l'est.

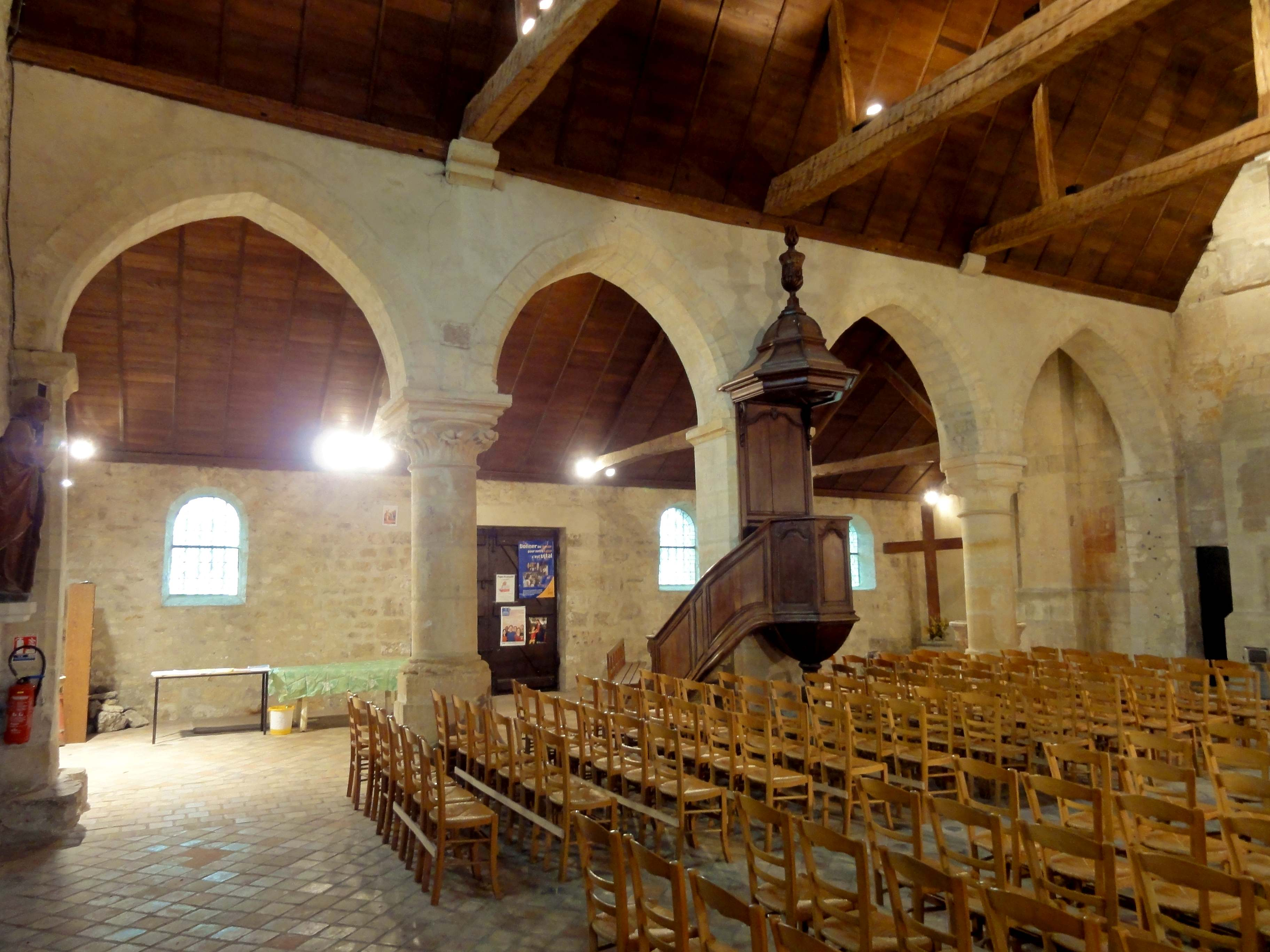
Grandes arcades du nord.

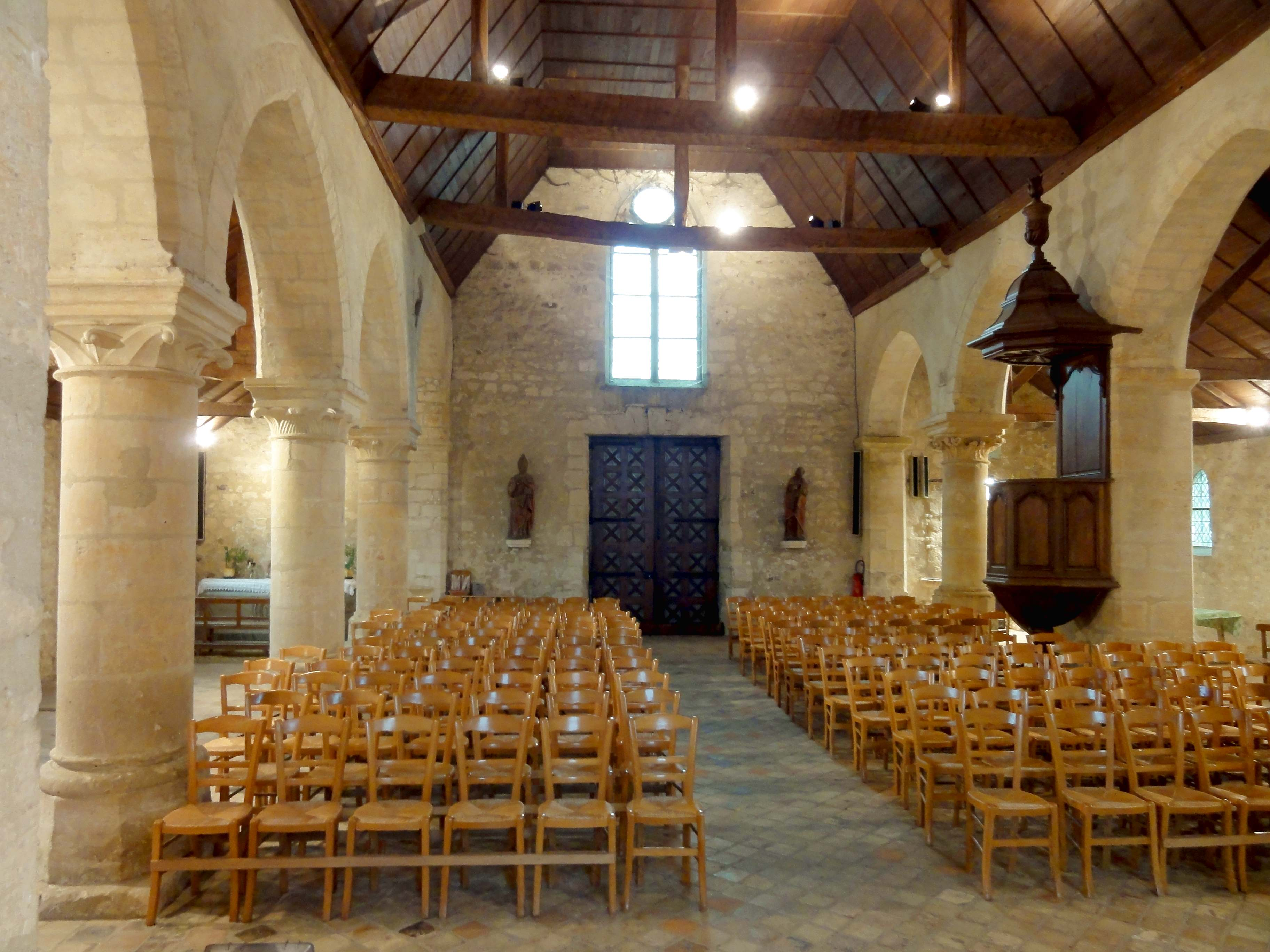
Nef, vue vers l'ouest.

La nef est d'un style très dépouillé, avec un seul niveau d'élévation, à savoir l'étage des grandes arcades ; l'absence de mouluration des grandes arcades ; l'absence de chapiteaux au début et à la fin des grandes arcades et même sur le pilier médian du nord, qui supporte la chaire à prêcher ; une unique fenêtre, à l'ouest ; un arc triomphal des plus simples s'ouvrant dans le chœur ; et une charpente lambrissée en lieu et place de voûtes d'ogives. En même temps, l'excellent état de conservation ; le rythme régulier des grandes arcades, la belle teinte de la pierre calcaire ; les tommettes du sol en terre cuite ; et le bois de la charpente et du lambris créent une ambiance apaisante et chaleureuse, propice au recueillement et à la prière, et l'attention n'est pas détournée par une surcharge de mobilier. Sous l'arc triomphal, la poutre de gloire avec son grand Christ en croix suffit pour souligner le sens de l'édifice en tant que maison de Dieu. Les nefs non voûtées restent fréquentes à la première période gothique, et dans les environs, les églises d'Asnières-sur-Oise, Boran-sur-Oise et Bornel fournissent d'autres exemples de nefs non voûtées à un seul niveau d'élévation. Mais le plafond plat d'Asnières-sur-Oise et la fausse voûte en berceau de Boran-sur-Oise sont beaucoup moins avantageux sur le plan esthétique, et laissent une impression de froideur. Même dans des églises à deux niveaux d'élévation, comme Fontenay-en-Parisis, Fosses, Frouville, Hérouville, etc., les grandes arcades restent souvent non moulurées et simplement chanfreinées si le voûtement n'a pas été prévu.
Comme Louis Régnier à propos de l'église de Frouville, l'on peut parler à Bruyères-sur-Oise d'une réalisation à l'économique, propice à un petit village, mais contrastant fortement avec l'architecture ambitieuse de certaines autres églises villageoises de la vallée de l'Oise, dont Auvers-sur-Oise, Champagne-sur-Oise et Nesles-la-Vallée, qui évoquent à l'intérieur des cathédrales en miniature. Ceci n'empêche pas des chapiteaux de bon niveau, quoique simples, sculptés de feuilles striées aux extrémités recourbées en crochets ou de feuilles plates, à raison d'une feuille par angle, et parfois une feuille supplémentaire au milieu de chaque face de la corbeille. Curieusement, pour un total de seulement cinq chapiteaux, les tailloirs affichent deux profils différents, et l'un des tailloirs est même octogonal. Les piliers sont cylindriques et appareillés en tambour, et possèdent des bases composées d'un petit boudin, d'un mince filet, d'un cavet et d'un gros tore, reposant sur un socle octogonal. Ces bases ne sont pas flanquées de griffes. En haut du portail, la fenêtre au remplage rayonnant de deux lancettes aux têtes trilobées surmontées d'un oculus est d'un bel effet. À l'ouest, l'arc triomphal est désaxée vers le sud, et composé simplement d'un double rang de claveaux retombant sur des impostes. À gauche, un contrefort du clocher fait saillie dans la nef, et entre ce contrefort et la dernière grande arcade du nord, un étroit passage permet d'accéder à la base du clocher. De la charpente, l'on aperçoit trois entraits visiblement très anciens et leurs poinçons. Le premier et le troisième entrait reposent sur des consoles ; le deuxième directement sur les pannes sablières. Le lambris présente deux pans obliques et une section horizontale. Dans les bas-côtés, le lambris revêt directement le revers du toit en appentis. Toutes les fenêtres des bas-côtés sont modernes. Le bas-côté nord se termine par un mur, tandis que le bas-côté sud communique à l'est avec la chapelle latérale sud du chœur. L'autel de la Vierge Marie est curieusement placé contre le mur occidental.

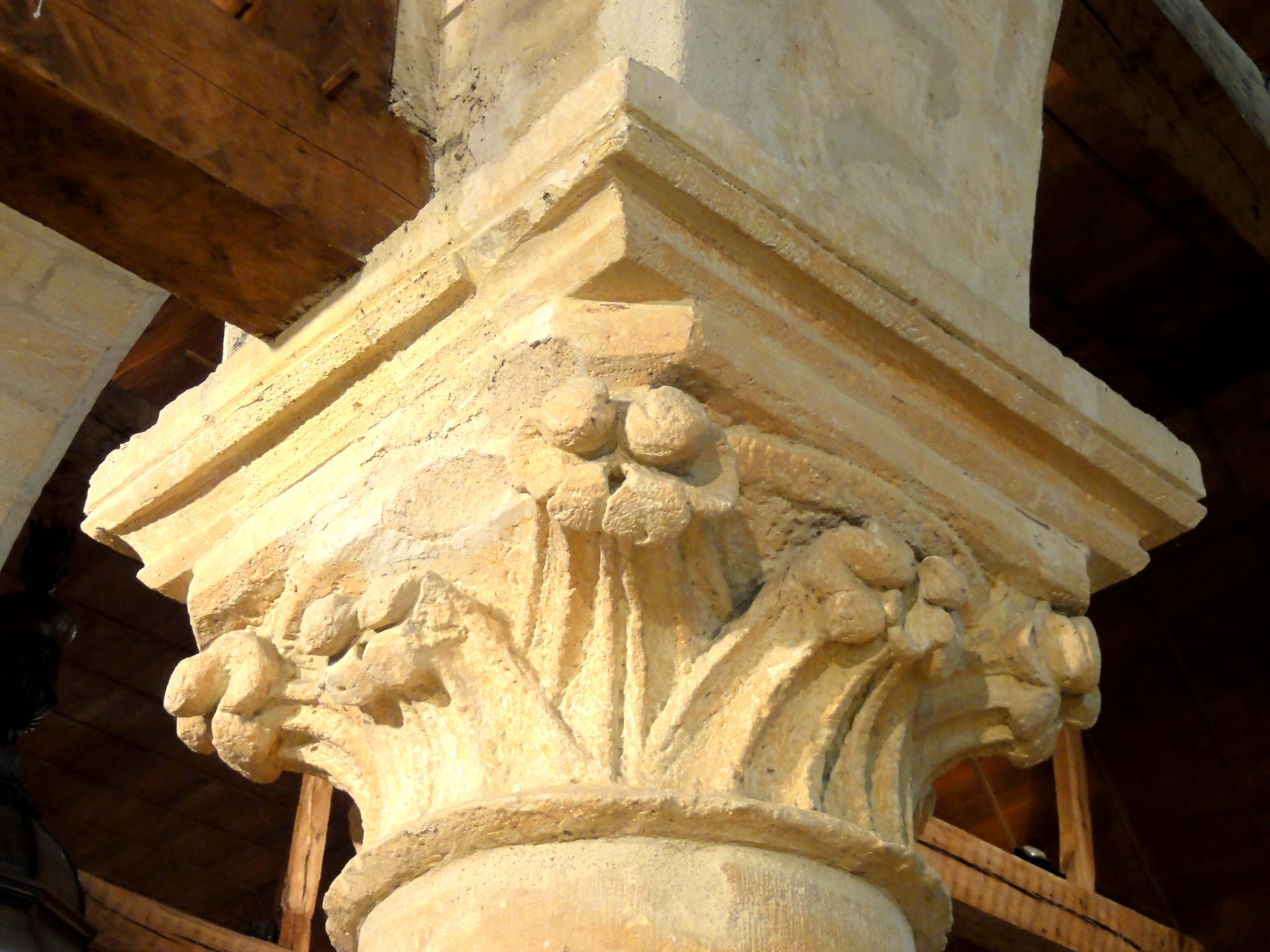
1er chapiteau du nord.
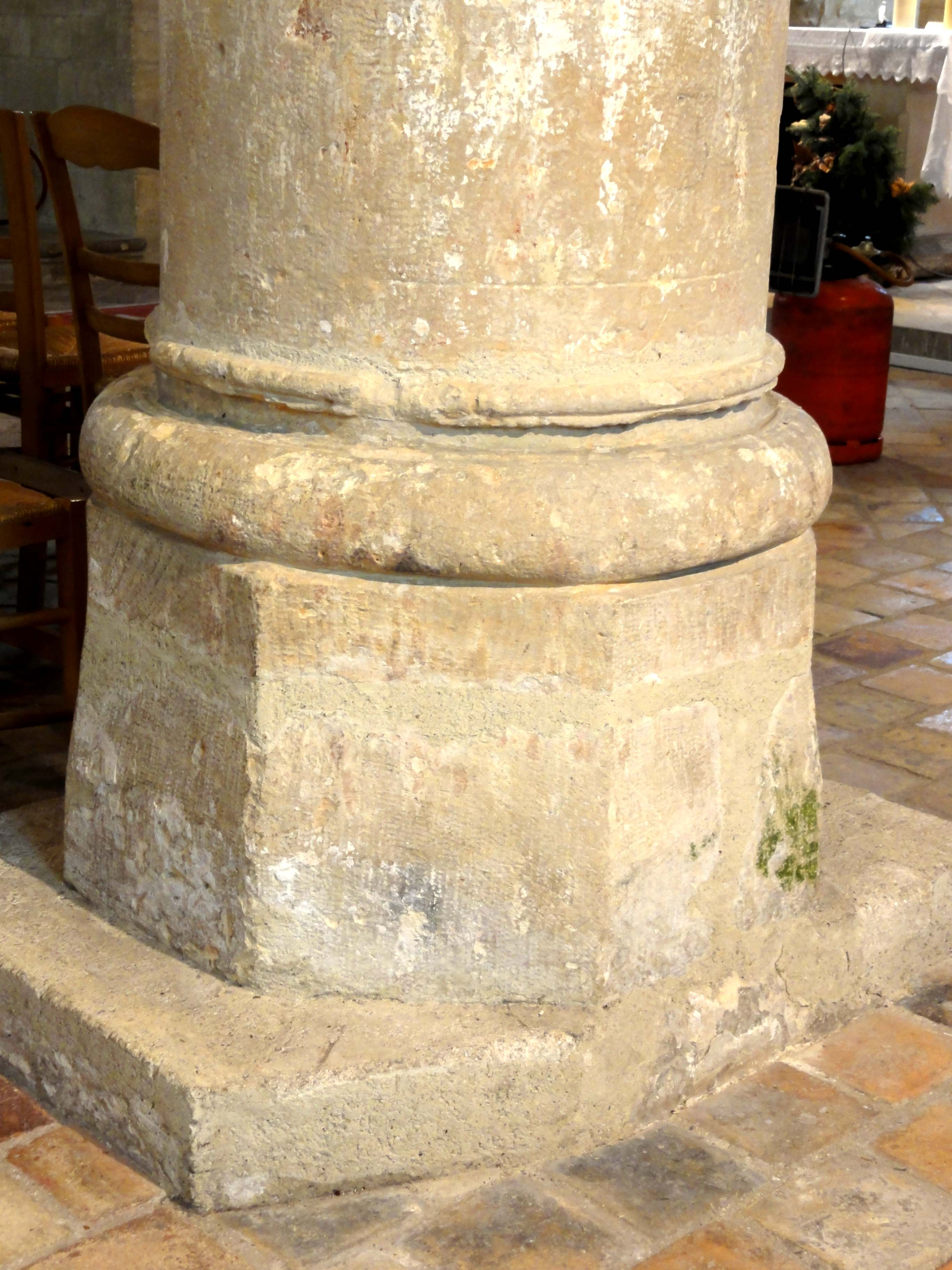
Base du 3e pilier du nord.
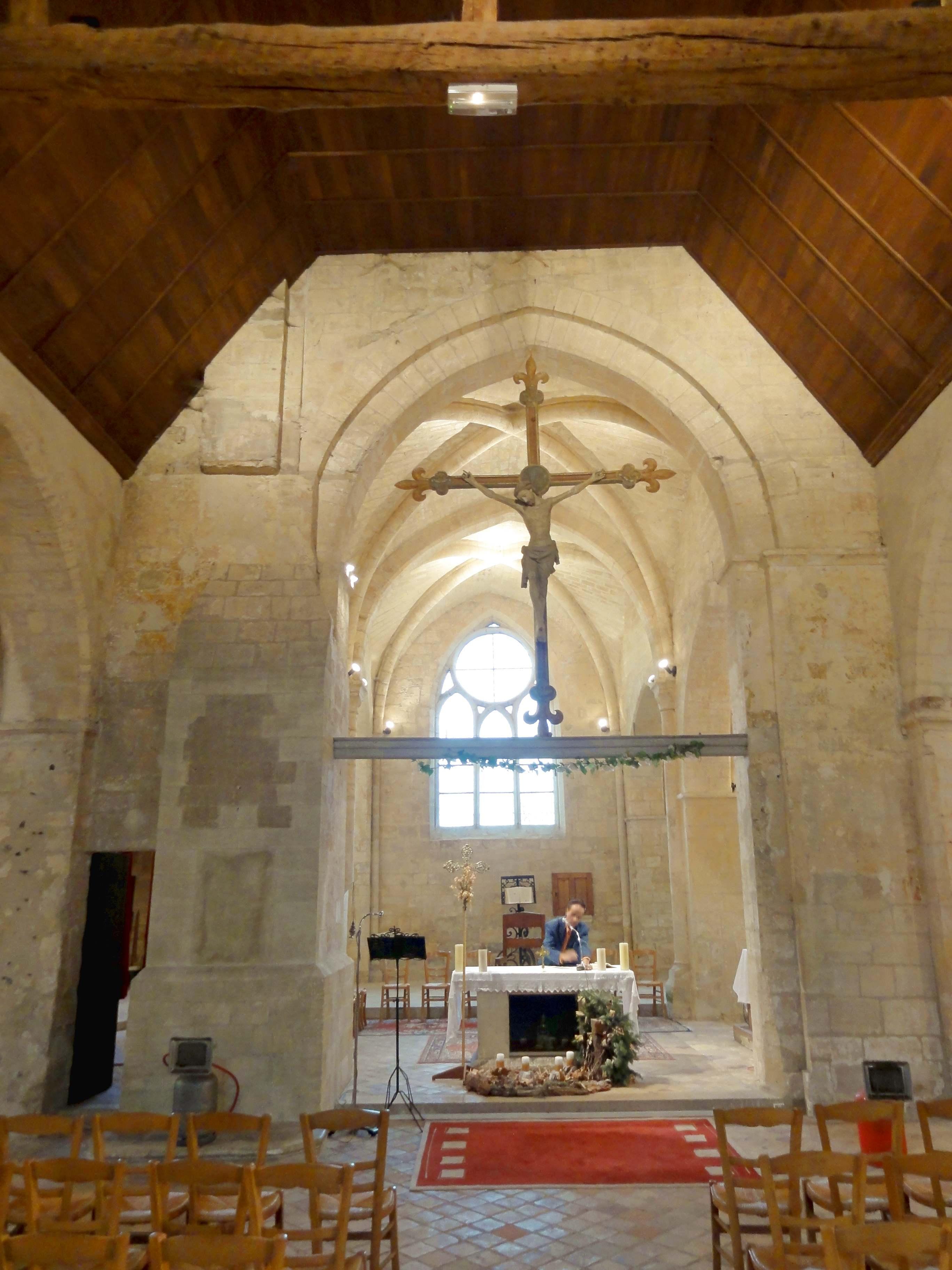
Vue sur l'arc triomphal.
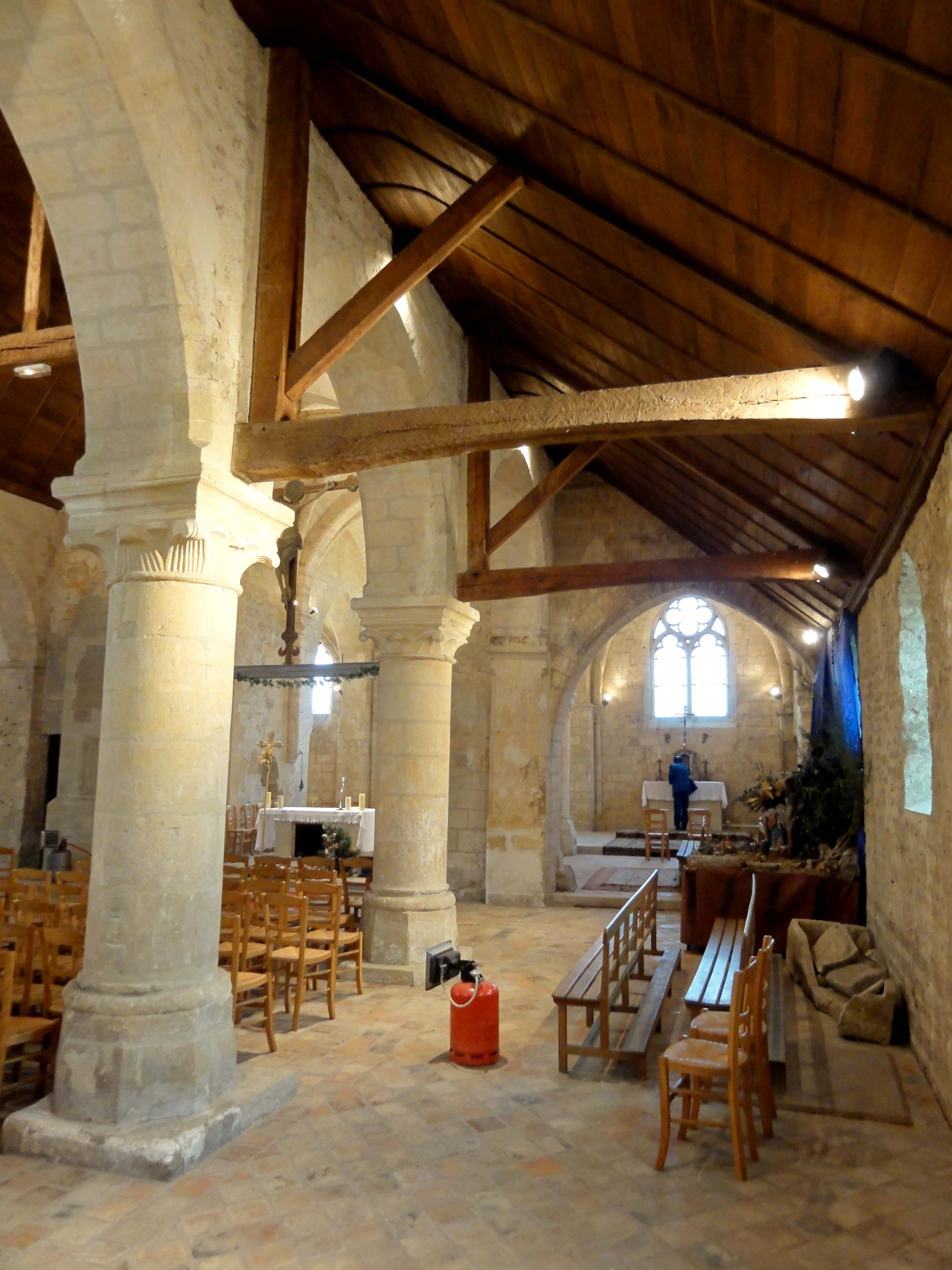
Bas-côté sud, vue vers l'est.
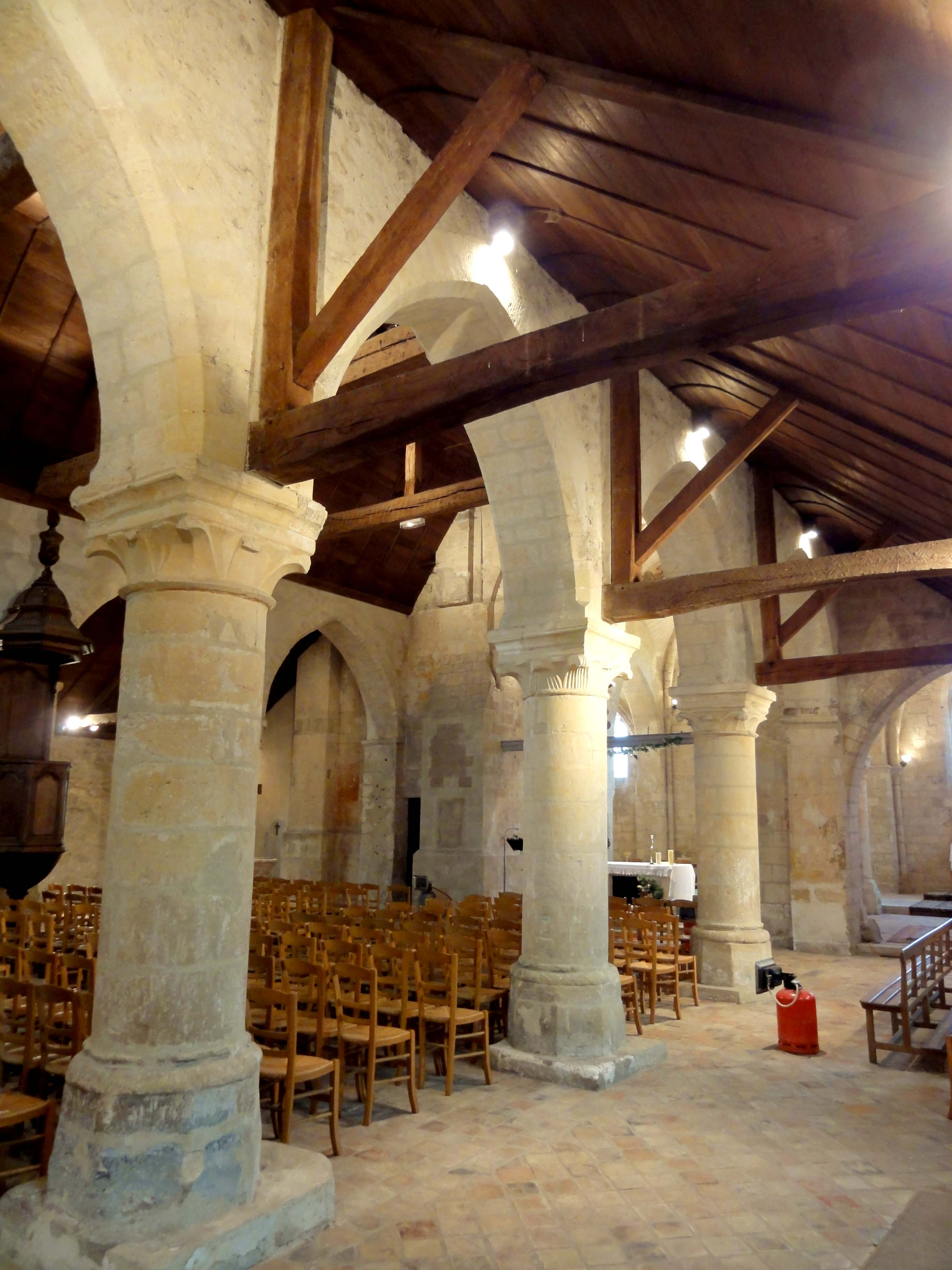
Bas-côté sud, vue vers l'est.
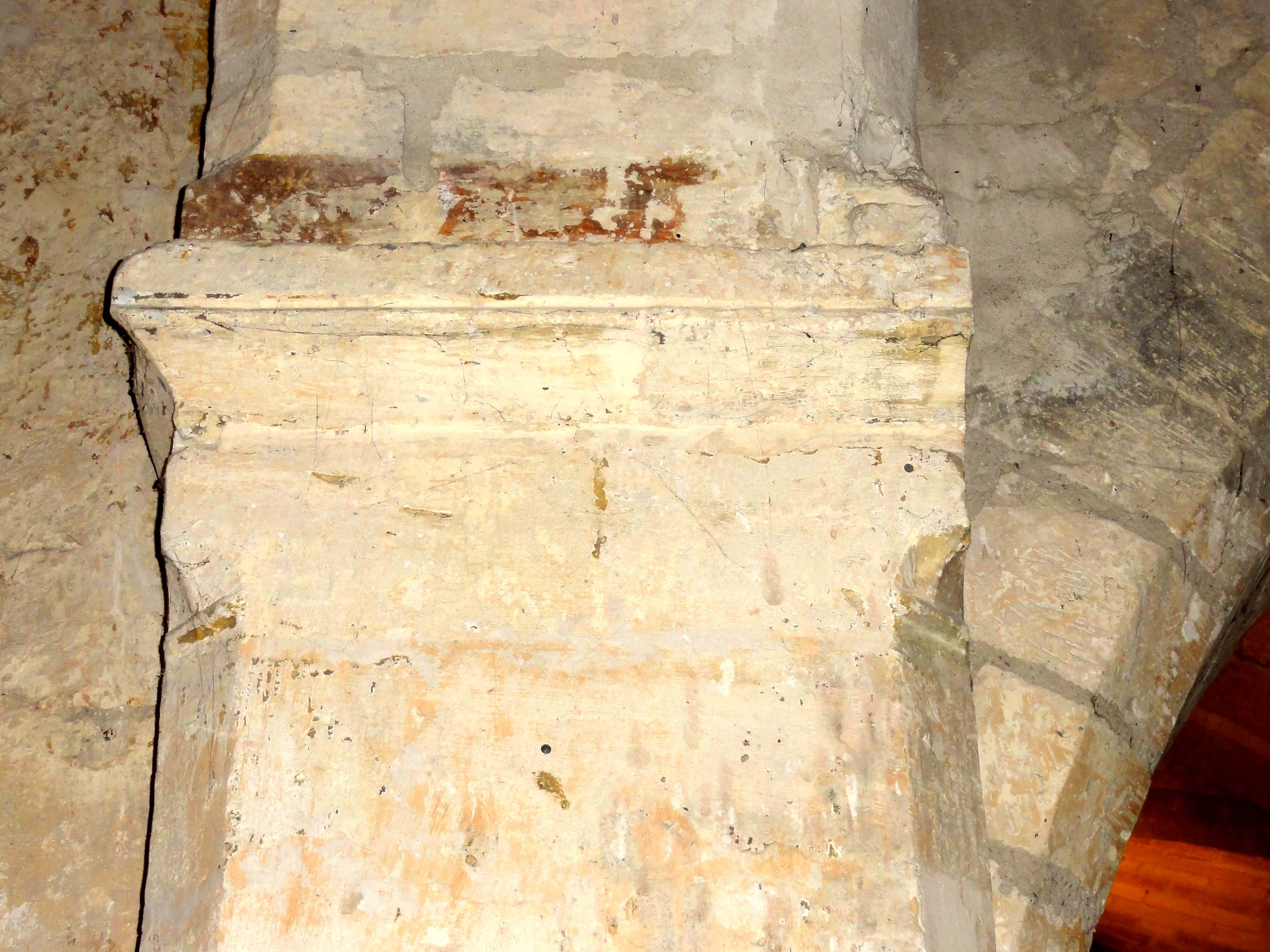
Imposte à la fin des grandes arcades.

#### Base du clocher

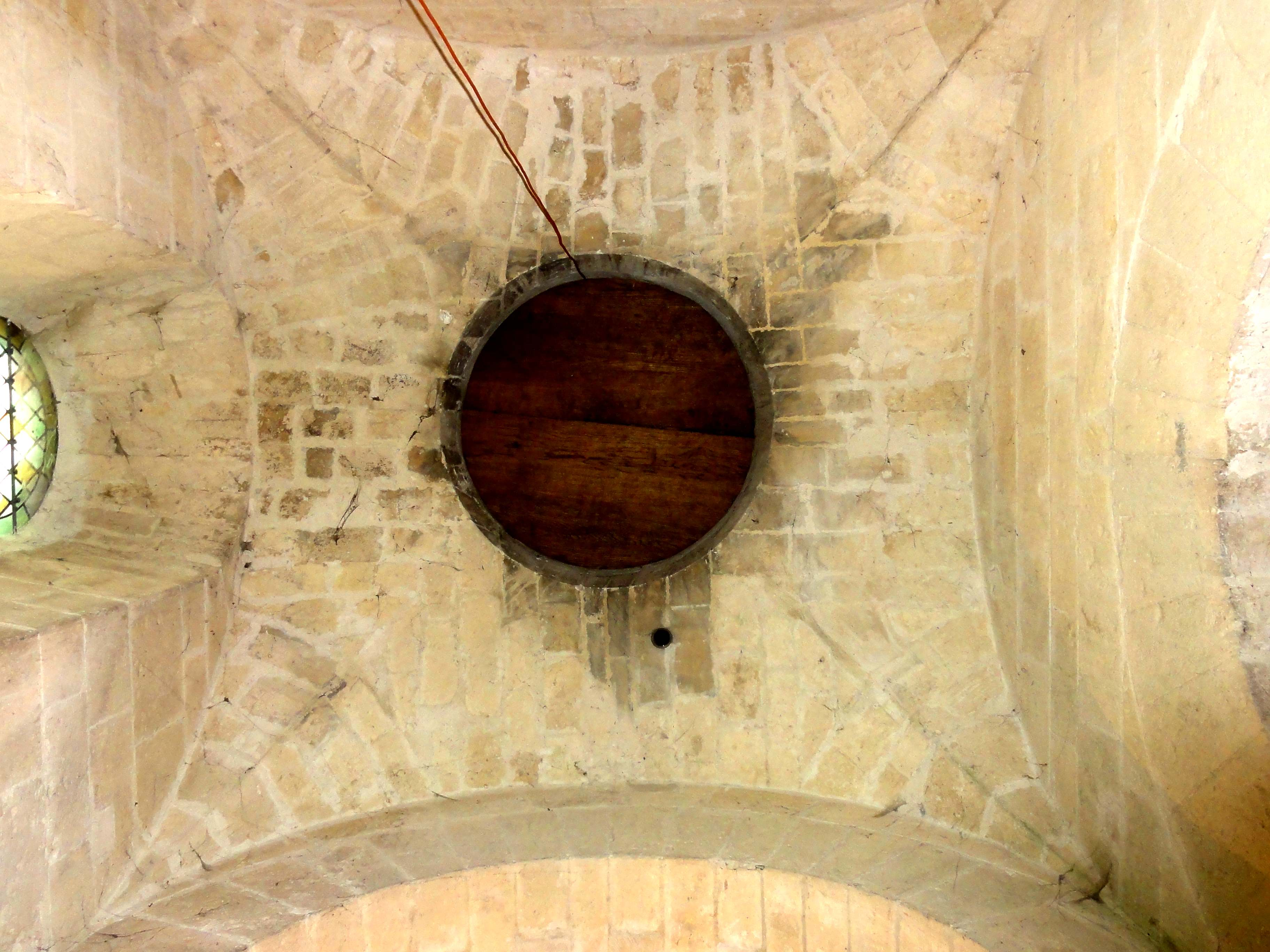
Voûte d'arêtes.

Jusqu'au XIIIe siècle, le clocher central est la règle dans la région. La position du clocher à côté du chœur est donc l'exception, mais davantage encore, son implantation au nord, et non au sud du chœur. Comme exemples de clochers romans situés au sud du chœur, l'on peut citer Cramoisy, Fontenay-en-Parisis, Frouville et Nesles-la-Vallée. Dans le cas d'un plan basilical, deux clochers peuvent flanquer le chœur, comme à Morienval et potentiellement à Rhuis, mais la largeur plus importante de l'absidiole sud prouve bien que l'église Saint-Vivien n'avait pas de deuxième clocher. Comme sous les clochers romans les plus anciens, dont Cramoisy et Rhuis, l'architecture est réduite à sa plus simple expression. Ni la voûte, ni les arcades sont pourvues de supports, même pas de tailloirs. La voûte d'arêtes possède un appareil trop régulier pour pouvoir être considérée comme romane sans aucune réserve. Des voûtes d'arêtes existent encore sous les clochers de Chamant, Saint-Maximin et Rhuis. L'arcade orientale est la seule qui occupe presque toute la largeur de la travée sous clocher. Elle est très épaisse, et la partie droite de l'absidiole nord se réduisait à l'épaisseur de cette arcade, qui devrait dater d'origine. Une armoire murale toujours utilisée est ménagée dans l'épaisseur du piédroit gauche (nord). À l'est de la base du clocher, une courte travée intermédiaire voûtée en berceau permet le raccordement avec la chapelle latérale nord. Elle est nécessairement postérieure à la démolition de l’absidiole. L'arcade méridionale, donnant sur le chœur, ne paraît pas sur le plan de l'église par Ruprich-Robert, mais il devrait s'agir de la restitution d'une disposition ancienne. L'arcade occidentale est extrêmement petite, et en plein cintre comme les autres, alors qu'elle paraît comme une porte rectangulaire en regardant depuis le bas-côté. Un contrefort du clocher fait saillie dans le bas-côté. La fenêtre du côté nord est de dimensions considérables pour la période romane, et est certainement plus jeune que le clocher, que l'on peut dater du premier quart du XIIe siècle par analogie avec son homologue de Frouville. Le remaniement de la baie peut se situer dans le contexte de la reconstruction du chœur et de sa chapelle latérale sud, avec voûtement d'ogives, vers le milieu du XIIe siècle. Une curiosité est la cage d'escalier dans l'épaisseur des contreforts de l'angle nord-est ; c'est une disposition qui n'apparaît, en principe, qu'à la période gothique. Il n'y a, du reste, pas de porte d'accès à cette cage d'escalier. Au sud, à l'extérieur de la base du clocher, côté chœur, il faut signaler l'arcature plaquée à vocation décorative, qui rappelle une disposition connue des églises de Cambronne-lès-Clermont, Cormeilles-en-Vexin, Parnes, Saint-Clair-sur-Epte, Saint-Vaast-de-Longmont, Villers-Saint-Paul, etc. La sculpture des chapiteaux est maladroite, et déploie des volutes d'angle et des palmettes.

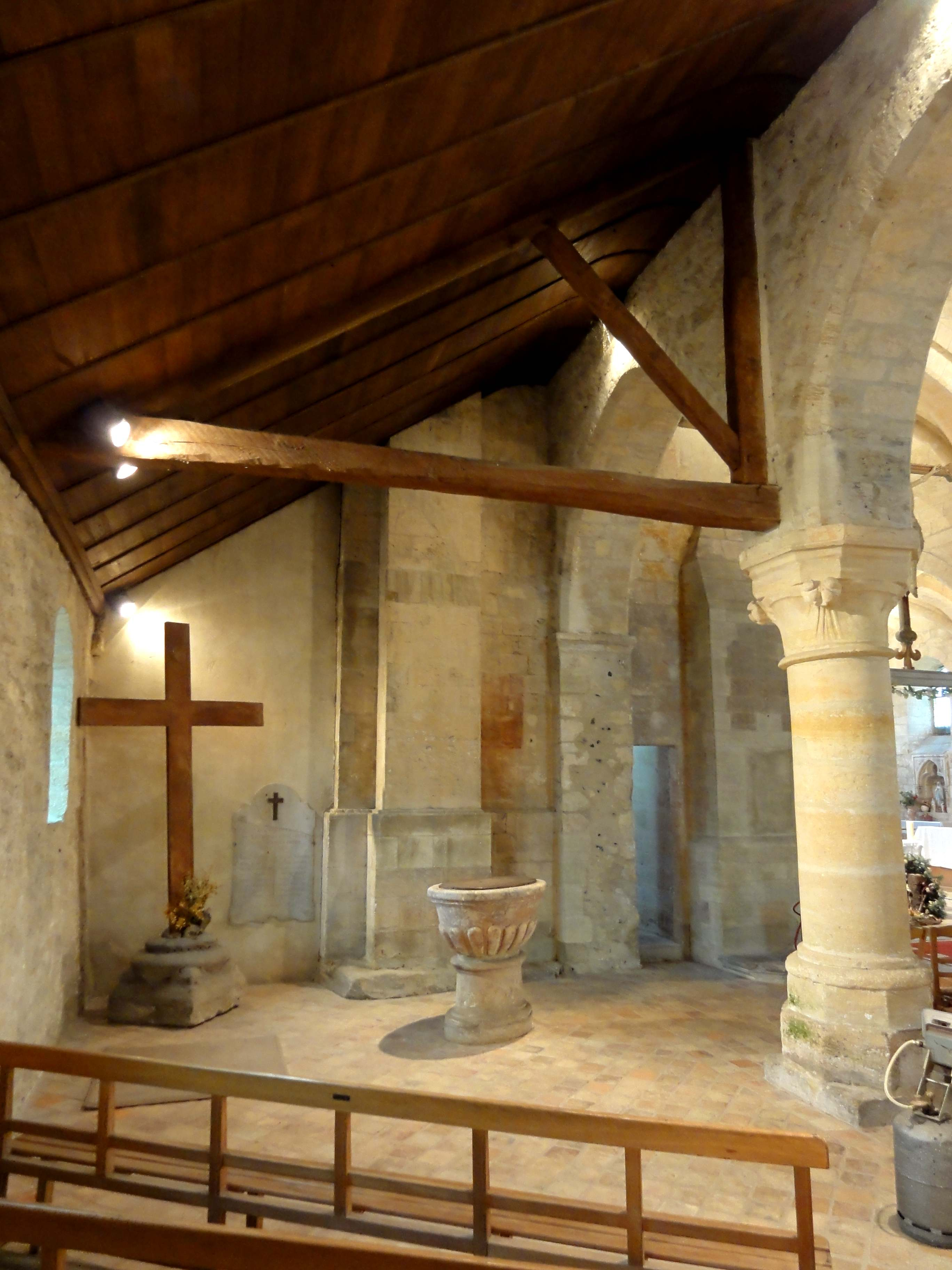
Vue sur la base du clocher depuis l'ouest.
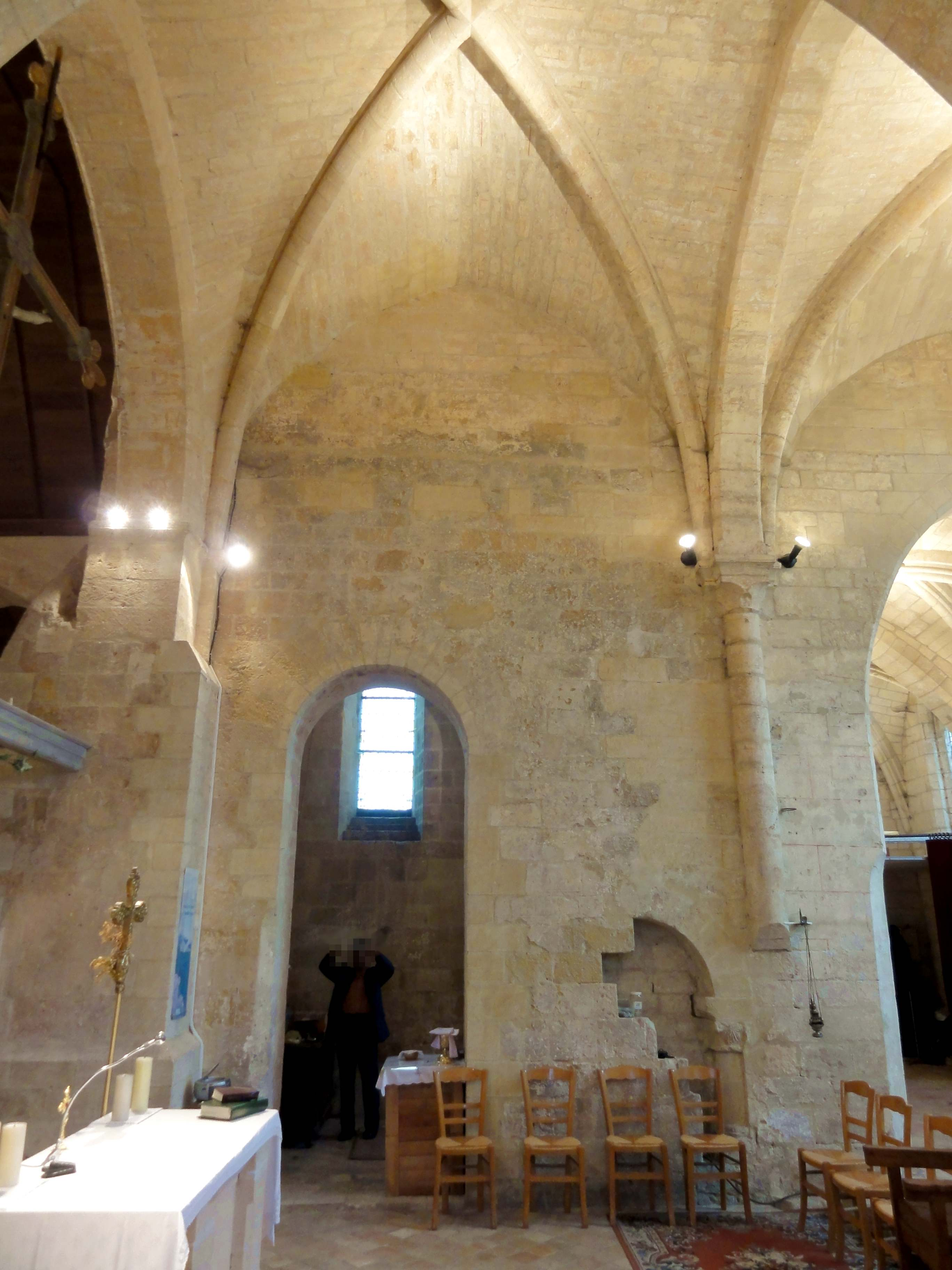
Vue sur la base du clocher depuis le sud (chœur).
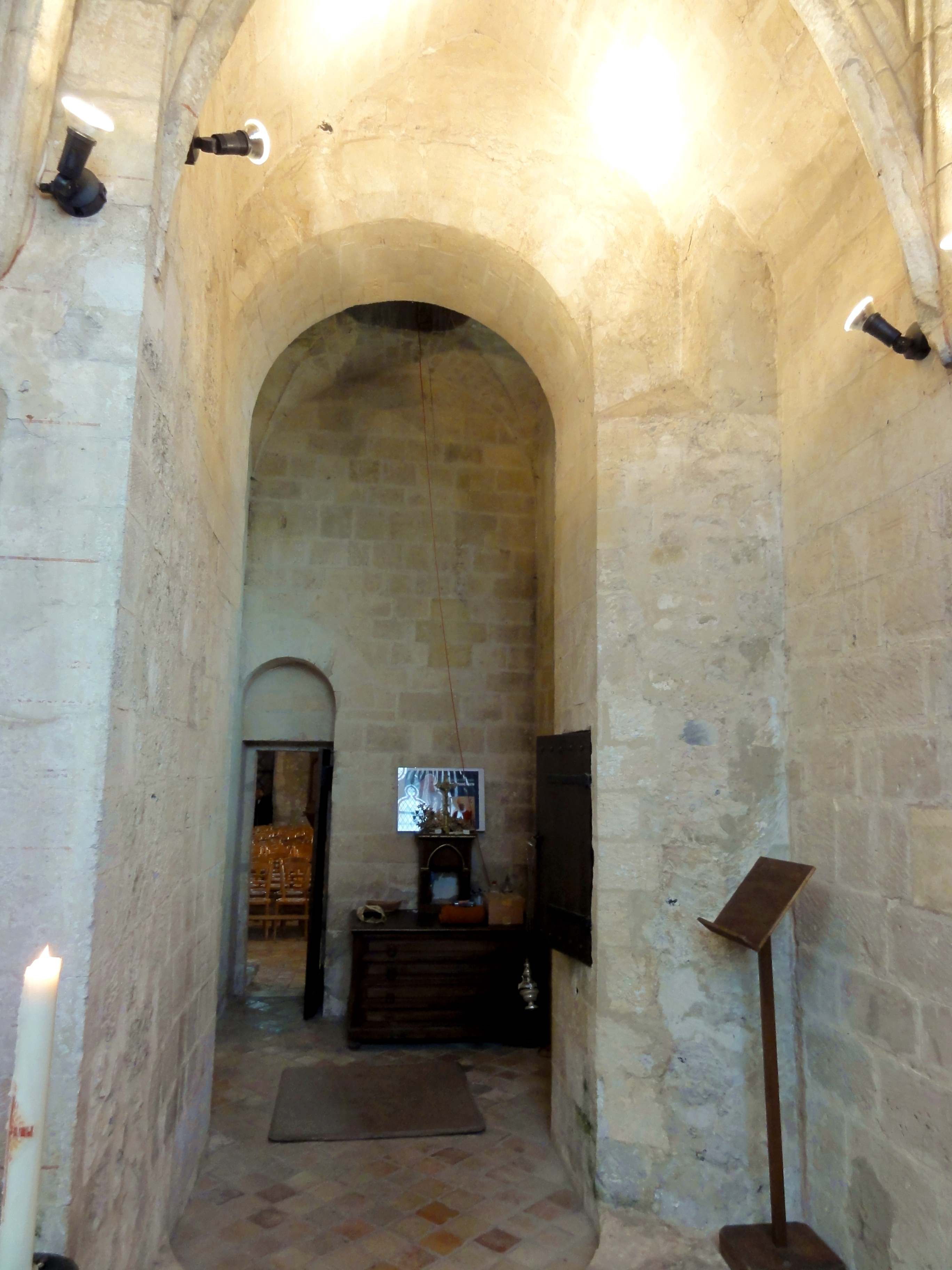
Vue sur la base du clocher depuis l'est.
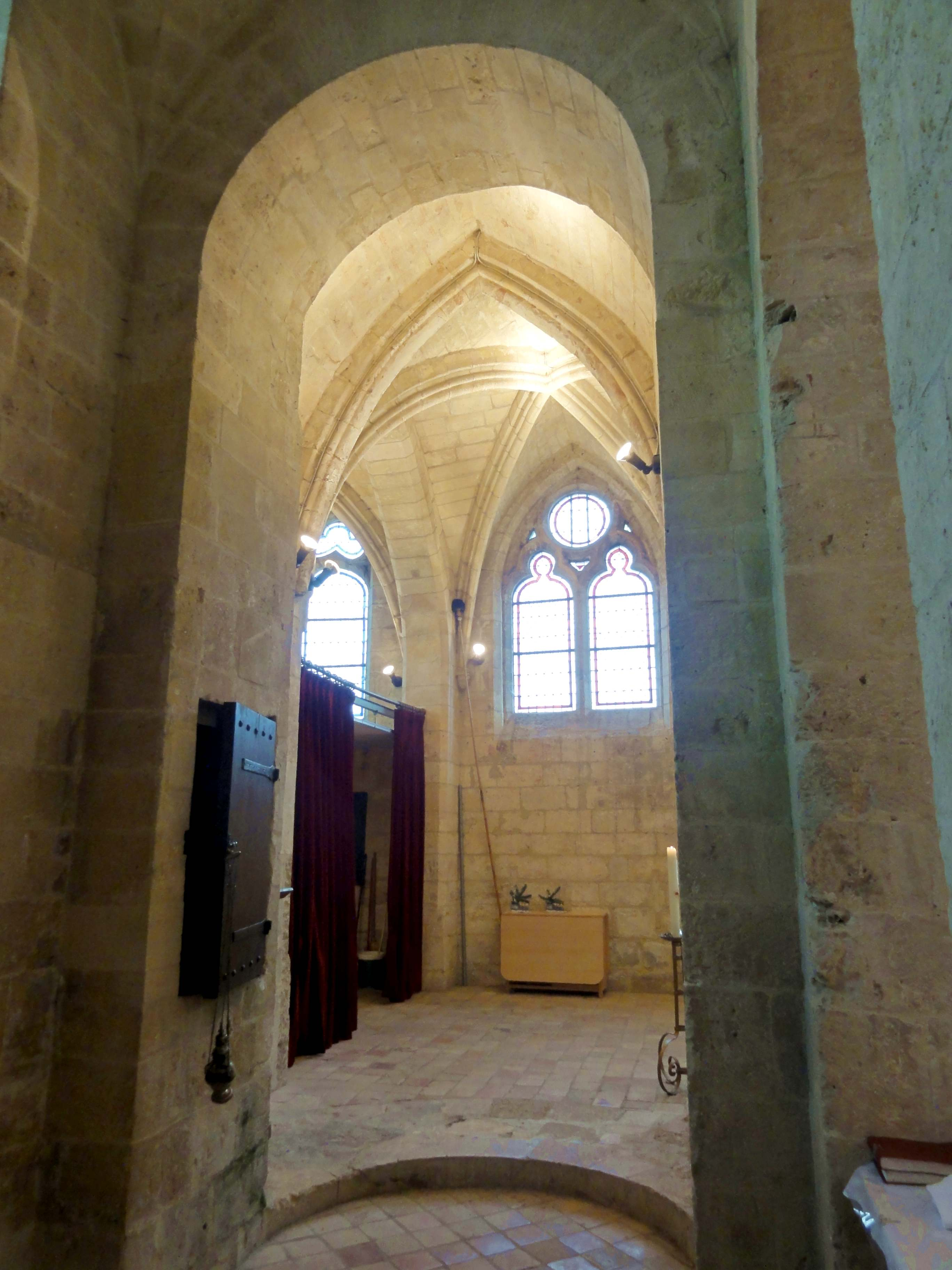
Base du clocher, vue vers l'est.
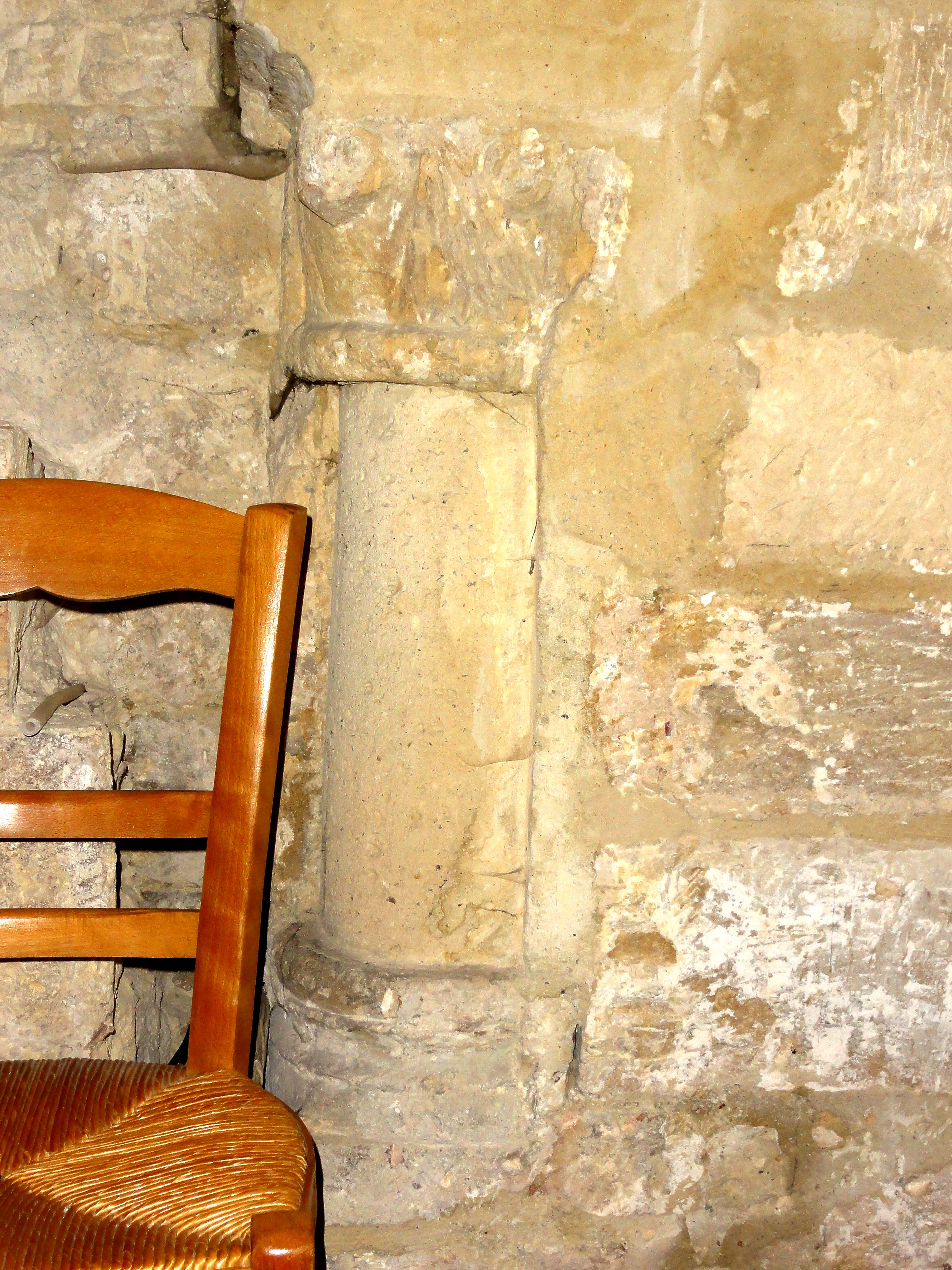
Colonnette de l'arcature plaquée du chœur.
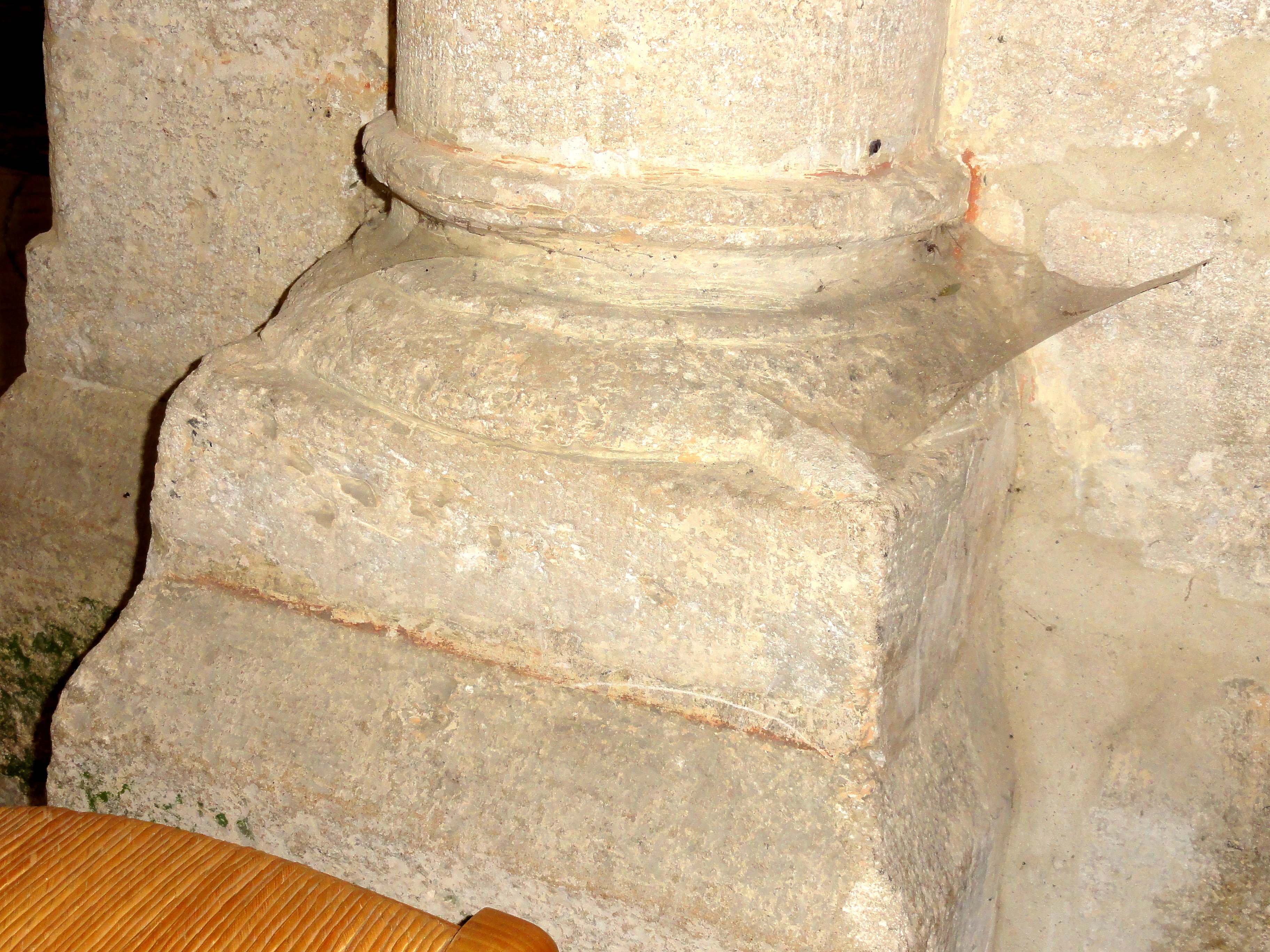
Base de la même colonnette.

#### Chœur

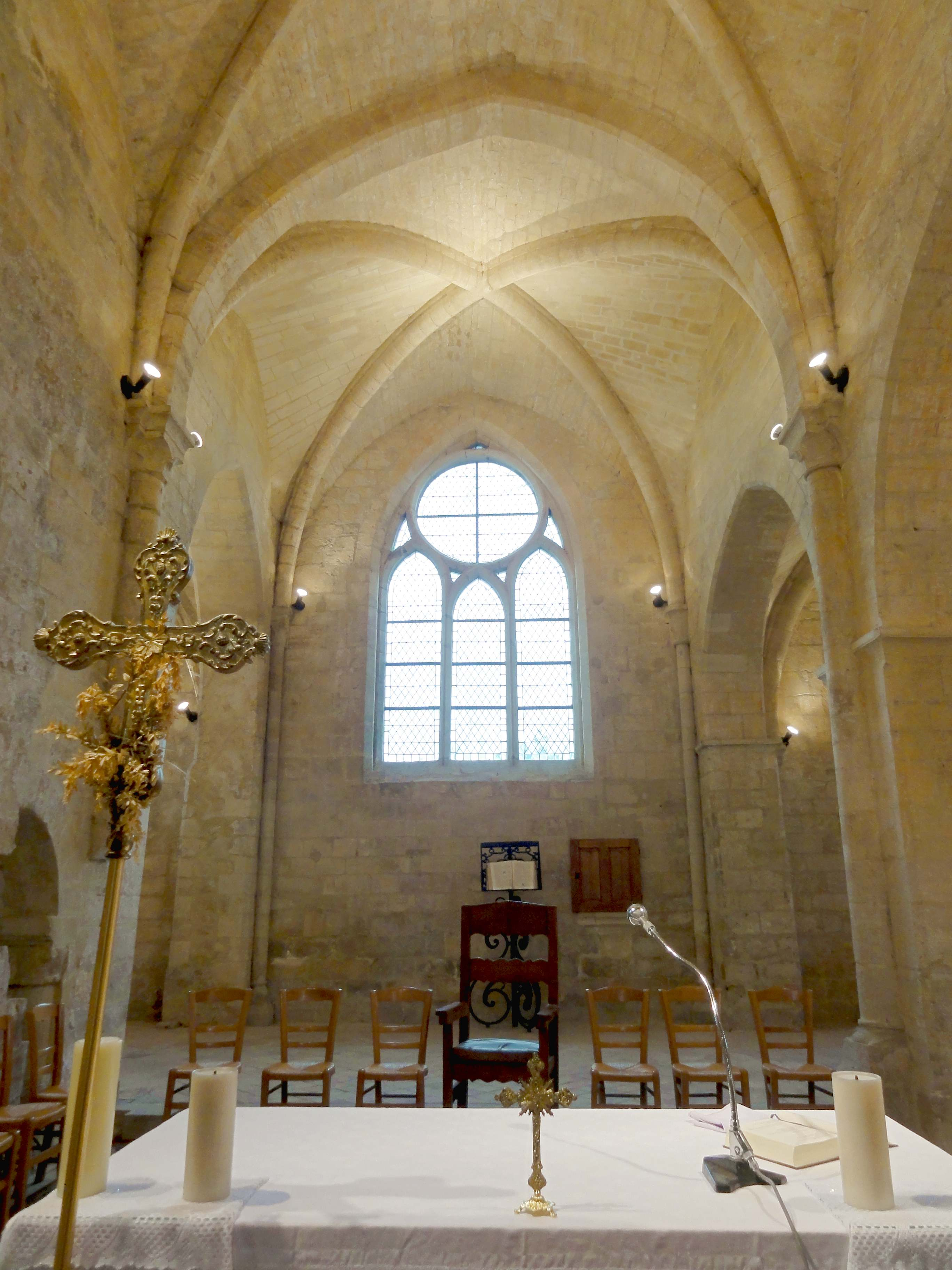
Chœur, vue vers l'est.

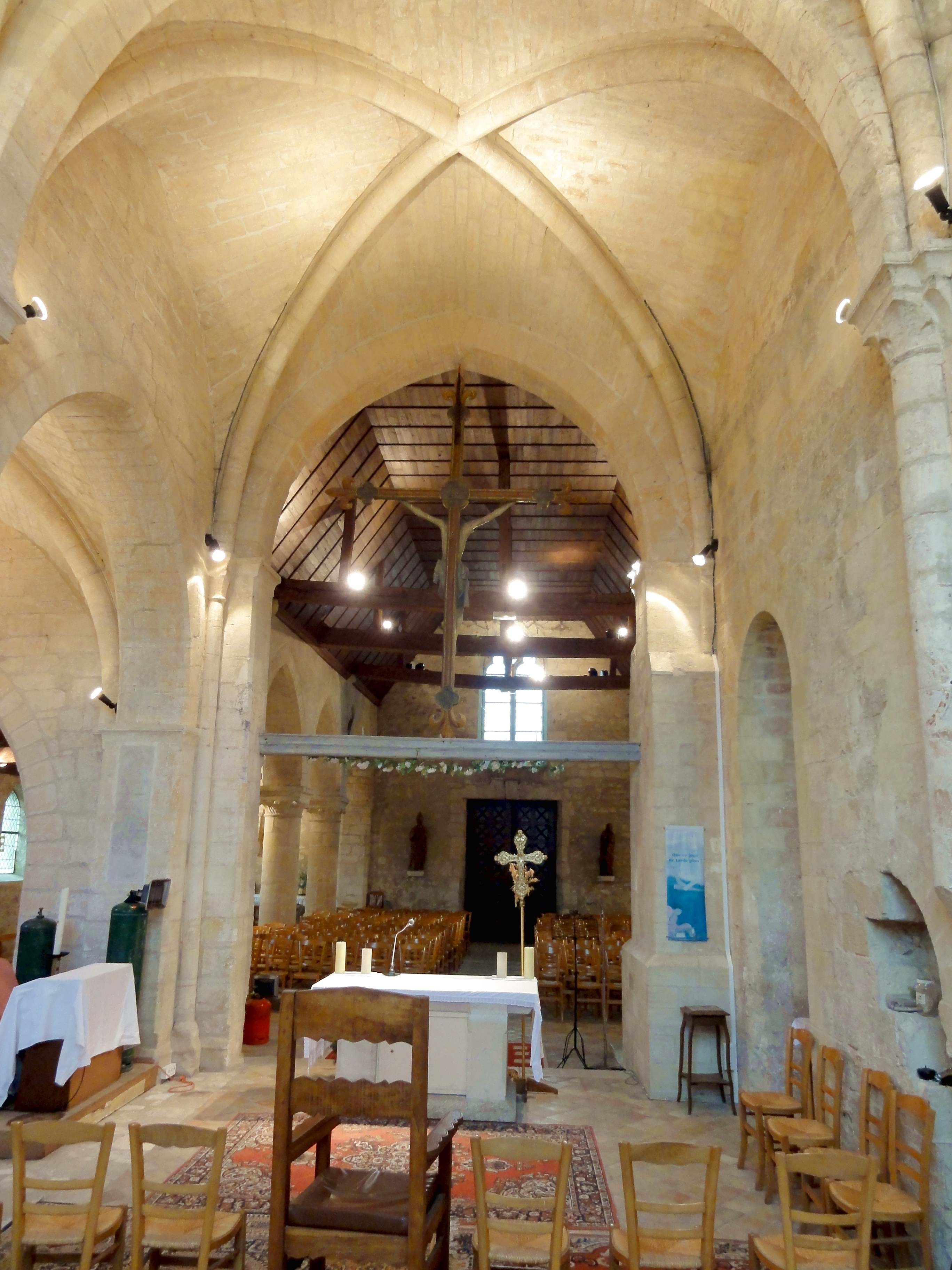
Chœur, vue vers l'ouest.

Le chœur comporte des éléments de trois campagnes de construction bien distinctes, à savoir la base du clocher de la fin du XIe ou du premier quart du XIIe siècle, avec l'une des arcatures plaquées provenant de l'ancien chœur, terminé par une abside en hémicycle (voir ci-dessus) ; les deux voûtes, leurs supports, les deux arc-doubleau et trois grandes arcades du milieu du XIIe siècle ; et la fenêtre orientale, qui reste à dater. De style gothique rayonnant, comme la baie au chevet de la chapelle latérale sud et les trois fenêtres de la chapelle latérale nord, elle est néanmoins clairement différente des autres. Il se compose de trois lancettes surmontées d'un oculus rond. Le nombre de lancettes est impair, ce qui est plutôt rare (façade d'Agnetz, chevets de Balagny-sur-Thérain et de Brenouille, croisillons de Chambly et Montataire, chapelle sud de Villers-sous-Saint-Leu...), et la lancette médiane est moins élevée que les deux autres. Ni les lancettes, ni l'oculus disposent d'un réseau secondaire. Les meneaux fusionnent aux points de contact des formes, et affectent une modénature chanfreinée simple. L'absence de réseau secondaire se constate aussi aux absides de Montataire et Villers-Saint-Frambourg, qui datent des années 1250-1260. Le réseau primaire de la première fenêtre de la chapelle latérale sud de Villers-sous-Saint-Leu, qui est postérieure à 1245, a pour réseau primaire le réseau du chœur de Bruyères. La modénature chanfreinée s'observe aussi sur les baies des pans obliques de l'abside de Villers-Saint-Frambourg, et dans la nef de Chambly, qui date des années 1270-1280. En conclusion, il paraît difficile de faire remonter la fenêtre en question avant 1250.
L'élévation sud de la première travée et les élévations latérales de la seconde travée sont identiques, et les deux voûtes le sont également. L'arc triomphal et le doubleau intermédiaire sont à simple rouleau, et ne sont pas moulurés, mais simplement chanfreinés. Ce caractéristique est encore partagé par les grandes arcades de nombreuses églises rurales de la première période gothique, comme il a été démontré à propos de la nef. Il ne suffit donc pas pour une datation. Les doubleaux à deux rangs de claveaux sont pratiquement la règle dans les chœurs romans de la région, mais il est vrai aussi que leur première travée coïncide souvent avec la base du clocher ou croisée du transept. Les deux arcs retombent sur des tailloirs moulurés d'une plate-bande, d'une rainure et d'un quart-de-rond, mais seulement les tailloirs du doubleau reposent sur les chapiteaux de colonnettes engagées : le support de l'arc triomphal du côté nord semble en fait correspondre à un contrefort du clocher. Sur la colonnette nord du doubleau, l'on peut par ailleurs voir les traces d'une croix de consécration. Les chapiteaux du doubleau sont flanqués des culs-de-lampe recevant les ogives, que l'on trouve également près de l'arc triomphal, tandis que des colonnettes à chapiteaux sont réservées aux ogives dans les angles près du chevet. L'on remarque que les chapiteaux se faisant face au nord et au sud sont identiques. Ils sont sculptés de feuilles plates, à raison d'une feuille par angle, et d'une feuille lancéolée supplémentaire sur les grands chapiteaux, en arrière-plan, au milieu de la chapelle. Des chapiteaux semblables existent dans la nef de Foulangues, qui date des années 1140. L'absence des volutes d'angle si caractéristiques des chapiteaux romans de la région, et l'absence de caractère de la sculpture, ne permet pas d'identifier clairement des créations du milieu du XIIe siècle : il convient de tenir  compte en même temps du profil des ogives, qui sont de fort diamètre et monotoriques ; de l'absence de clés de voûte décorées ; et de la forme bombée des voûtes de la chapelle latérale sud, qui partagent tous les caractéristiques des voûtes du chœur. Même pour la fin de la période romane, l'architecture du chœur de l'église Saint-Vivien est extrêmement simple, voire rustique, s'il n'y avait pas le voûtement d'ogives, ce qui évoque l'église également très sobre de Rocquemont. Le contraste avec les parties romanes des églises de Bury, Cambronne-lès-Clermont, Foulangues, Mogneville ou Ully-Saint-Georges, qui datent des années 1130 / 1140, est assez frappant. Ce constat est souligné par les grandes arcades du sud, qui ne sont pas davantage munies de supports que l'arc triomphal, et reposent également sur de simples tailloirs moulurés.

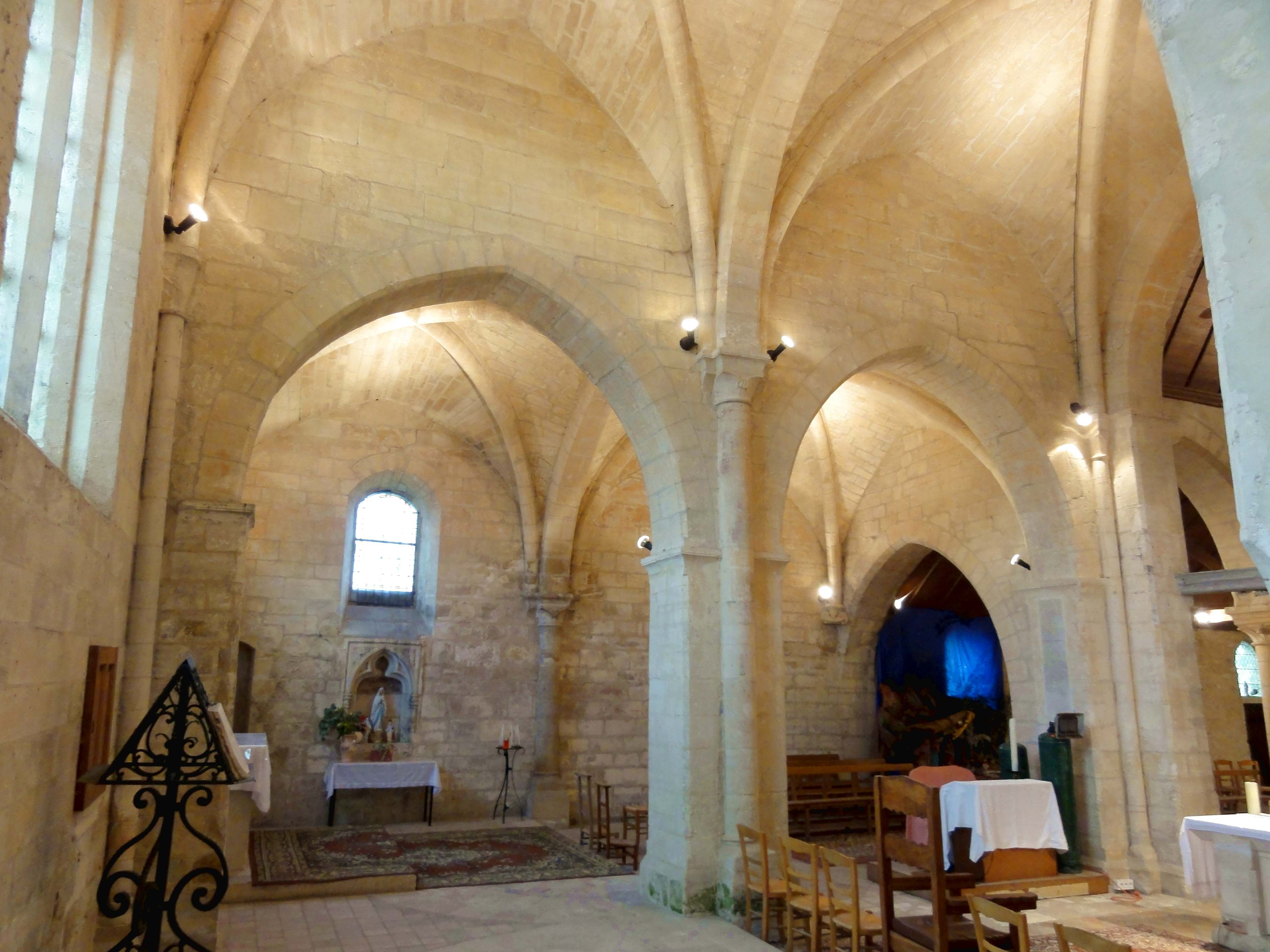
Élévation sud.
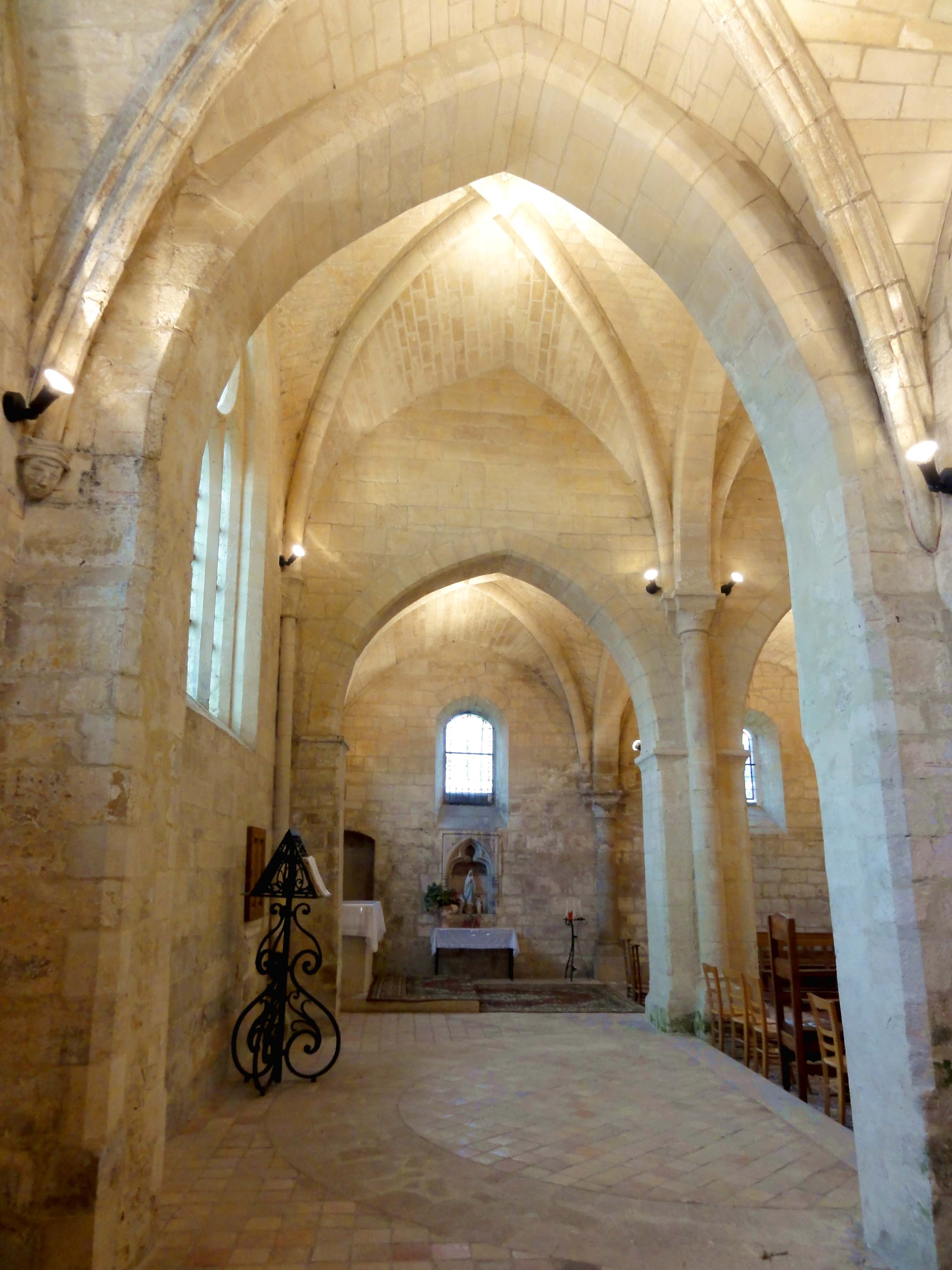
2e travée, vue vers le sud.
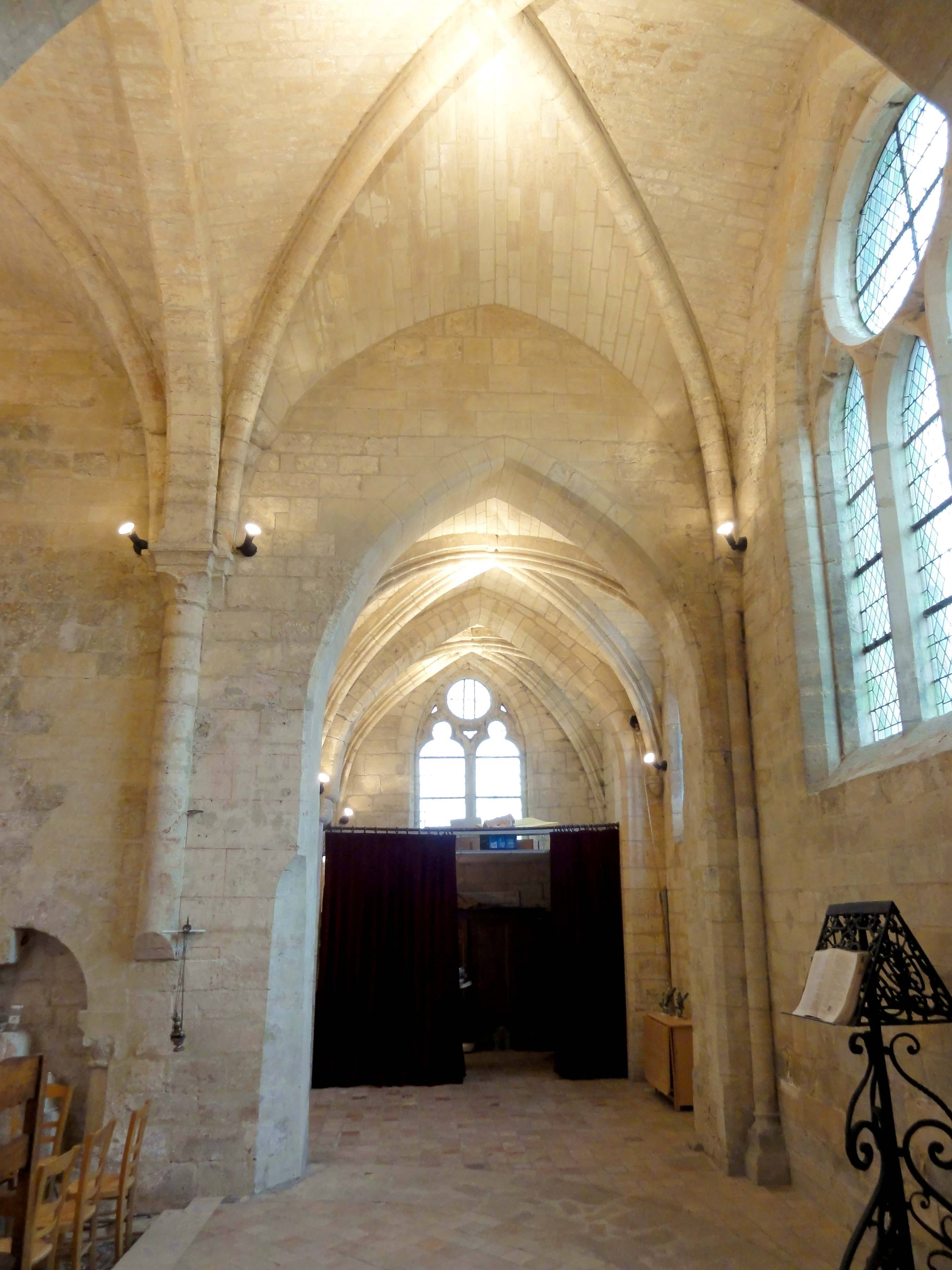
Id., vue vers le nord.
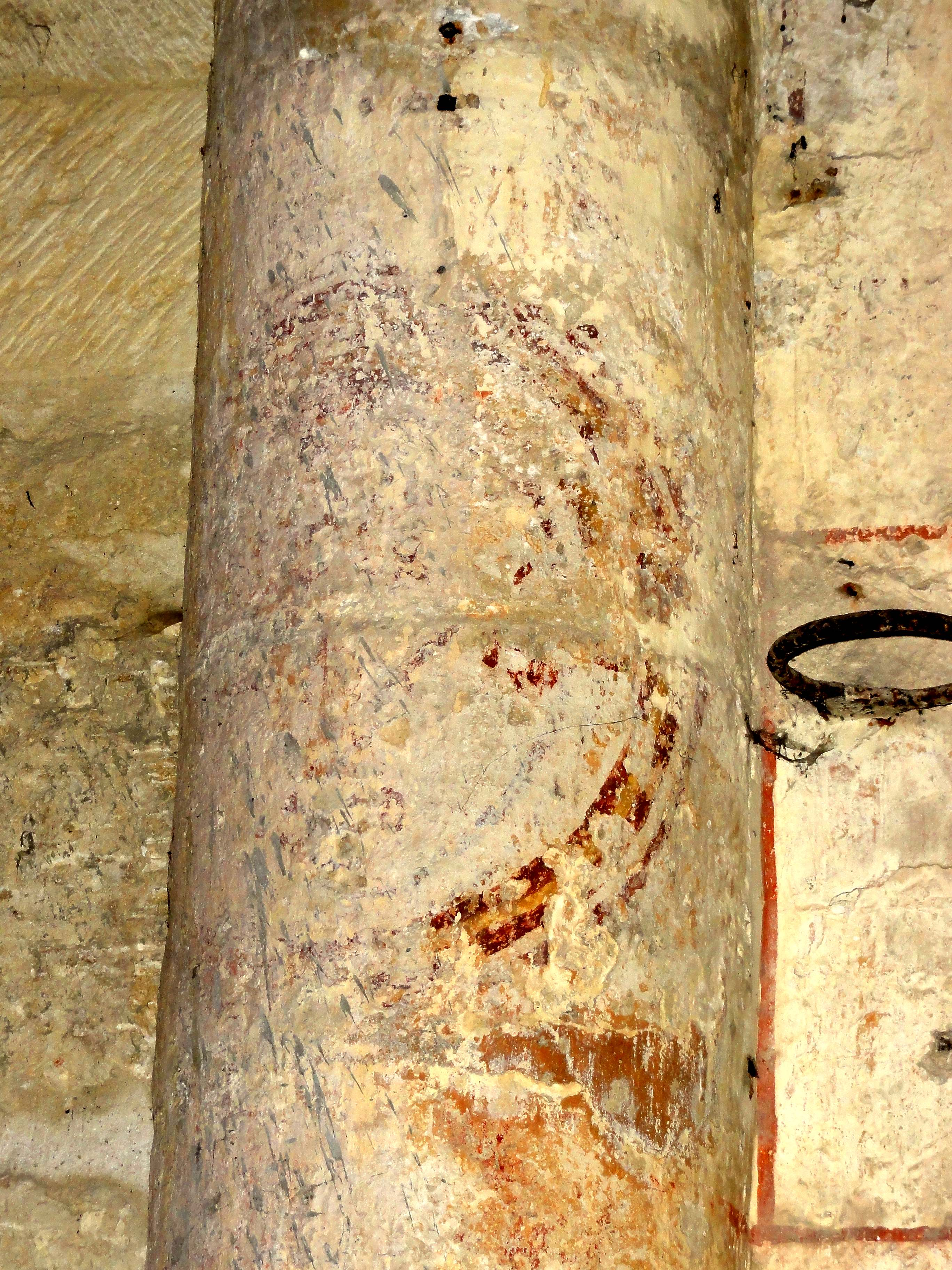
Croix de consécration.
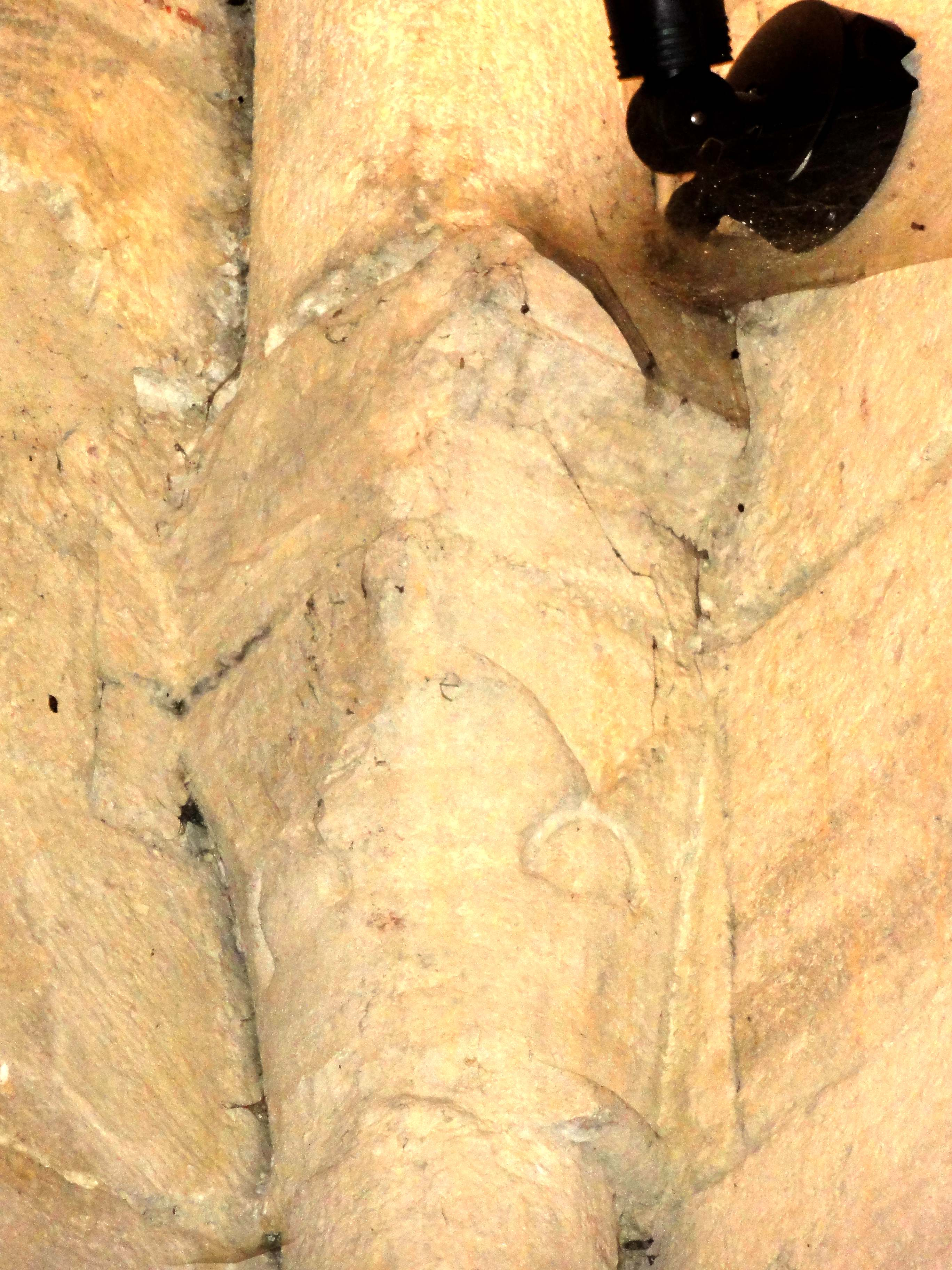
Chapiteau d'angle.
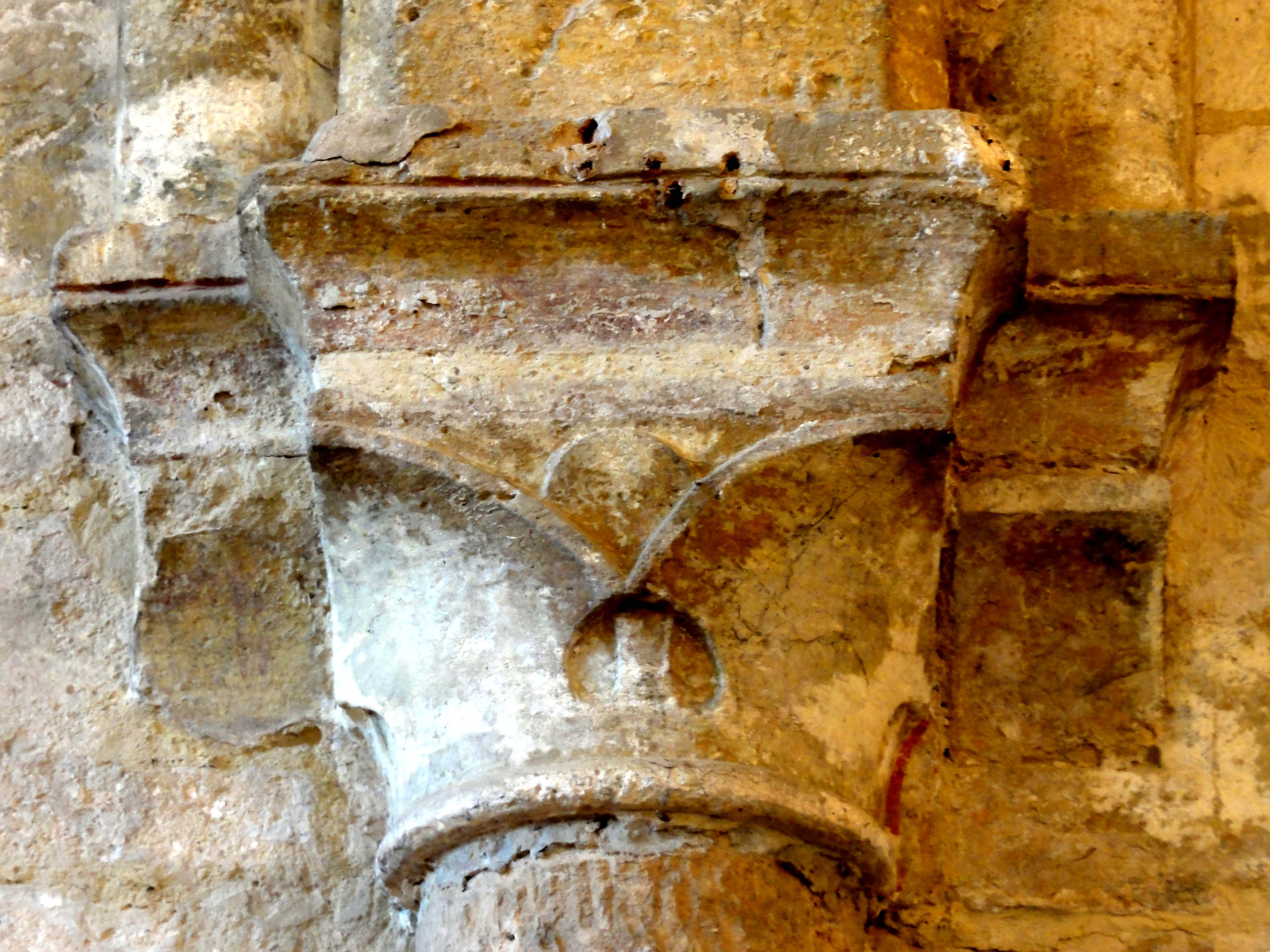
Chapiteau du doubleau.

#### Chapelle sud

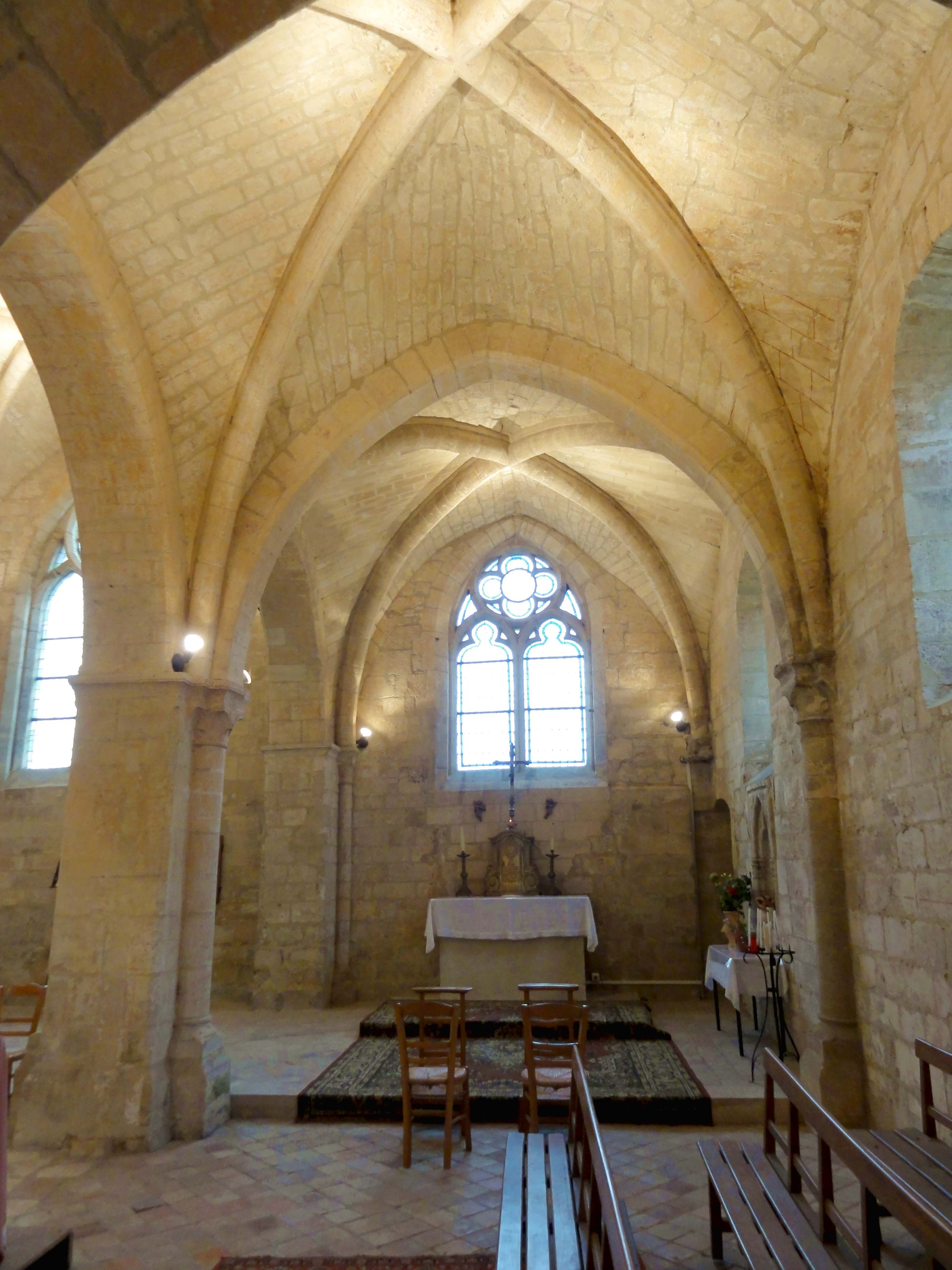
Vue vers l'est.

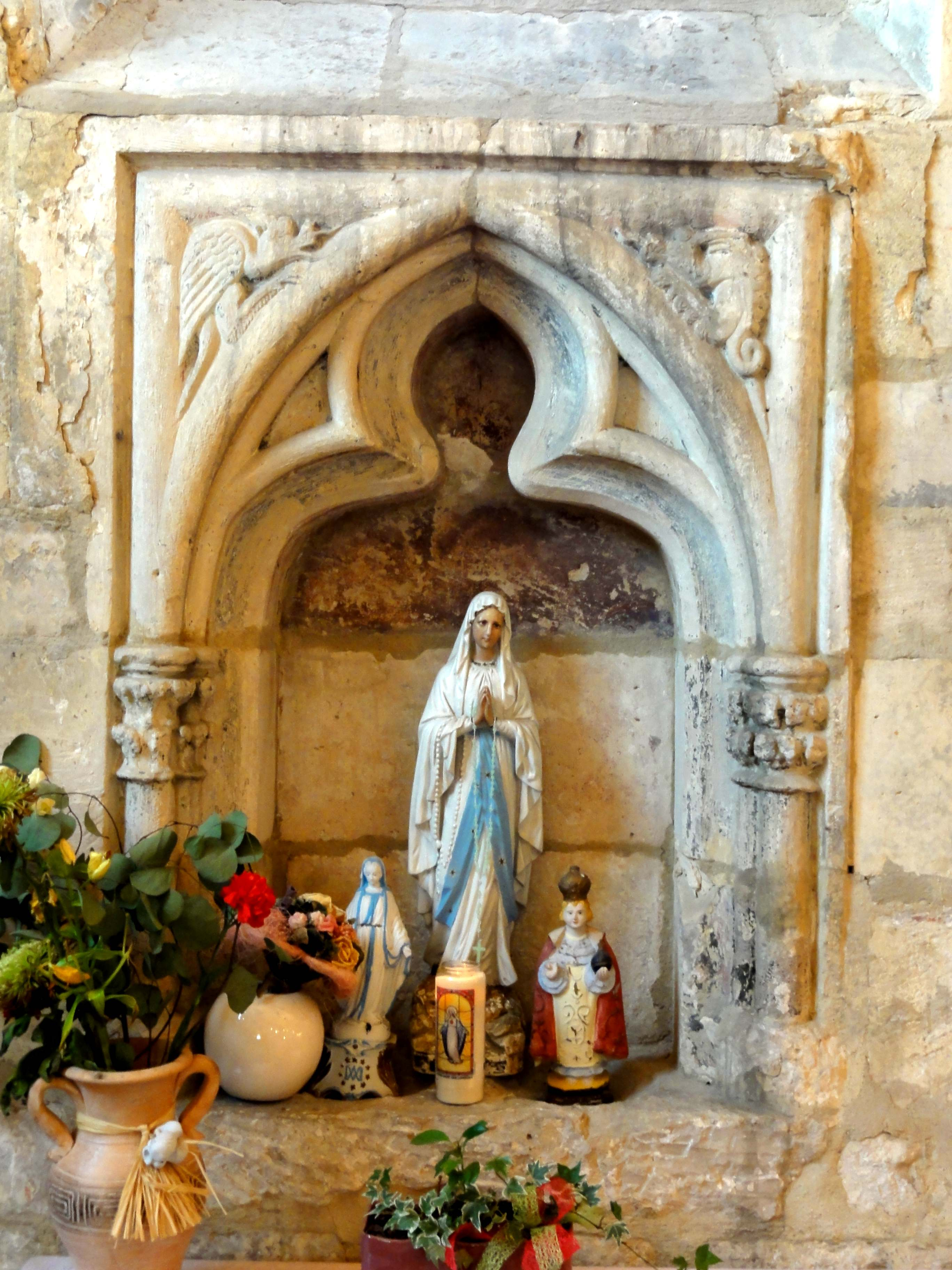
Piscine liturgique.

La chapelle latérale sud forme un collatéral du chœur, et est parallèle à celui-ci. Les deux vaisseaux communiquent par des grandes arcades, qui sont en arc brisé, et retombent sur des tailloirs moulurés. À l'ouest, une arcade assez semblable, mais sans tailloirs, et désaxée vers le sud, ouvre sur le bas-côté sud de la nef. À l'instar du vaisseau central, la chapelle comporte des éléments d'(au moins) trois campagnes de construction distinctes, dont seule celle correspondant aux voûtes est partagée avec le chœur. Les voûtes sont donc les mêmes que dans le chœur, mais elles sont plus perceptiblement bombées. Les voûtains nord et sud de la deuxième voûte semblent avoir été refaits. Ils se distinguent par leur appareil trop régulier et trop parfait. Au niveau du doubleau intermédiaire, et dans l'angle à gauche du chevet, les supports sont du même type que dans le chœur. Des exceptions existent dans les angles sud-ouest et sud-est. Dans le premier cas, l'arcade vers le bas-côté utilise comme piédroit sud le mur gouttereau, et dans le deuxième cas, une petite porte utilise comme piédroit gauche le mur du chevet, ce qui interdit ici des colonnettes à chapiteaux. L'on a donc opté pour des culs-de-lampe, qui représentent chacun un ange musicien, et possèdent un tailloir polygonal. Cette disposition doit résulter d'une reprise en sous-œuvre au XIIIe siècle, quand des culs-de-lampe en forme de têtes humaines ou bustes existent déjà, assez rarement, comme dans le chœur de Brenouille ou le croisillon nord de Rocquemont. En principe, les culs-de-lampe devraient se rattacher à la campagne de construction des bas-côtés de la nef. Ils ne prouvent pas le caractère gothique des voûtes : comme le montre l'exemple de Cauvigny, des voûtes romanes peuvent retomber sur des supports flamboyants.
Sans compter ce petit remaniement, une deuxième campagne de construction, sans doute un peu postérieure, concerne la fenêtre du chevet. Elle partage avec sa voisine du vaisseau central la fusion des formes aux points de contact, et la modénature chanfreinée. En revanche, un réseau secondaire existe avec les têtes trilobées des lancettes, et le quadrilobe qui s'inscrit dans l'oculus. Tous les écoinçons sont ajourés. Les remplages des fenêtres hautes de la nef de Chambly sont analogues, mais il s'y ajoute la mouluration du pourtour des baies. L'on voit donc qu'un siècle au moins sépare les voûtes des fenêtres orientales. De la période rayonnante, date également la remarquable liturgique au sud, qui s'ouvre sous une arcature trilobée reposant sur de fines colonnettes à chapiteaux, et s'inscrivant dans une lancette reposant elle-même sur des colonnettes à chapiteaux se superposant aux précédentes. La modénature arrondie ajoute une note de raffinement. Des chimères occupent les écoinçons. Pour venir à la troisième ou quatrième campagne de construction concernant la chapelle latérale sud, elle devrait porter sur les fenêtres du sud. Selon Gabriel Ruprich-Robert, elles sont modernes. Des ruptures dans l'appareil ne sont visibles qu'autour de la baie de la première travée. Par leur forme et leur ébrasement, les deux fenêtres sont cohérentes avec la période des voûtes. Il reste à déterminer si l'état actuel résulte de la reconstruction dans l'après-guerre, ou si l'analyse de l'architecte a été trop superficielle (comme pour le mur du bas-côté nord, considéré comme moderne bien que renfermant un portail gothique).

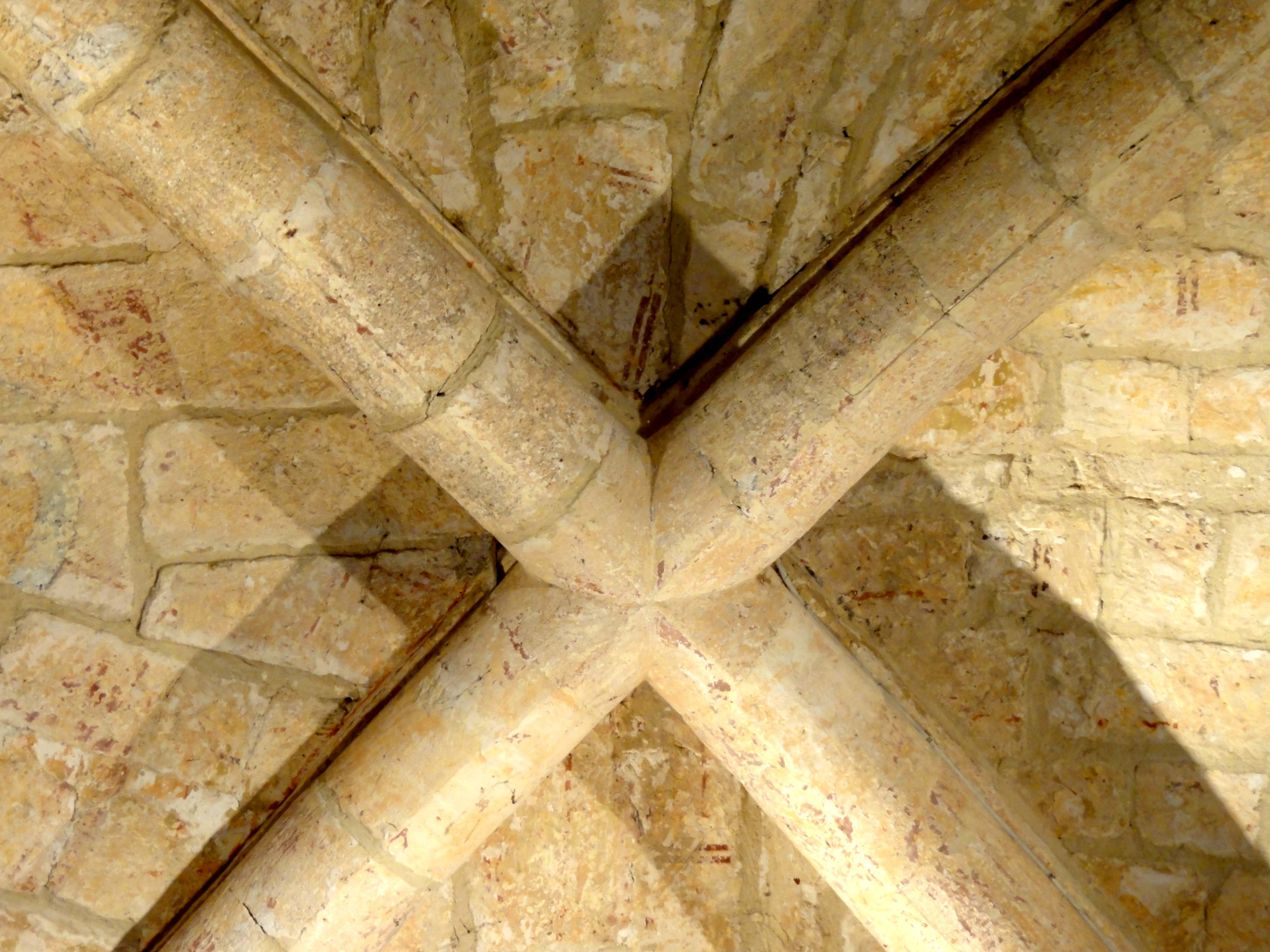
Sommet de voûte de la 2e travée.
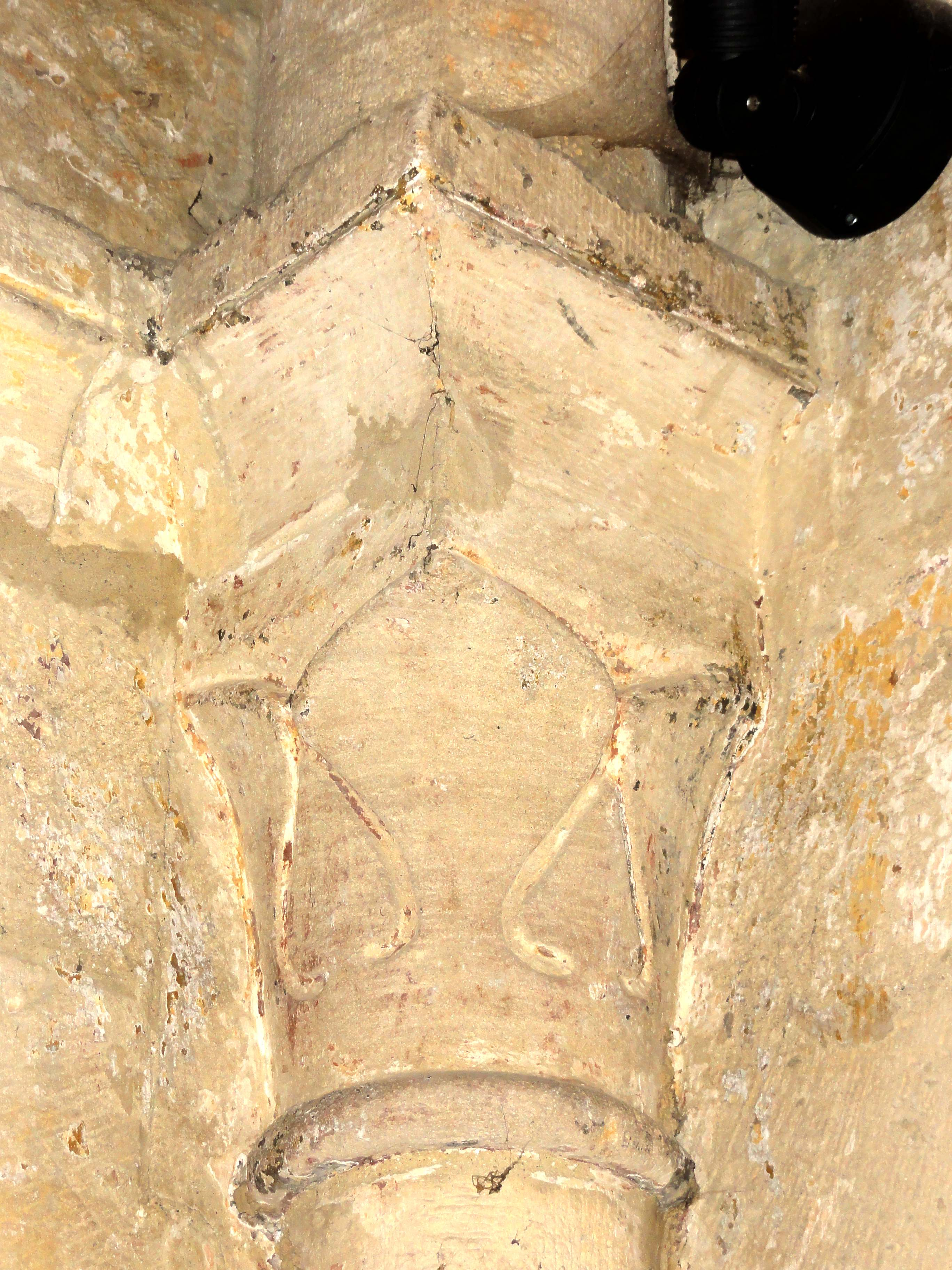
Chapiteau dans l'angle nord-est.
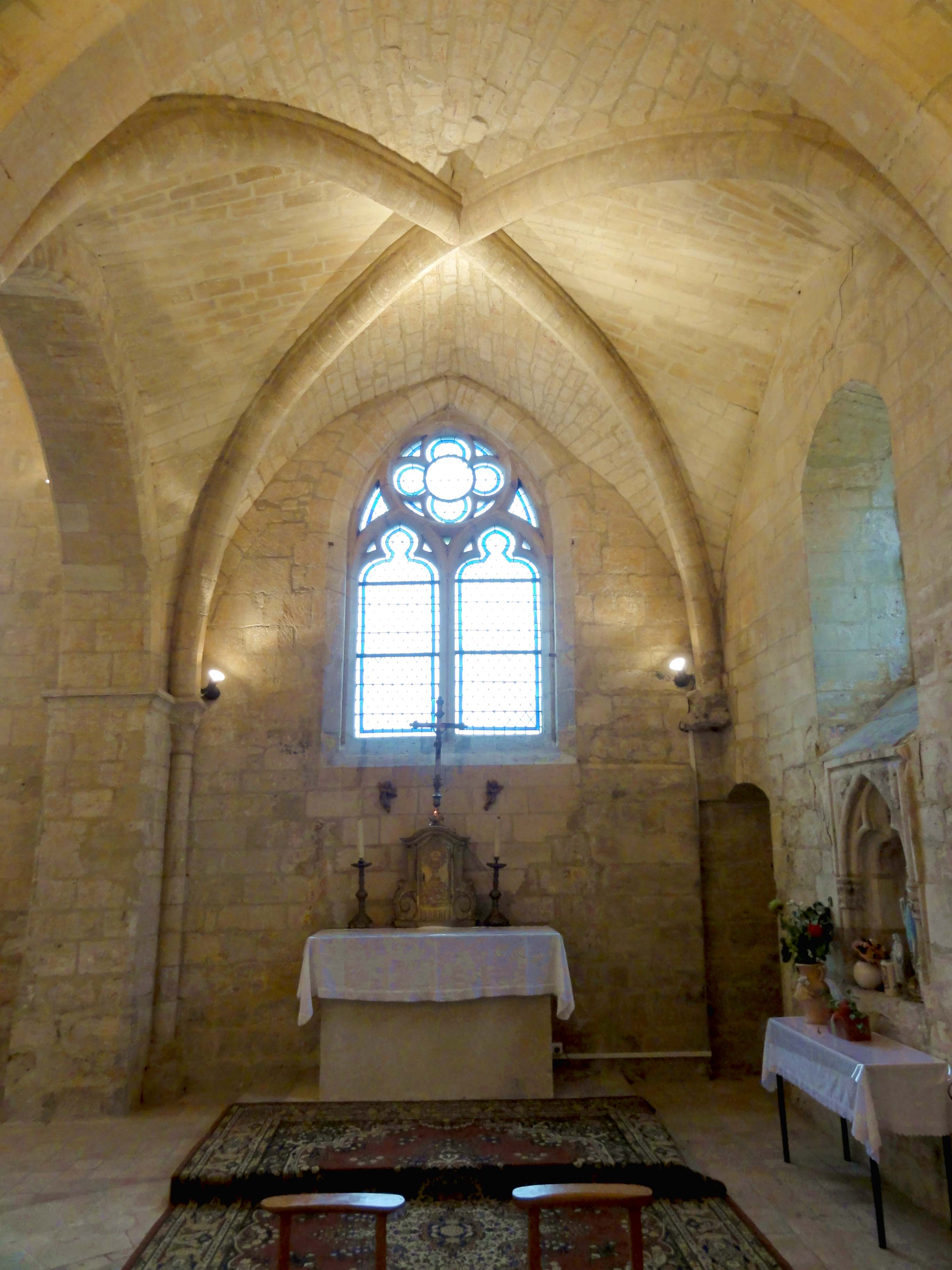
Vue vers l'est.
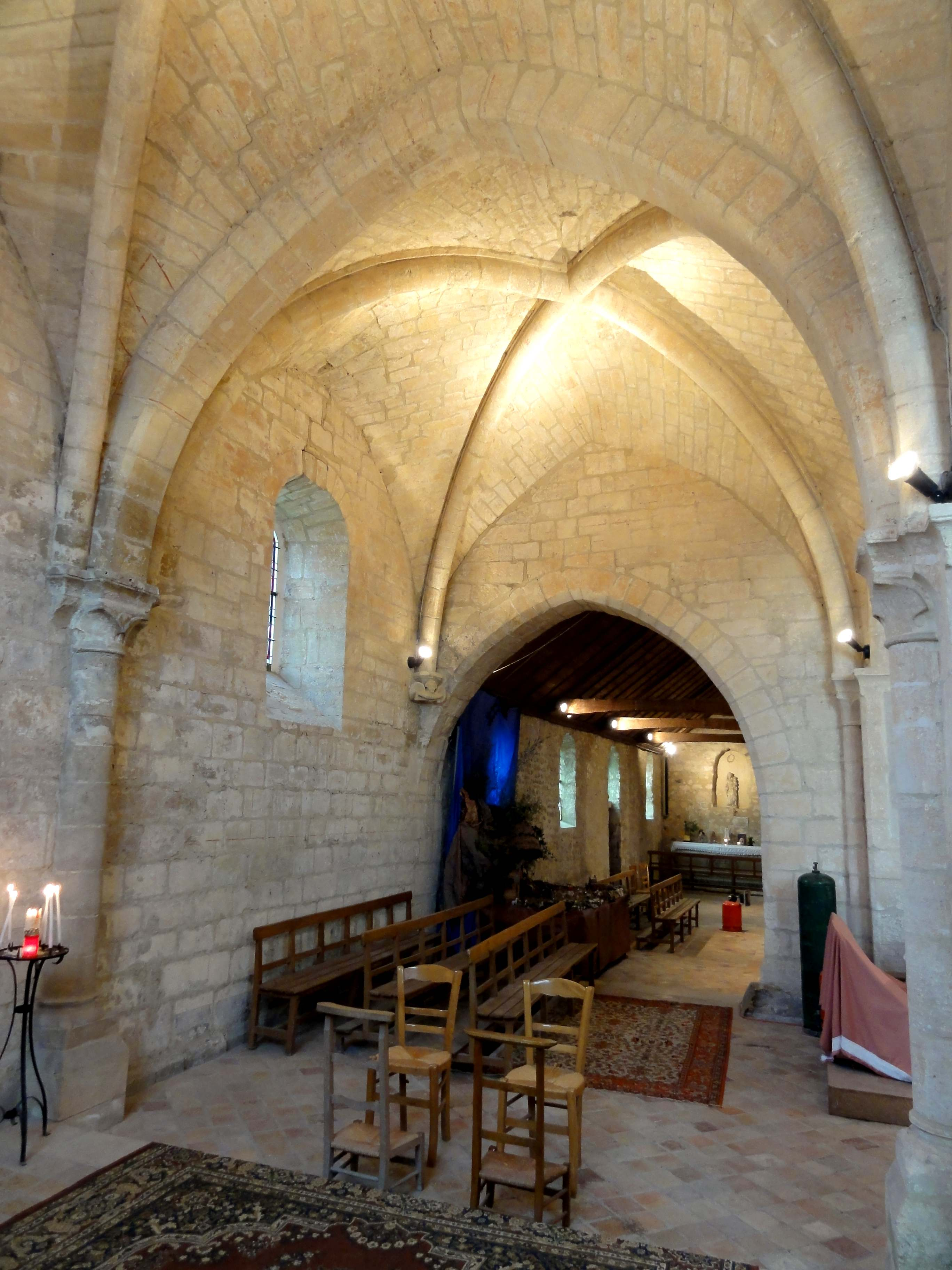
Vue vers l'ouest.
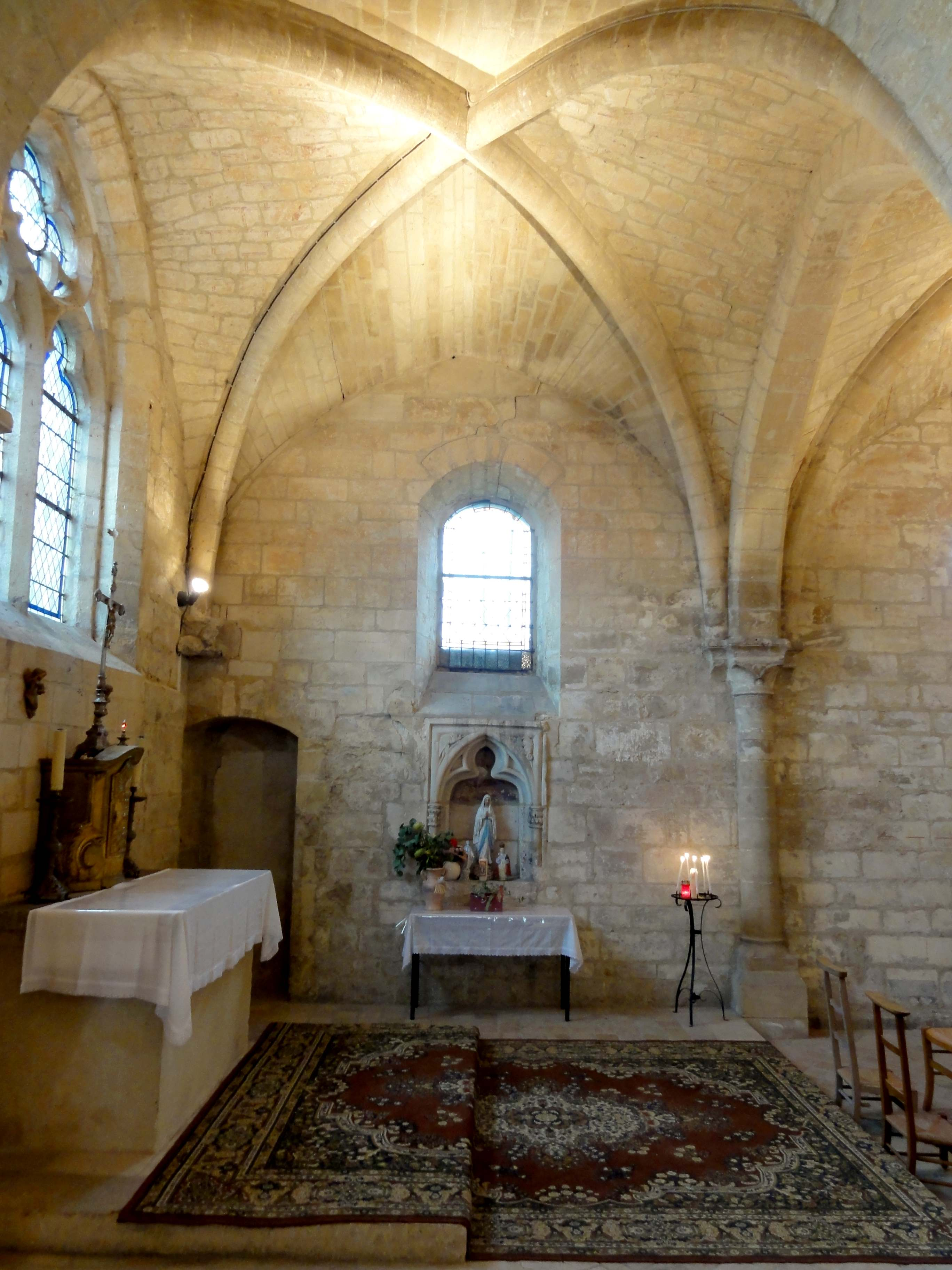
2e travée, vue vers le sud.
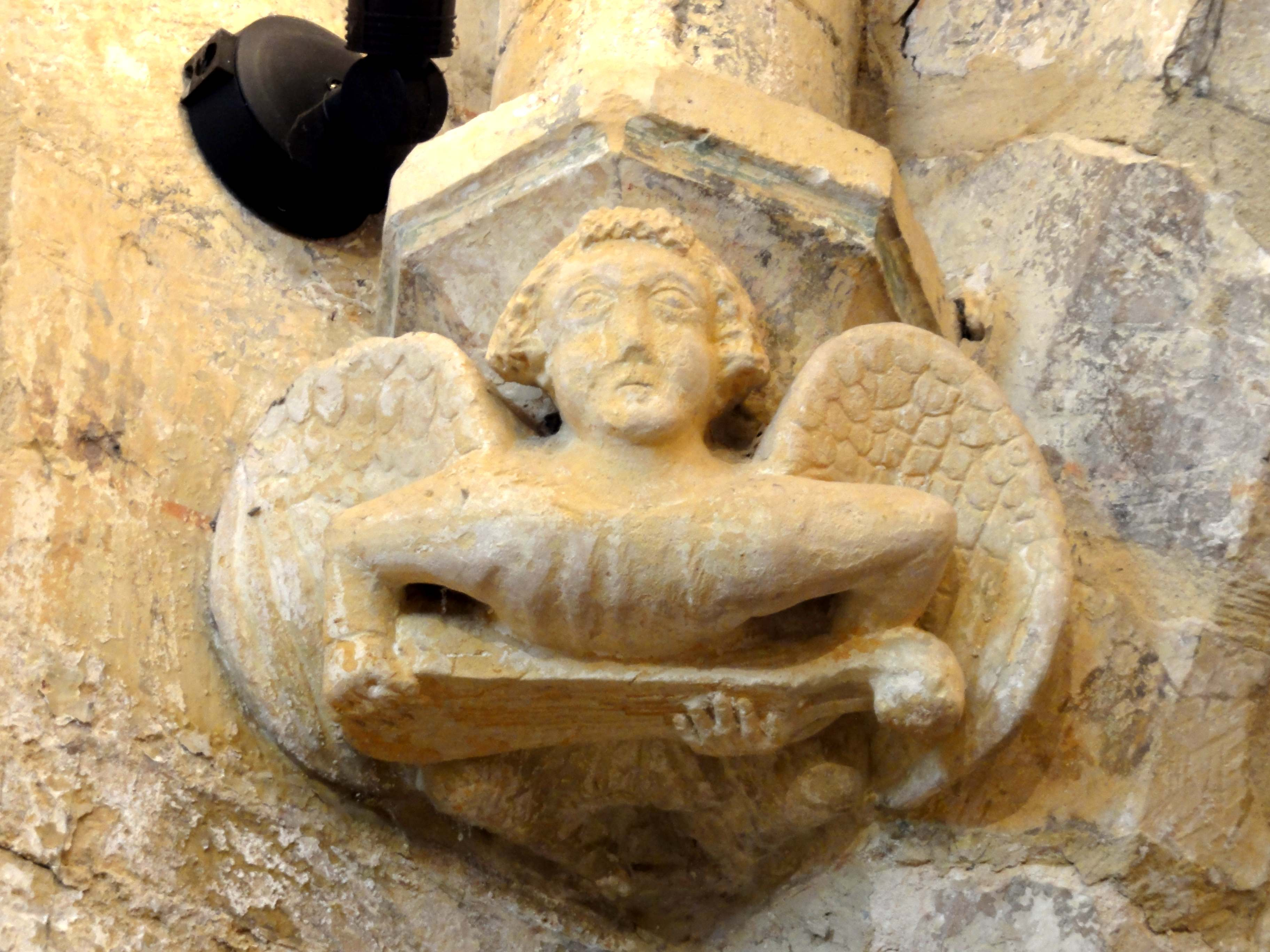
Ange musicien.

#### Chapelle nord

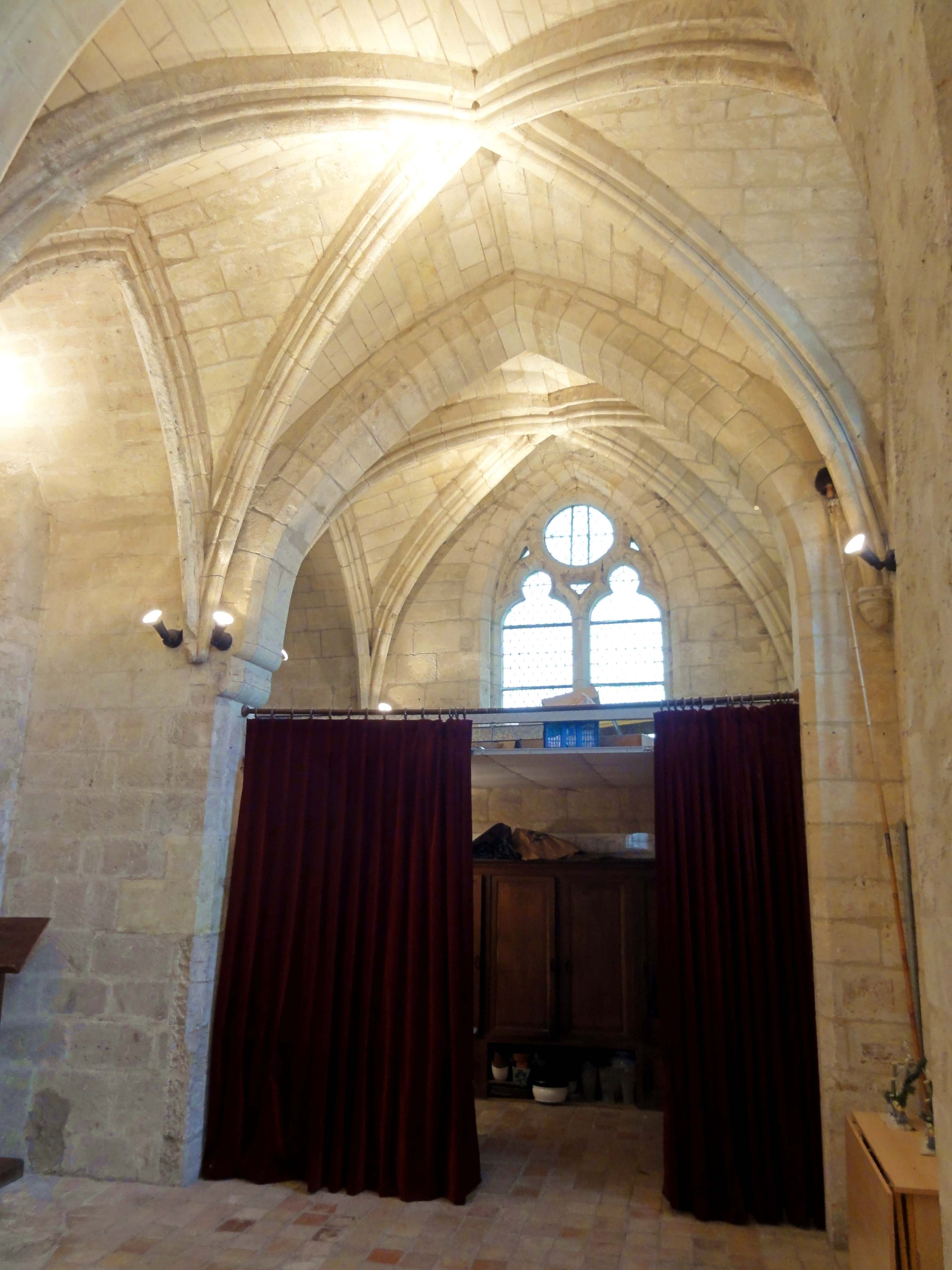
Chapelle nord, vue vers le nord.

La chapelle latérale nord forme un petit vaisseau perpendiculaire au chœur, qui se compose de deux travées successives, et s'inscrit dans la tradition des chœurs-halle de la moyenne vallée de l'Oise, où des chapelles latérales sont alignées sur le chevet généralement plat du vaisseau central, et forment avec celui-ci et le transept un vaste espace unifié idéalement homogène, comme à Boran-sur-Oise, Montataire, Plailly ou Villers-Saint-Paul. Même si l'homogénéité est d'emblée compromise par une base de clocher ancienne, ou une construction en plusieurs étapes, les chœurs sont souvent agrandis selon ce même concept, comme à Brenouille, Foulangues, Mogneville ou Villers-sous-Saint-Leu. Initialement la seconde travée du chœur devait être fermée au nord par un mur, qui présentait une retraite par un fruit près des impostes de l'actuelle arcade. Cette arcade est par ailleurs dépourvue de tailloirs, ce qui est un autre indice de sa postériorité aux grandes arcades du sud.
Contrairement au chœur et à sa chapelle latérale sud, la chapelle du nord semble provenir d'une unique campagne de construction pendant la seconde moitié du XIIIe siècle. Les voûtes sont ici contemporaines des fenêtres. Le profil des ogives est d'un tore entre deux baguettes dégagées devant un bandeau en arrière-plan. Ce profil est clairement du XIIIe siècle. Contrairement à l'usage à l'époque, les clés de voûte ne sont pas décorées. La retombée s'effectue sur des culs-de-lampe, qui sont tantôt frustes, tantôt sculptées de têtes humaines, comme dans un angle du croisillon nord de Rocquemont. Ce parti est probablement motivé par des contraintes économiques, à l'instar de l'absence de clés de voûte, et c'est sans doute pour la même raison que les formerets font également défaut, et que le doubleau intermédiaire est seulement chanfreiné, et dépourvu de supports à proprement parler. À l'ouest, l'on trouve une console moulurée, et le piédroit a les angles abattus. Une particularité de la chapelle sont les deux niches ou demi-travées voûtées en berceau à l'ouest, qui communiquent avec les travées proprement dites par des doubleaux au même profil que les ogives. La niche de la première travée établit l'intercommunication avec la base du clocher, et était longtemps fermée par un mur. La niche de la seconde travée s'explique difficilement, car une niche d'autel devrait être orientée liturgiquement (vers l'est). Les réseaux de la fenêtre au chevet de la première travée et au nord de la seconde travée réunissent les caractéristiques des deux autres baies orientales de la période rayonnante : deux lancettes trilobées, mais non inscrites, et un oculus sans réseau secondaire. La fenêtre occidentale de la seconde travée est une lancette simple, qui se termine par un arc en cintre surbaissé, et est surmontée d'un trilobe dissymétrique. L'on retrouve la même modénature chanfreinée qu'ailleurs.

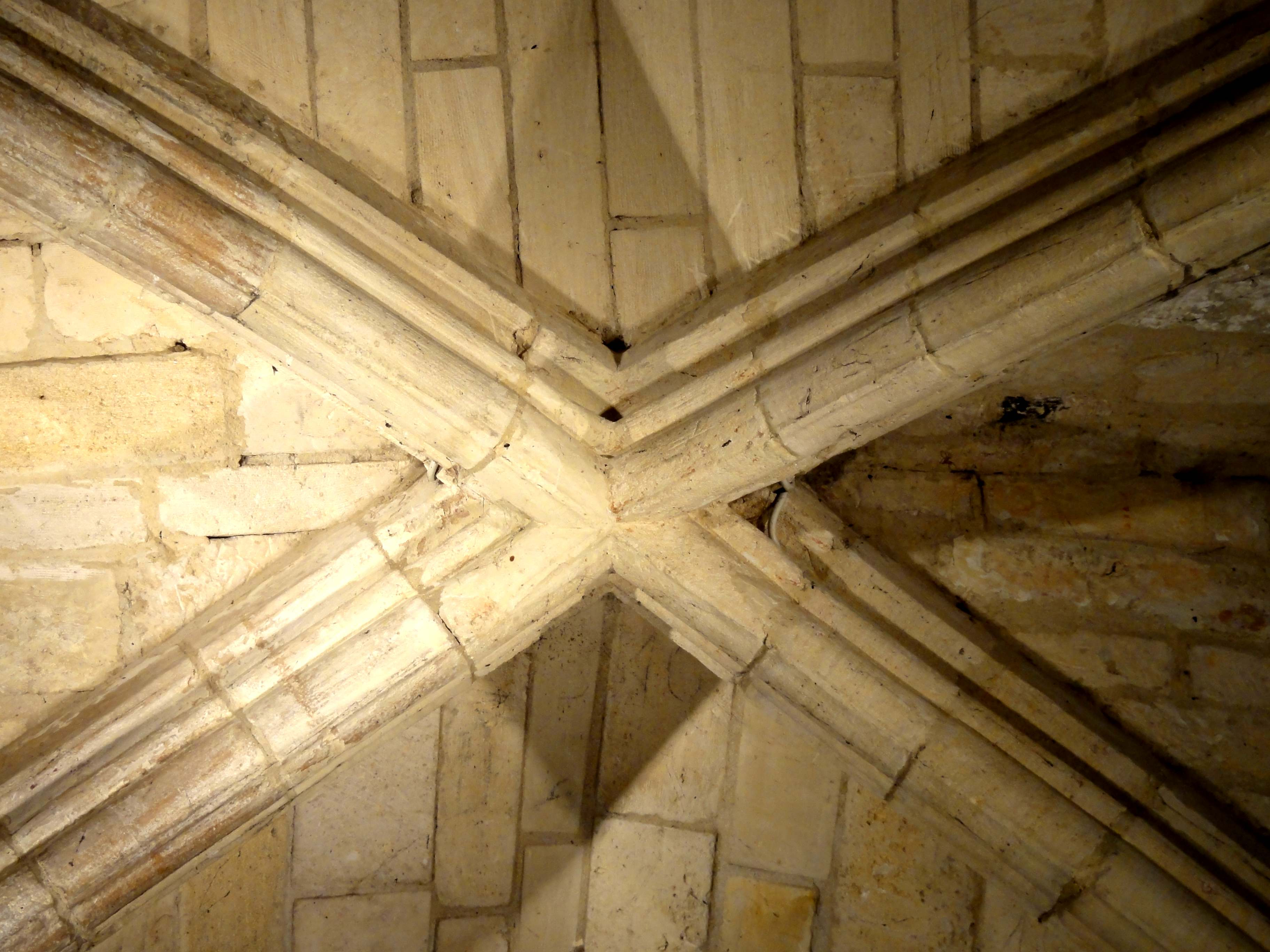
Sommet de la voûte de la 1re travée.
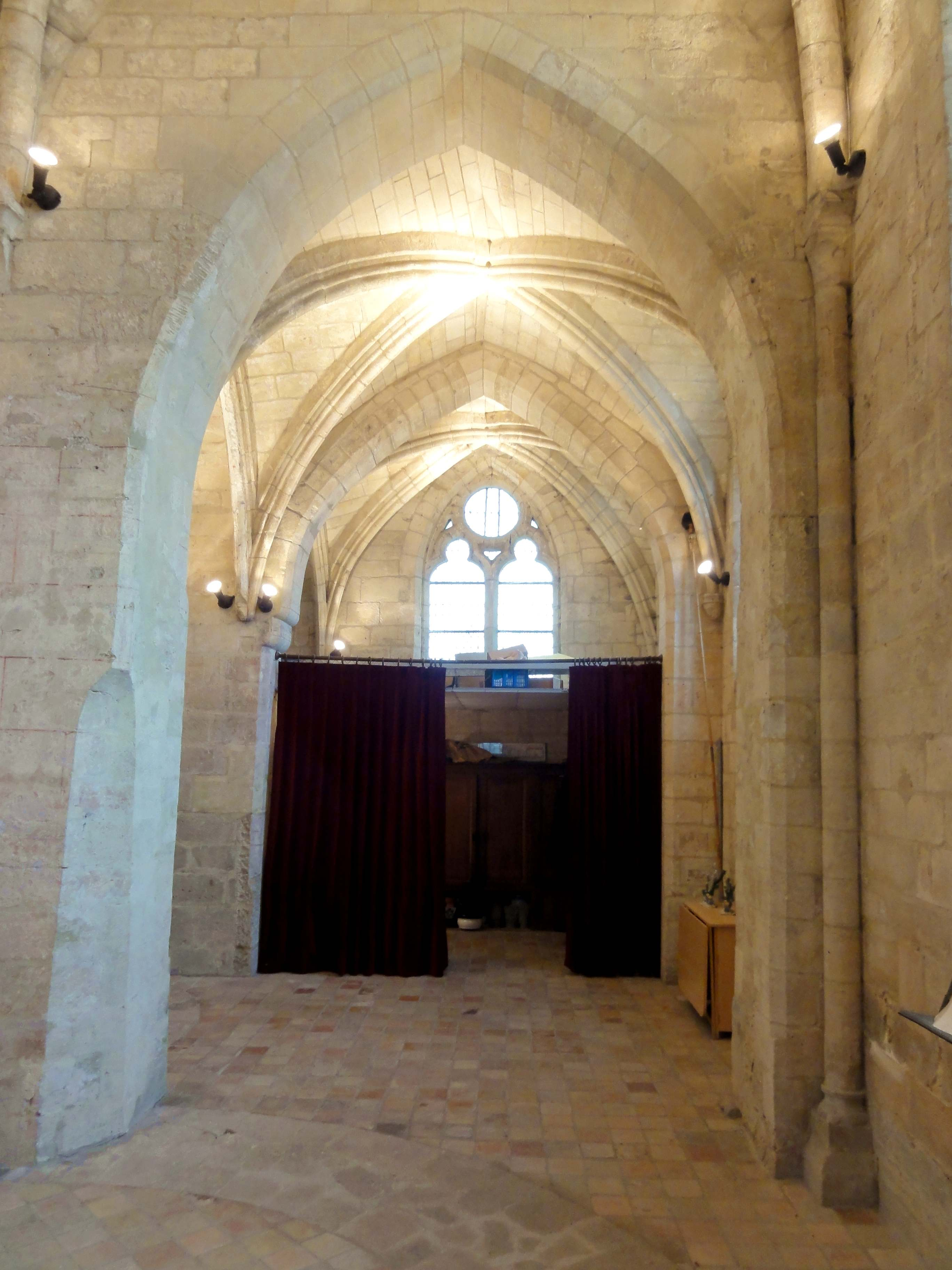
Vue depuis le chœur.
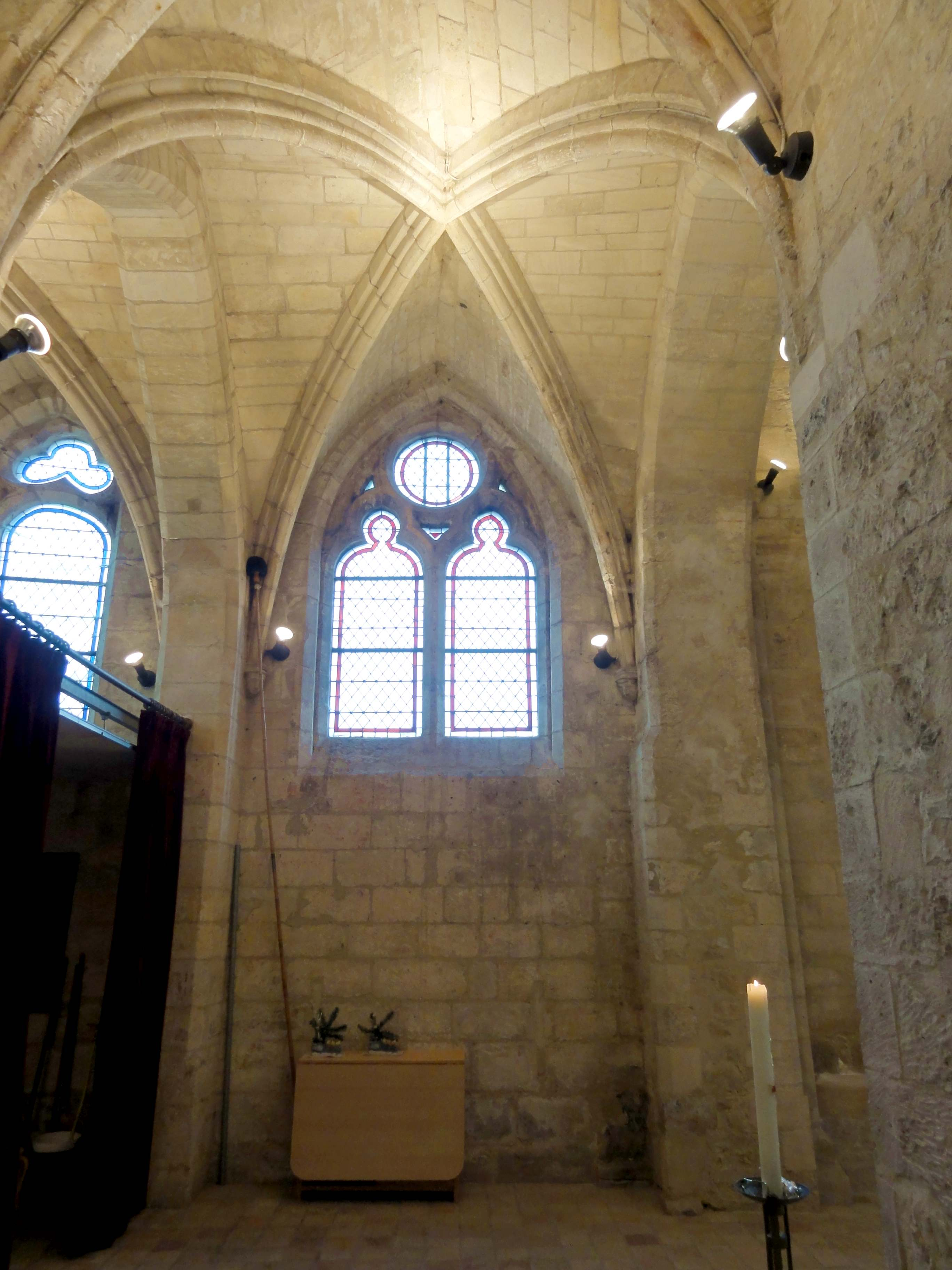
1re travée, vue vers l'est.
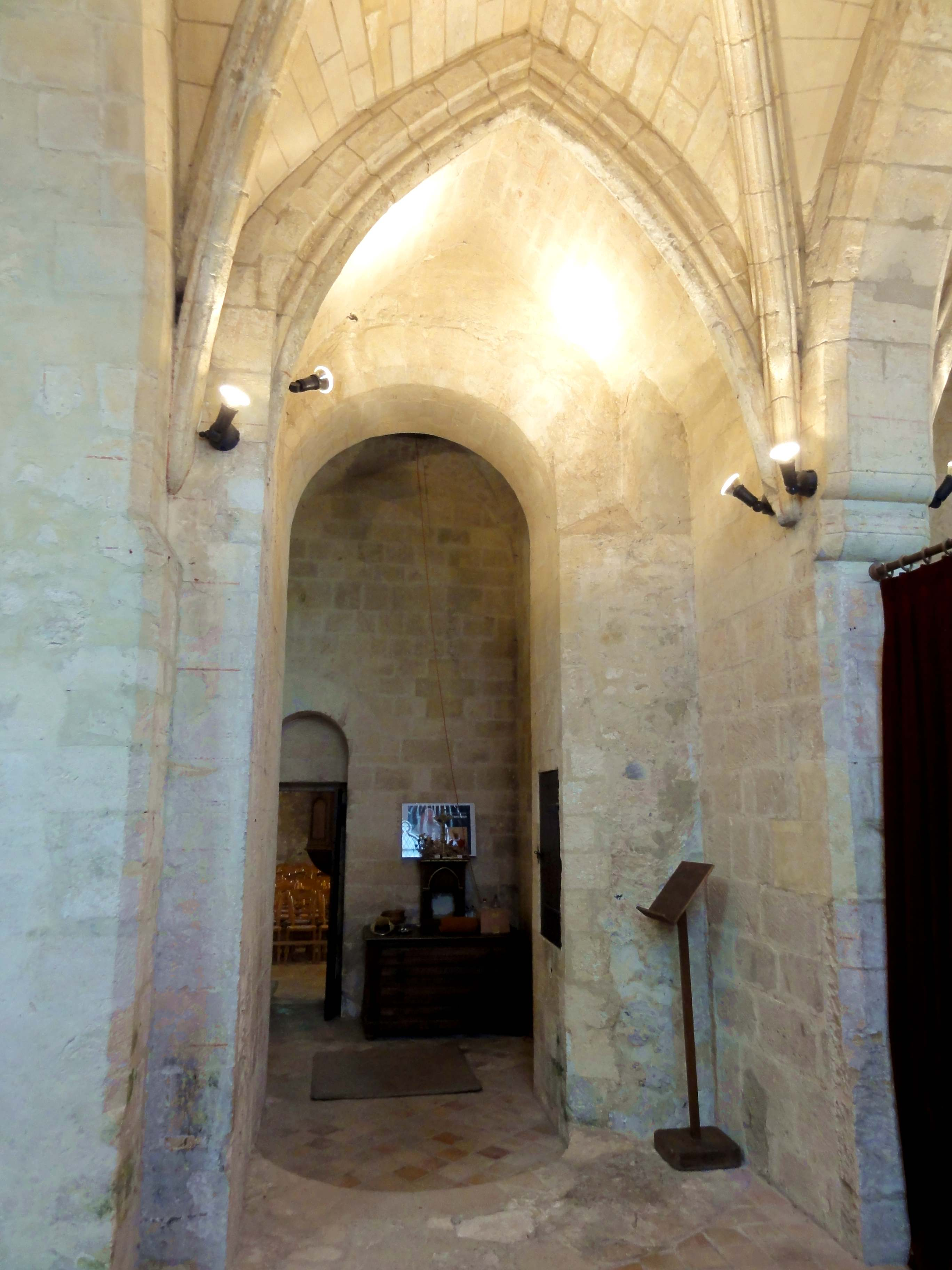
1re travée, vue vers l'ouest.
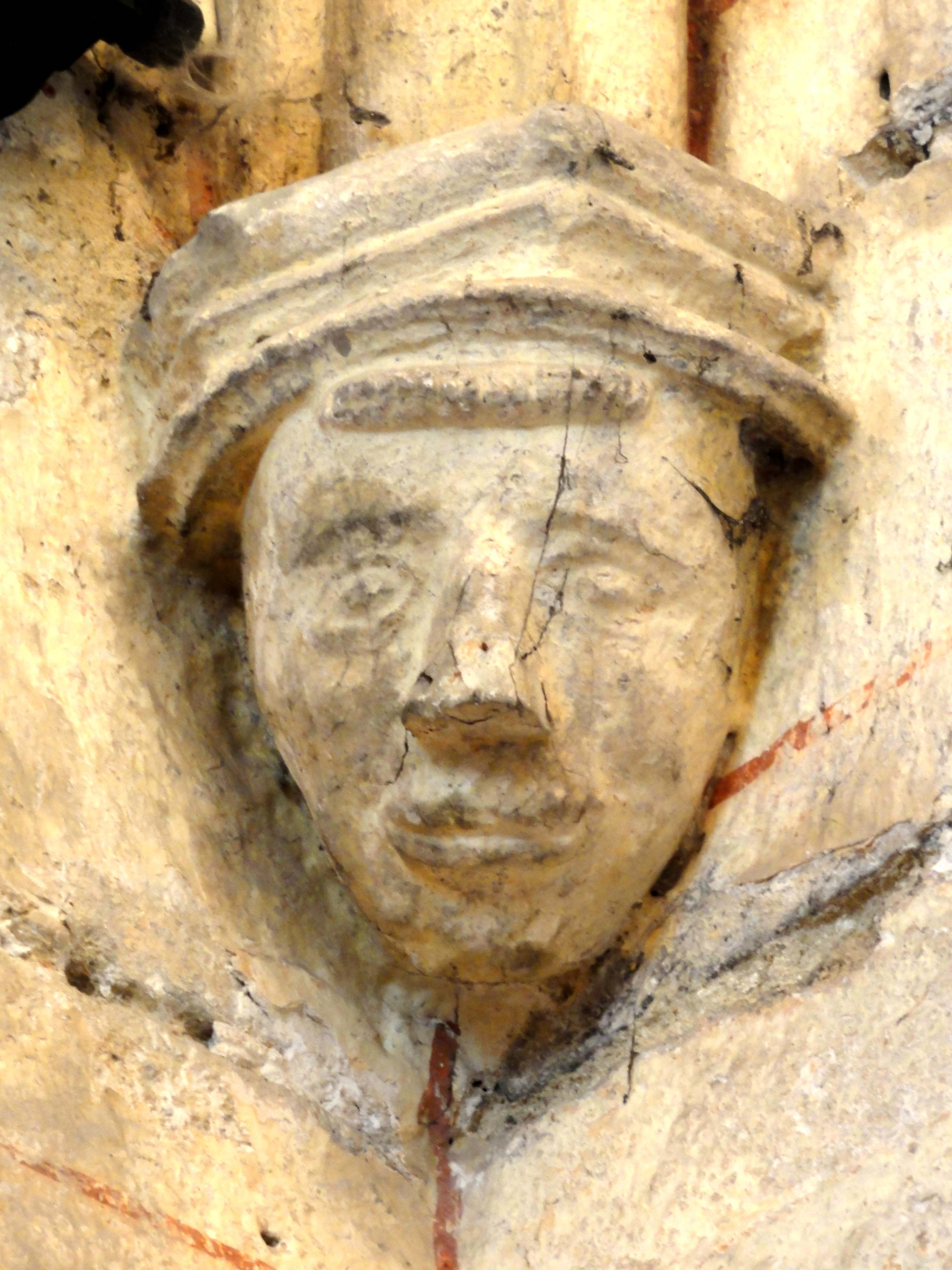
Cul-de-lampe à droite du chevet.
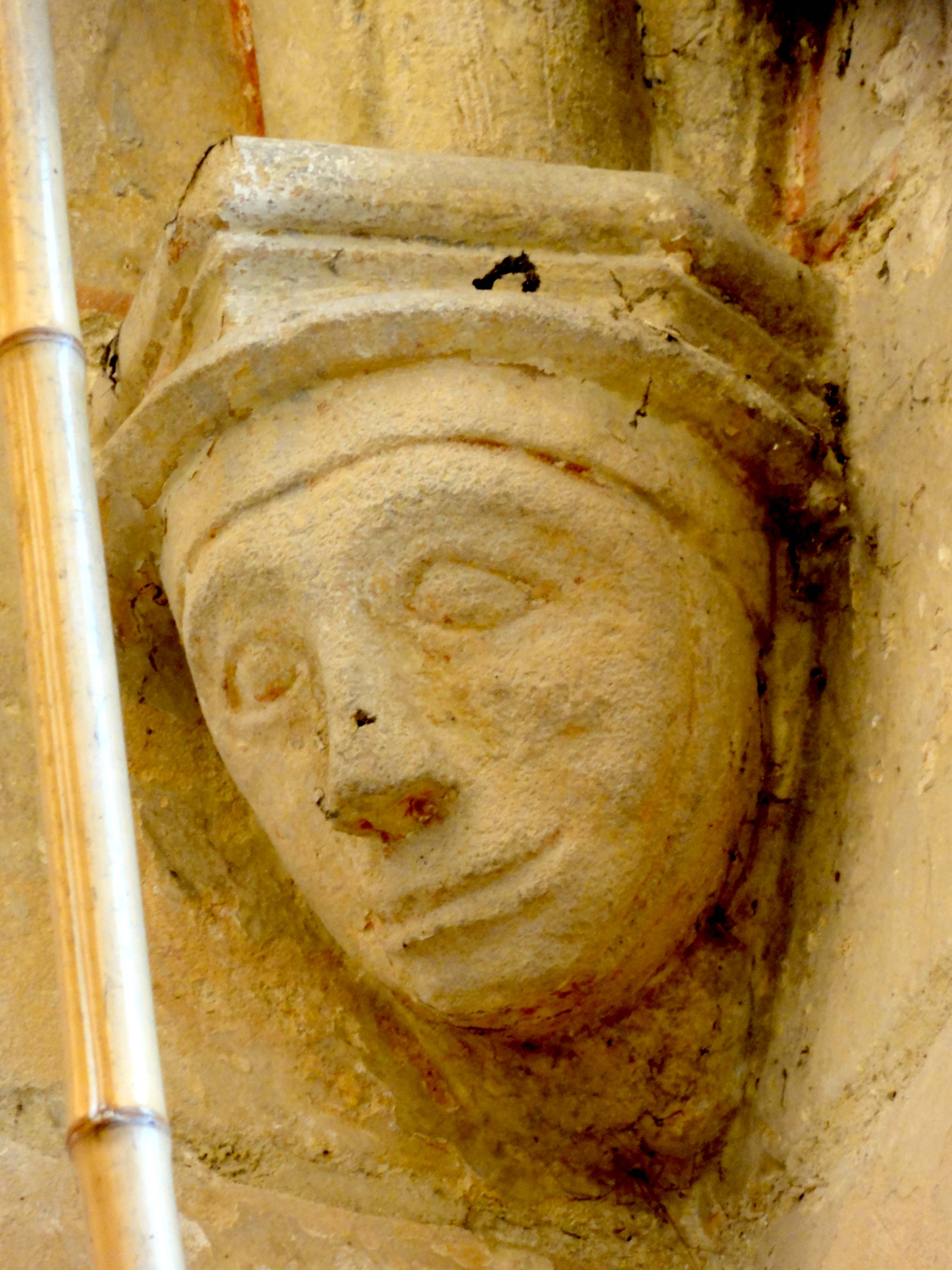
Cul-de-lampe à gauche du chevet.

### Extérieur

#### Façade occidentale

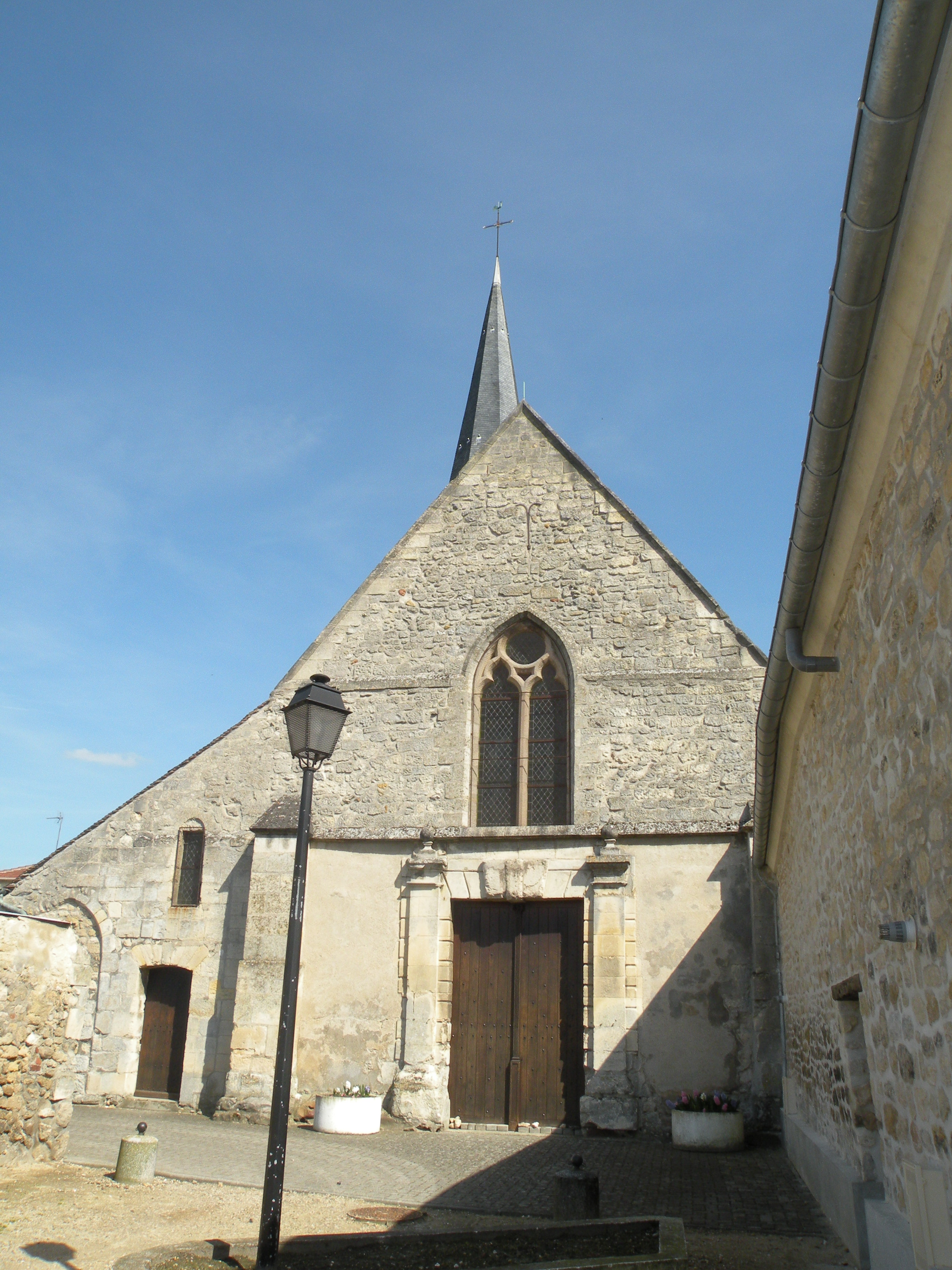
Façade occidentale.

La façade occidentale est de quelque sorte isolée des autres élévations, car un seul axe de vue permet de l'apercevoir, à savoir l'impasse venant depuis la rue du Pont, délimité des deux côtés par des murs. Ni la partie basse de la façade, ni la partie haute n'indiquent la période de construction principale de la nef et de ses deux bas-côtés, celle des grandes arcades. La partie basse comporte pour l'essentiel un portail de style néo-classique. Il est entouré de bossages. Des pilastres aux chapiteaux aniconiques se superposent à ces bossages, et sont couronnés d'éolipyles stylisés. Le linteau présente au milieu trois claveaux anciennement sculptés, qui devaient arborer un insigne héraldique bûché à la Révolution. De part et d'autre du portail, les murs sont enduits. Un larmier scande horizontalement la façade au-dessus du portail. La partie haute de la façade et le pignon sont en moellons apparents. Un bandeau faiblement saillant court à la naissance du pignon, interrompu par la fenêtre occidentale qui affiche le même remplage que deux fenêtres de la chapelle latérale nord. On ne peut rien dire à propos du mur occidental du bas-côté sud, qui est caché par un bâtiment agricole mitoyen. À gauche de la façade de la nef, l'on peut voir un contrefort relativement plat, qui présente une retraite abrupte, et se termine par un glacis à trois pans au niveau du larmier déjà signalé. Au moins la partie basse du contrefort pourrait remonter au XIIe siècle. Quant au mur occidental du bas-côté nord, il est très hétérogène. Il est en pierre de taille, sauf la partie haute du demi-pignon, qui est en moellons. À cheval entre ces deux sections, une étroite fenêtre rectangulaire s'ouvre sous un linteau monolithique, qui est en partie excavée pour suggérer une archivolte en arc brisé. L'authenticité de cette disposition reste à démontrer. Le portail est en anse de panier. À sa droite, l'on peut voir une arcade en tiers-point bouchée, qui devait servir de passage vers un bâtiment mitoyen depuis longtemps disparu. Avant la restauration de l'après-guerre, une cage d'escalier se situait derrière l'arcade.

#### Clocher

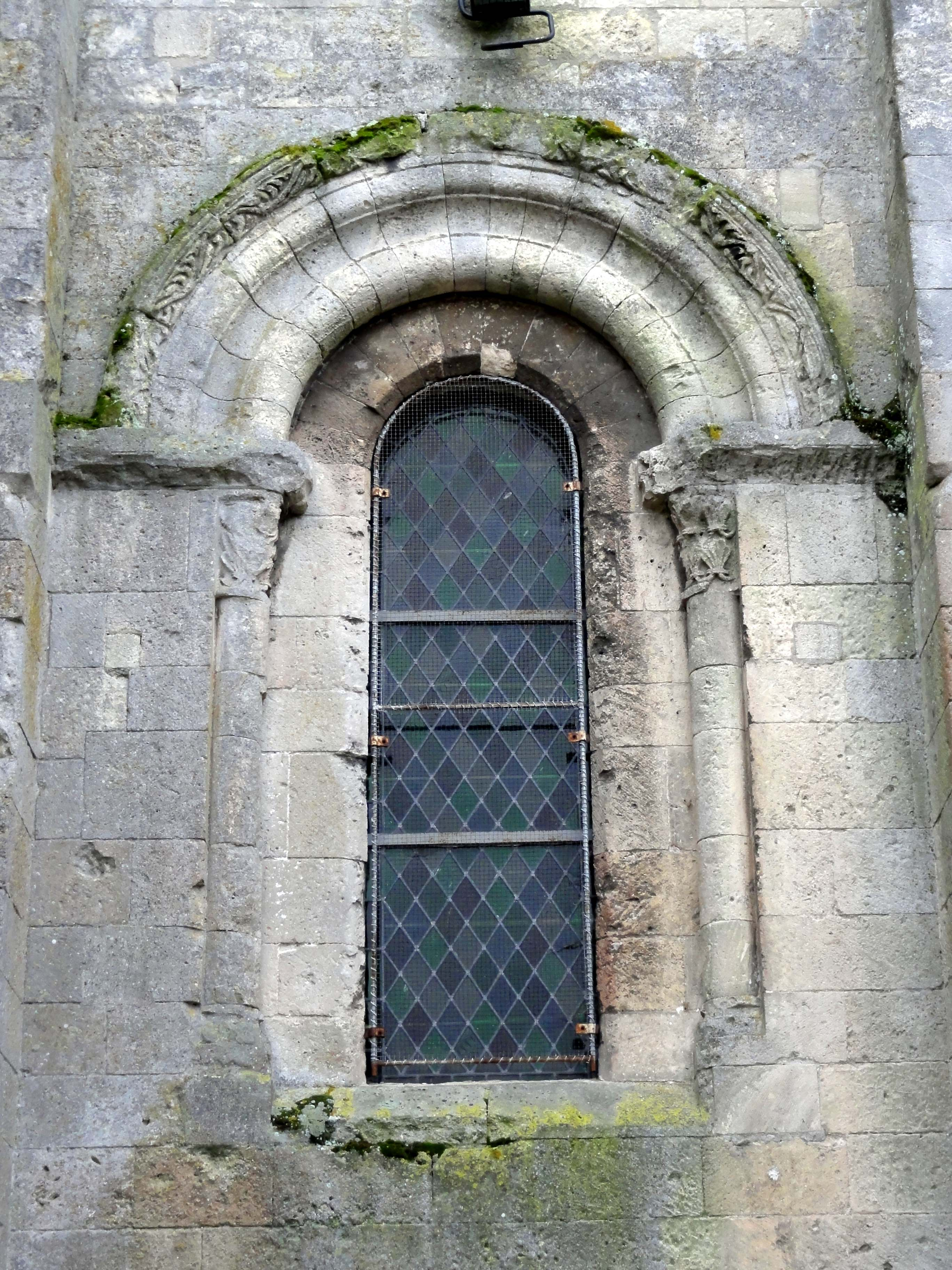
Fenêtre de la base.

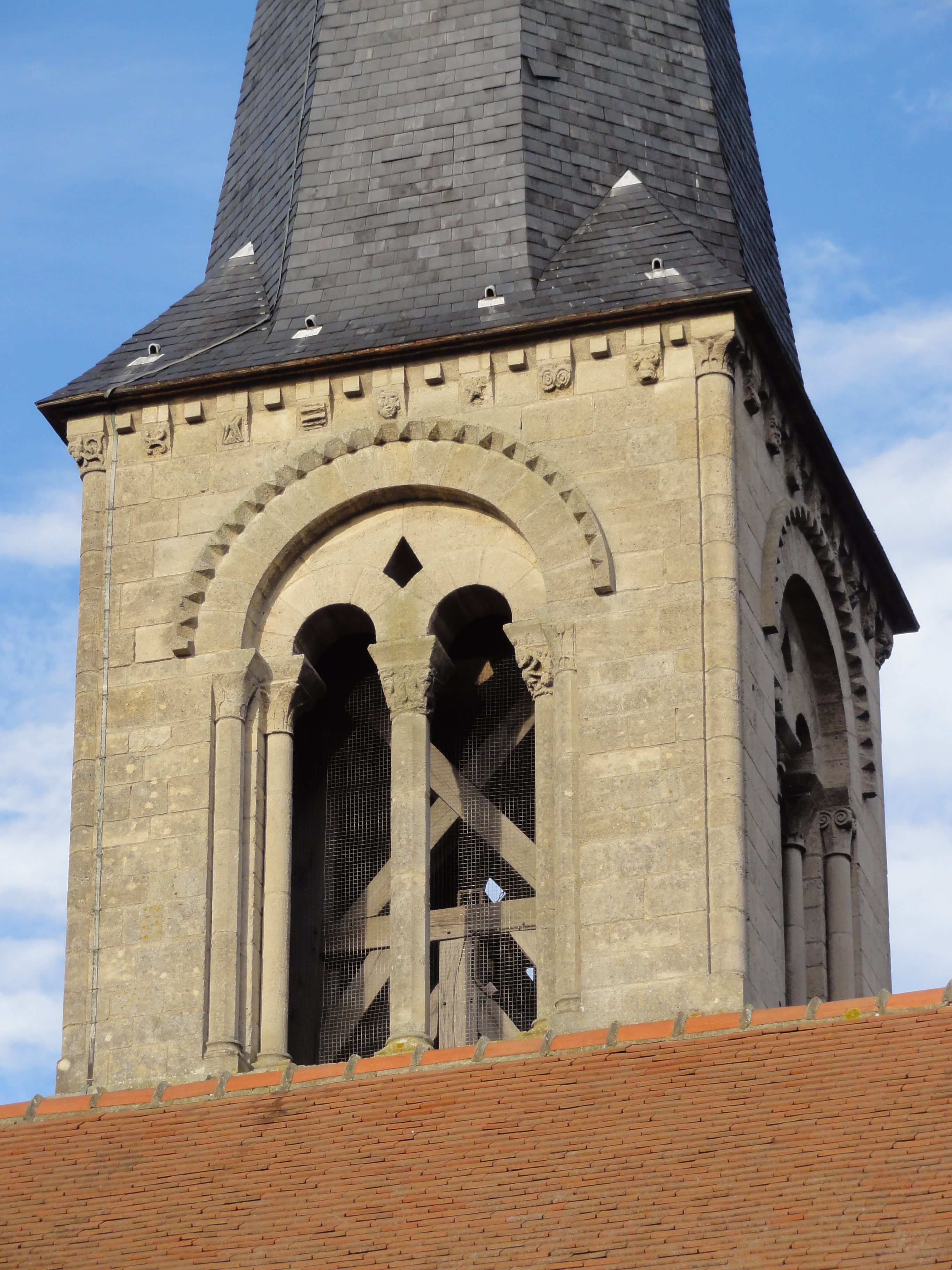
3e étage, côté sud.

Le clocher est entièrement bâti en pierre de taille. Il comporte quatre niveaux, à savoir la base, un étage intermédiaire, et deux étages de beffroi, dont le deuxième n'a plus rien d'authentique en raison de sa destruction totale pendant la Seconde Guerre mondiale, en automne 1940. Il fallut attendre trente ans pour le voir enfin renaitre. La base du clocher est visible depuis le nord, et placé en recul par rapport au bas-côté de la nef et la chapelle latérale du chœur, comme dans un enfoncement. Deux contreforts plats sont visibles à gauche et à droite, et chaque angle du clocher est en fait flanqué de deux contreforts orthogonaux, qui sont en partie visibles depuis l'intérieur de l'église. Le jour entre par une baie en plein cintre, relativement grande pour la période romane, et quatre fois plus haute que large. Sa décoration mérite l'attention. La baie présente un faible ébrasement extérieur, et tout le pourtour est placé en retrait par rapport au reste de la surface murale, ce qui agrandit visuellement la baie. Deux colonnettes à chapiteaux supportant une archivolte rachètent le ressaut autour des piédroits et de l'arc en plein cintre. Les bases sont malheureusement très érodées. Les fûts sont appareillés avec les murs. Les corbeilles des chapiteaux sont hauts et minces, et sculptées de deux rangs de petites palmettes. Les tailloirs se continuent jusqu'aux contreforts, et sont profilés d'une plate-bande et d'un biseau, qui était apparemment sculpté de feuillages. L'archivolte se compose d'une gorge entre deux boudins, et est surmontée d'une frise de rinceaux. Si les palmettes sont assez stéréotypées, les rinceaux apportent une note d'originalité. Sans tenir compte des motifs de la sculpture et des proportions de la fenêtre, l'on trouve les mêmes procédés stylistiques au premier étage du massif occidental de Saint-Leu-d'Esserent, sur l'absidiole d'Auvers-sur-Oise, ou, avec des colonnettes délit, à la façade de Cambronne-lès-Clermont, sur la nef de Lavilletertre, au chœur de Saint-Rieul de Louvres, et sur la base du clocher de Nesles-la-Vallée.
Au niveau des étages du clocher, les archivoltes ne sont pas moulurées. Aucun élément structurant ne marque la limite entre le rez-de-chaussée et le premier étage, si ce n'est une retraite des contreforts par un fruit. Le premier étage est seulement percé d'une fente évoquant une meurtrière allongée. Un cordon de billettes court à l'appui des baies du second étage, qui est l'un des deux étages de beffroi. Le premier étage de baies est ajouré sur chaque face de deux étroites baies en plein cintre, qui sont cantonnées de deux colonnettes en délit, placées en retrait par deux autres colonnettes qui supportent l'archivolte supérieure. Elle est surmontée d'un cordon de têtes de clous. Au milieu des trumeaux, la colonnette des archivoltes supérieures est partagée par les deux baies gémelées, ce qui donne un total de vingt-huit colonnettes à chapiteaux pour cet étage. On peut facilement observer la sculpture des chapiteaux des baies des côtés nord et ouest, qui est tout à fait remarquable, et n'a rien à envier aux chapiteaux à l'intérieur des églises de Bury, Foulangues, Cambronne ou Villers-Saint-Paul. Les motifs sont des têtes de monstres combinées avec des palmettes ; des figures humaines tendant les bras en l'air, avec les dimensions des têtes très exagérées ; des palmettes assez complexes ; des feuilles plates avec des petites volutes d'angle ; des feuilles plates seulement esquissées, évoquant des godrons sans relief, et combinées à de grosses volutes d'angle ; et des feuilles d'eau sans volutes. Le profil des tailloirs est élaboré. À l'ouest, trois tailloirs sont sculptés d'entrelacs et de têtes d'angle. Un cordon de petites arcatures en cintre surbaissé, reposant sur des chapiteaux schématisés, court à la limite des deux étages de beffroi. Comme déjà signalé, la disposition générale du dernier étage ne se retrouve qu'à Frouville. La différence par rapport à l'étage précédent est que les deux baies par face s'ouvrent sous un arc de décharge commune, si bien que le nombre de colonnettes se trouve réduit à vingt. Aucun élément d'origine ne semble avoir été employé. La sculpture semble avoir été calqué sur le premier étage de baies. En lieu et place de contreforts, l'on trouve des colonnettes d'angle. La corniche présente une alternance de corbeaux gémelées reposant sur des modillons sculptés diversement, et de corbeaux simples. La flèche octogonale est en charpente, et recouverte d'ardoise. Les pyramidons d'angle existant avant-guerre ont été remplacés par des plans inclinés.

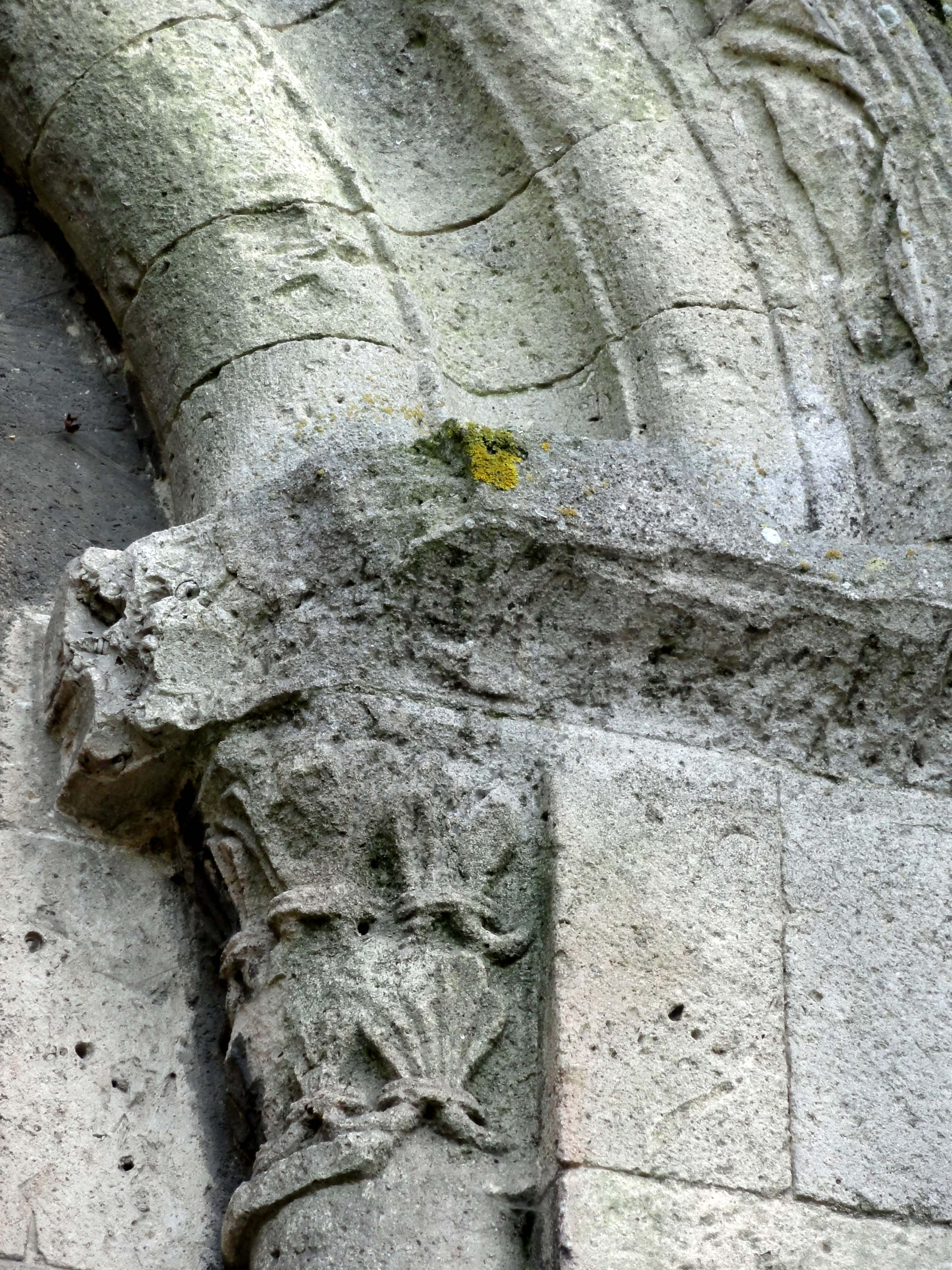
Chapiteau à droite.
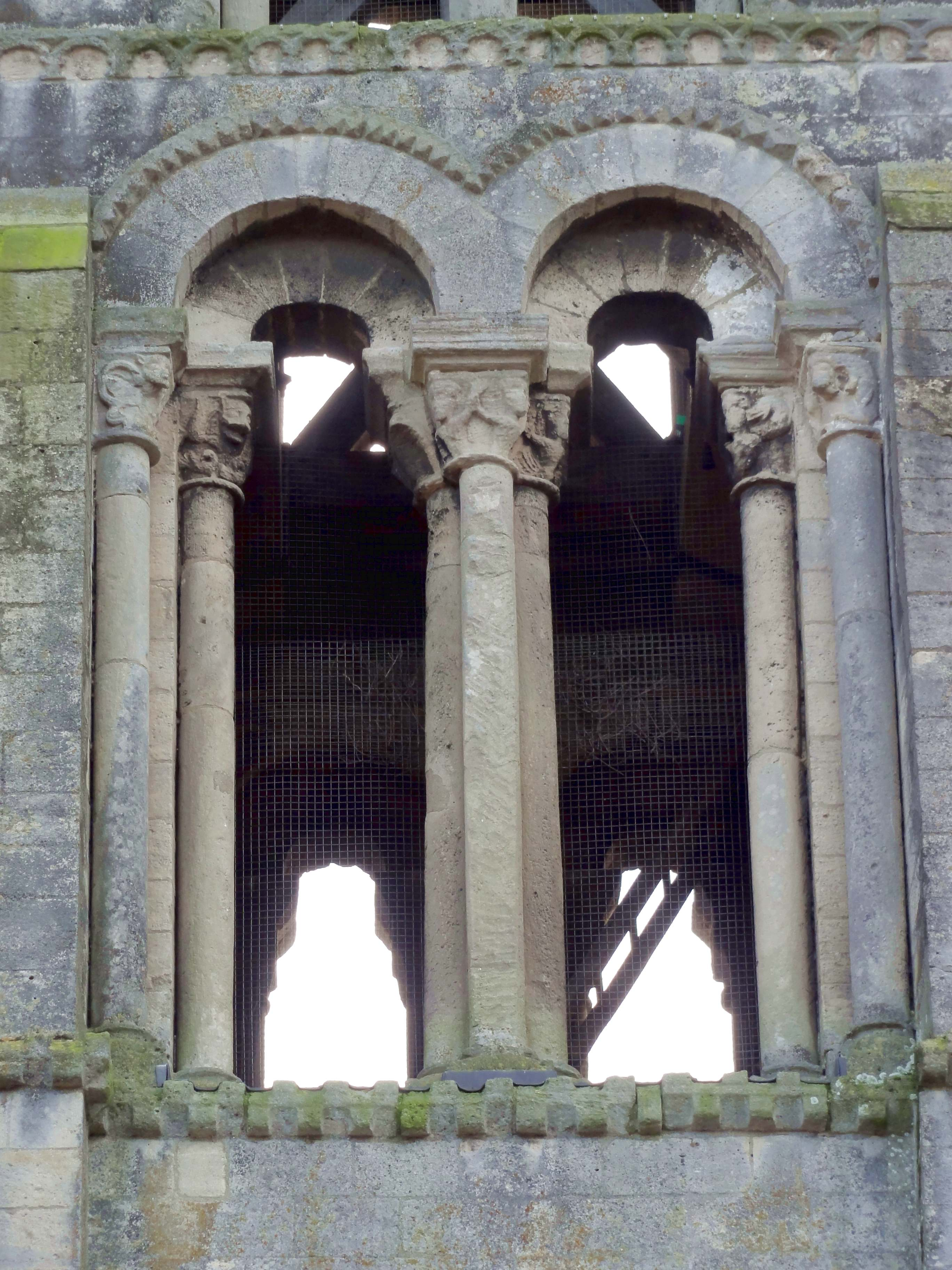
2e étage, côté nord.
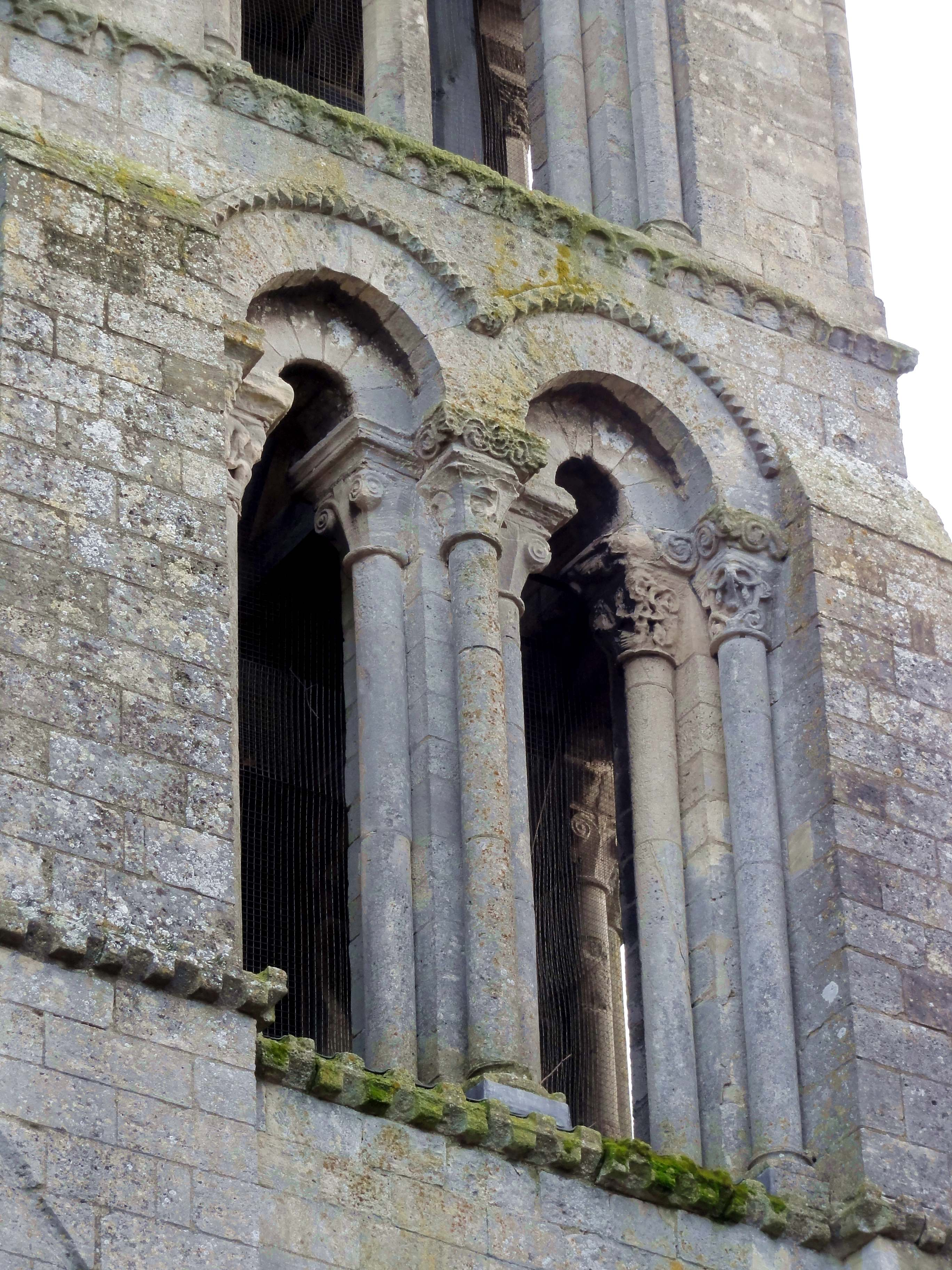
2e étage, côté ouest.
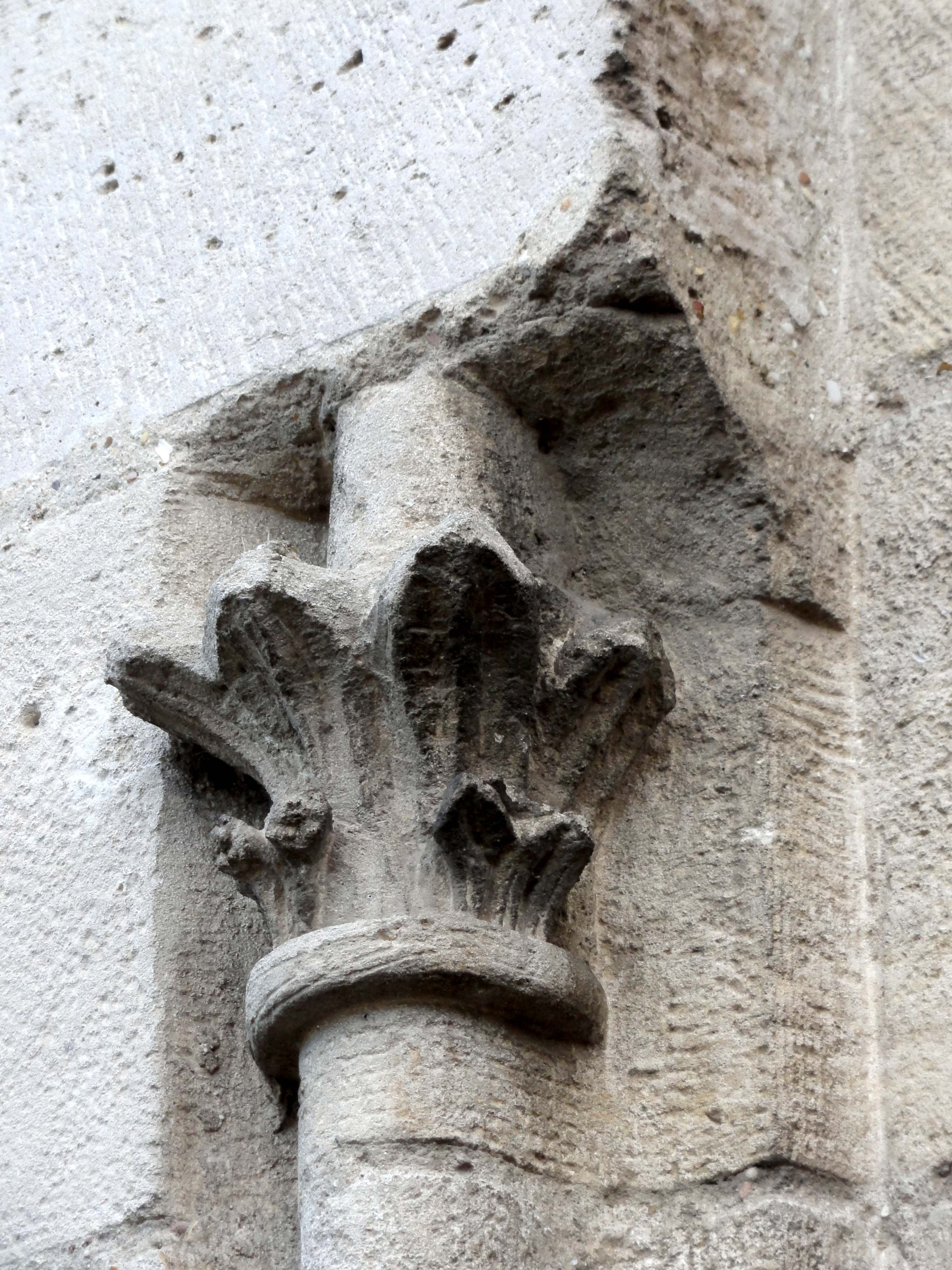
Chapiteau du portail nord.
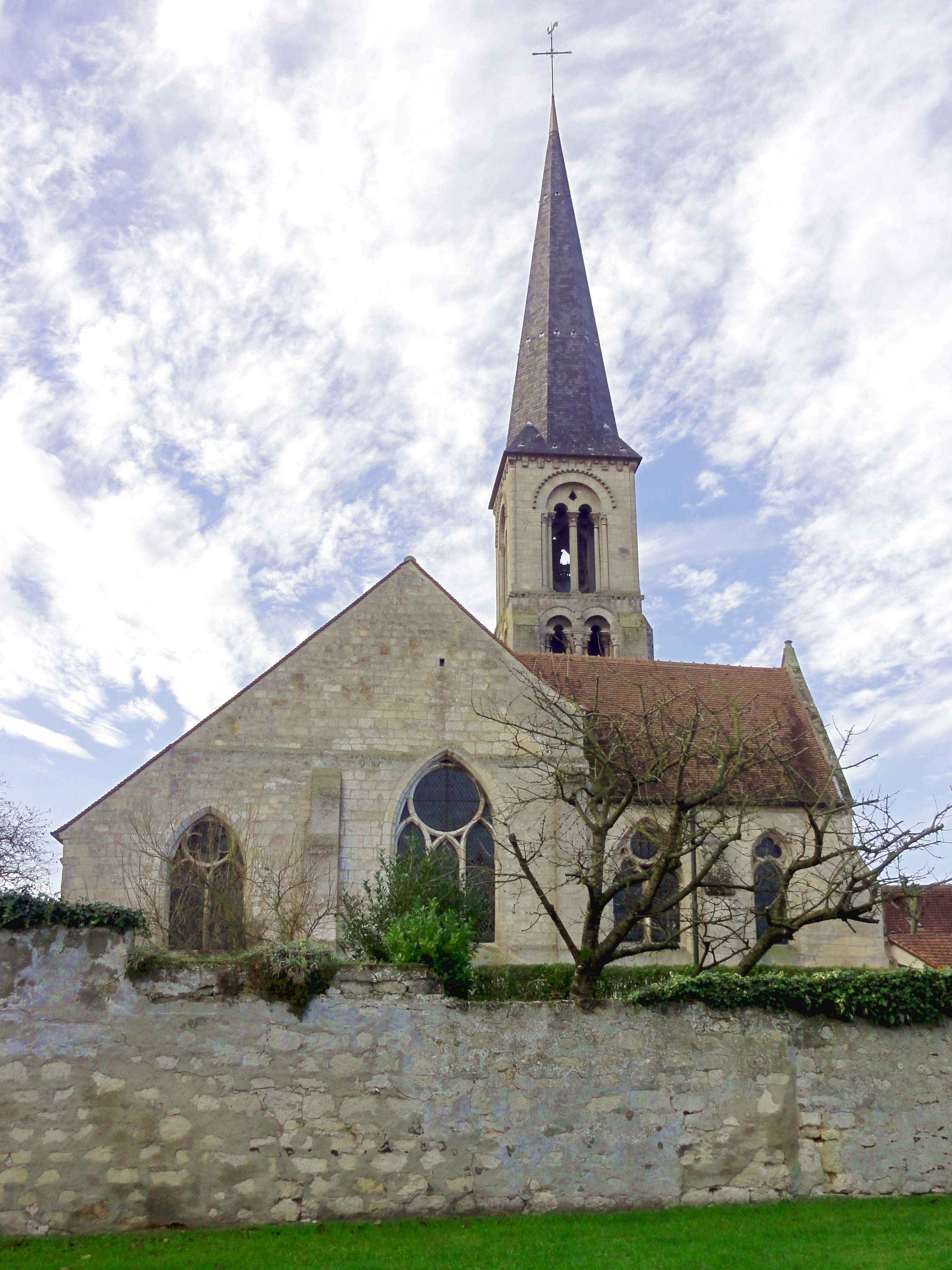
Chevet.
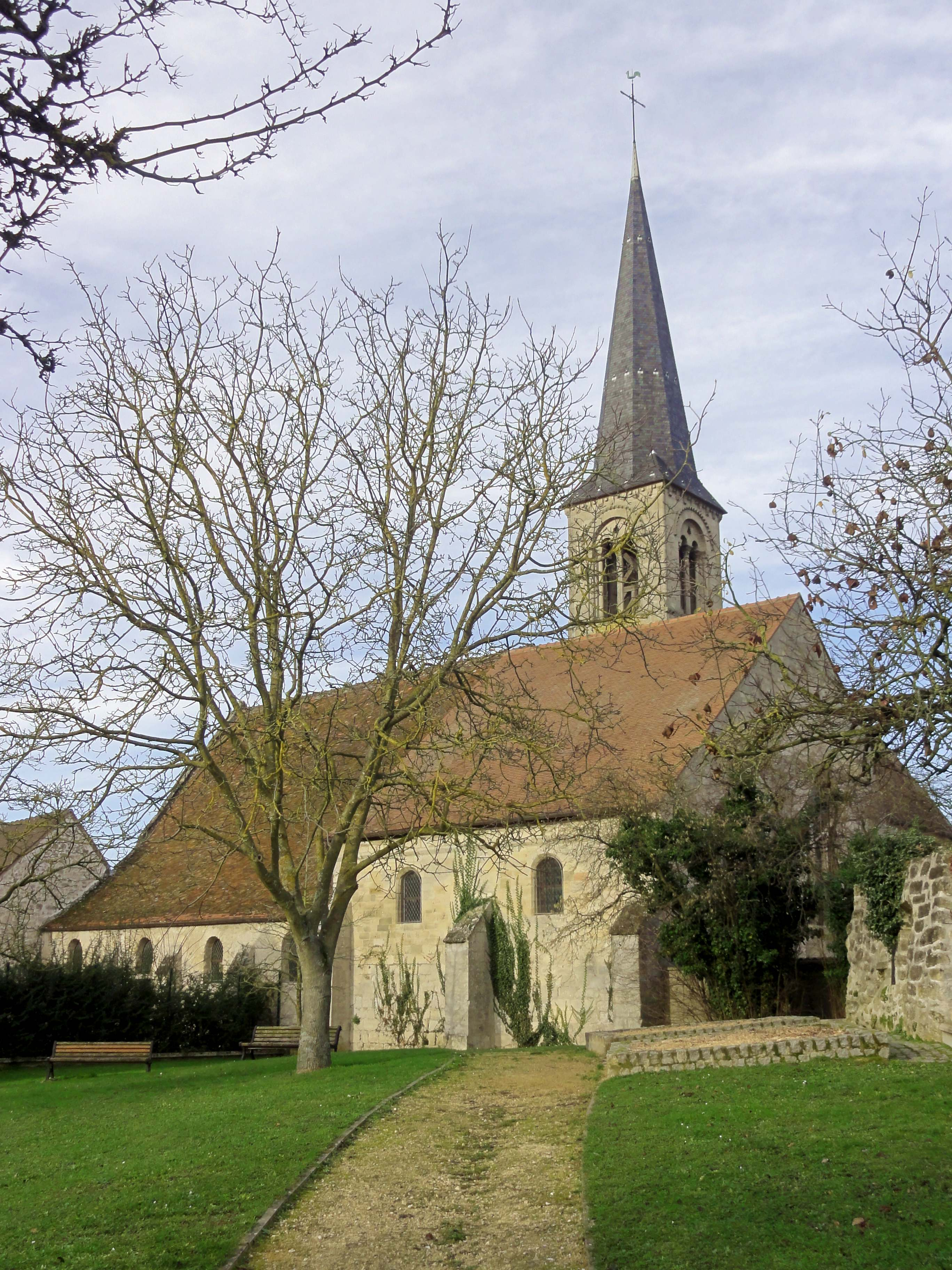
Vue depuis le sud-est.

#### Élévations latérales et chevet

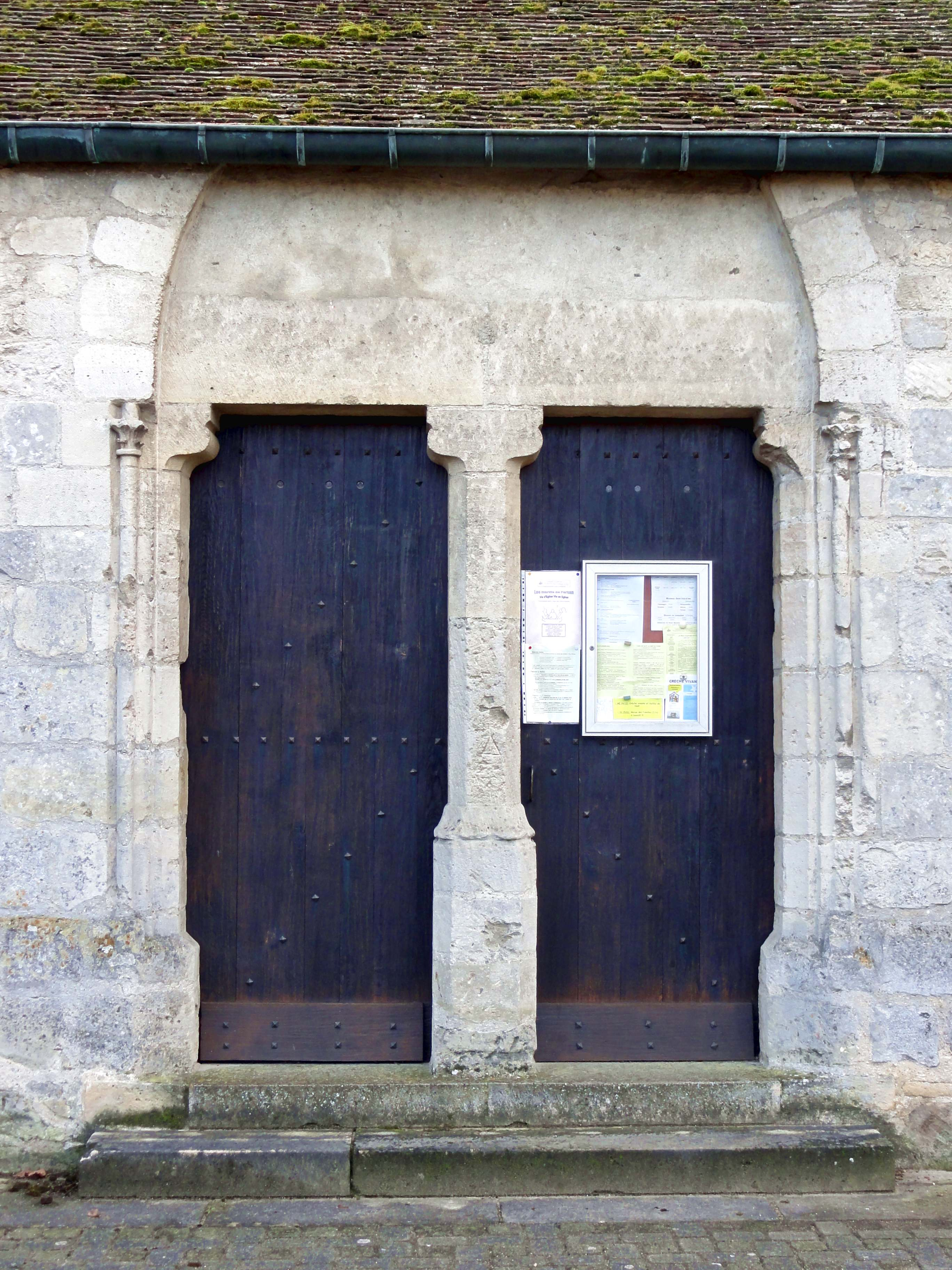
Le portail latéral nord n'apparaît pas encore sur les photos de l'après-guerre.

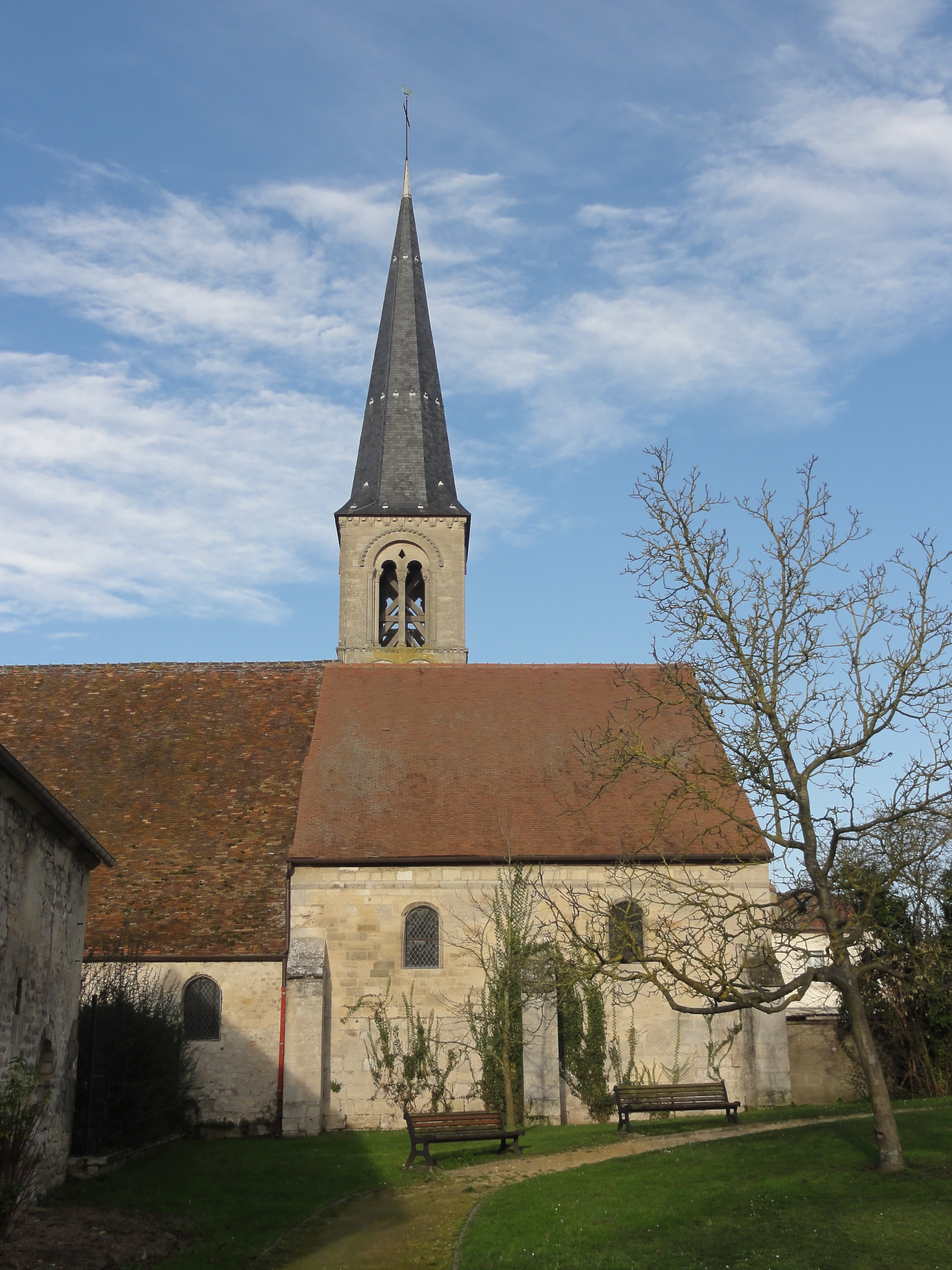
Vue depuis le sud.

Ce que les élévations latérales et le chevet offrent d'intéressant est le clocher, déjà décrit, et dans une moindre mesure, le portail du bas-côté nord, et les cinq fenêtres avec quatre types de réseaux rayonnants également déjà évoquées dans le contexte de l'intérieur de l'église. Le portail de la deuxième travée du bas-côté nord devait longtemps être caché sous un enduit, et une fenêtre devait se trouver à l'emplacement de son trumeau, qui a dû être refait, et des deux vantaux. L'état de conservation du portail est bon, en tenant compte du sort qu'il avait subi, mais les traces d'usure et de dégradations sur les piédroits indiquent que ce n'est pas une reconstitution de toutes pièces. En plus, dans sa démarche de reconstitution du portail, Jean-Pierre Paquet n'est pas allé jusqu'au bout, car la partie supérieure du tympan manque. La raison est sans doute l'absence de toute documentation de l'état antérieur, ce qui aurait obligé à inventer, comme l'on fait sans hésiter les architectes néo-gothiques. Le portail se compose donc de deux vantaux rectangulaires, séparés d'un trumeau, qui a les angles abattus, et se retraite par une plinthe après les premières assises. En haut, le trumeau est surmonté d'un tas de charge, ou une sorte de double console, qui supporte les deux linteaux. Les piédroits ont des consoles analogues, et ont aussi les angles abattus. Chaque piédroit est en outre flanqué d'une grêle colonnette appareillée, qui porte des chapiteaux ronds sculptés de feuillages, sans tailloirs. Les colonnettes se continuent pour une courte section au-dessus des chapiteaux, mais il n'y a pas la moindre trace d'une archivolte torique.
En ce qui concerne le reste du mur du bas-côté nord, l'on peut noter qu'il y a deux contreforts orthogonaux à l'angle nord-ouest, qui sont de très faible hauteur, se retraitent une fois par un fruit, et s'amortissent par un glacis formant larmier. Deux contreforts un peu différents se trouvent à droite et à gauche de la dernière travée. Il n'y a pas de contreforts de part et d'autre de la travée qui comporte le portail. Le caractère moderne des fenêtres en plein cintre paraît évident, car elles ne sont pas ébrasées, et la période de construction aurait voulu des lancettes simples en arc brisé. Cependant, l'appareil en pierre de taille jusqu'au niveau des impostes de la baie de la première travée et du portail, qui contraste avec les moellons irréguliers employé pour la troisième et la quatrième travée, indique que le mur n'est pas moderne dans sa totalité. Le mur du bas-côté nord, qui est considérée comme authentique par Ruprich-Robert, est justement réalisé en pierre de moyen appareil. Les contreforts ressemblent à ceux qui flanquent la dernière travée du nord. Les fenêtres sont exactement de la même facture. Une petite porte existe immédiatement en dessous de la baie de la seconde travée. Pour venir aux parties orientales, elles sont soigneusement appareillées en pierre de taille, mais d'une grande austérité. Au nord, le pignon de la chapelle latérale nord suggère un croisillon du transept. Les deux contreforts orthogonaux par angle sont du même type que ceux à l'angle nord-ouest du bas-côté nord. Le chevet offre le versant oriental de la toiture de la chapelle latérale nord, et un haut pignon dissymétrique, correspondant au chœur et sa chapelle latérale sud. Deux contreforts plats de la période romane délimitent la partie du chevet correspondant au chœur. La grande fenêtre dépasse le fruit à la naissance du pignon, ce qui souligne sa postériorité aux murs. Une différence de couleur de la pierre permet de voir que le vaisseau central possédait initialement un pignon individuel. Si le chevet évoque globalement la période rayonnante, l'élévation latérale du collatéral sud présente deux fenêtres en plein cintre dont les dimensions sont cohérentes avec la fin de la période romane. Il paraît toutefois que l'ensemble du mur ait été refait lors de la restauration dans l'après-guerre. Les trois contreforts sont à glacis simple, et relativement saillants.

## Mobilier

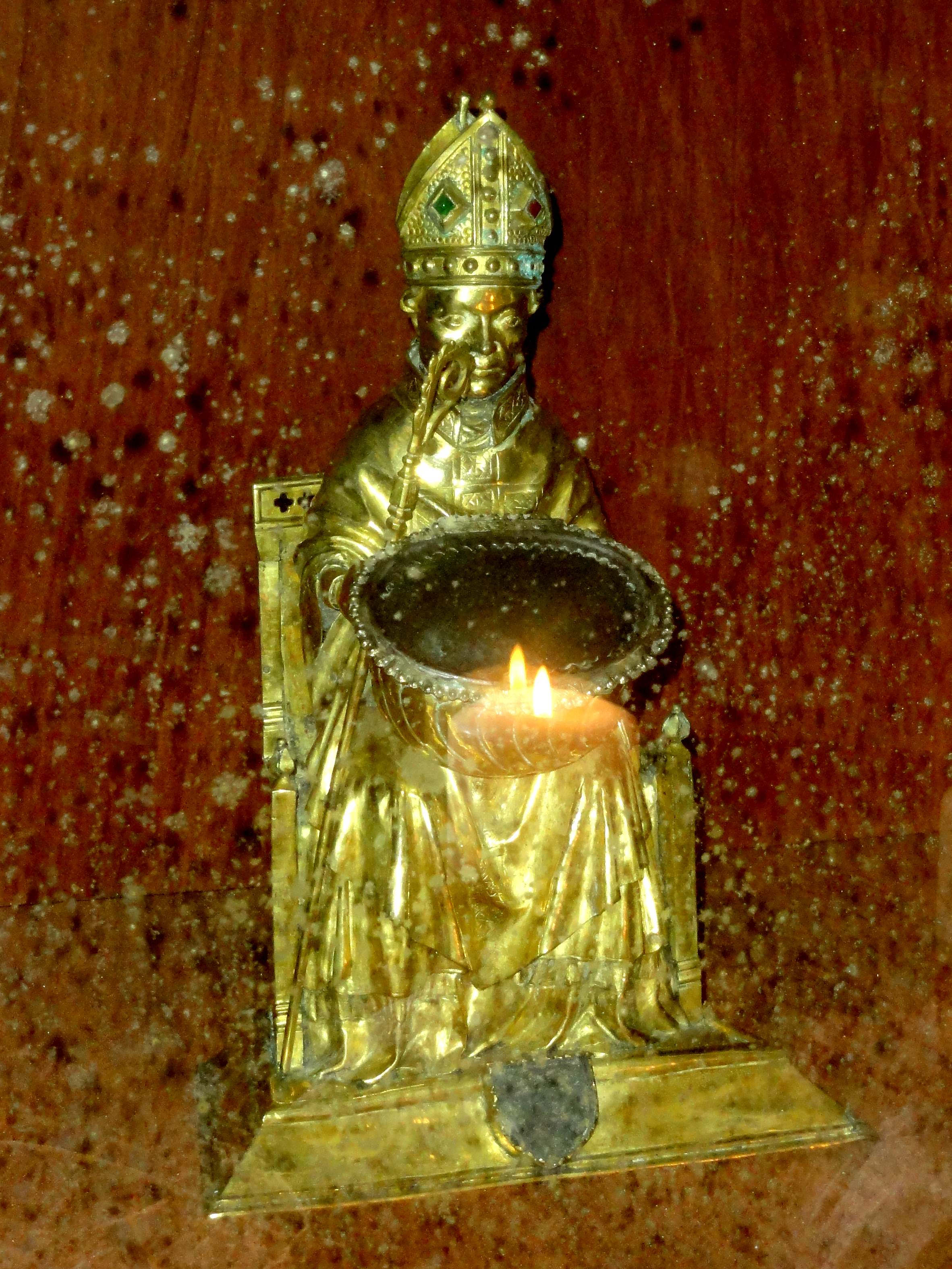
Reliquaire de saint Vivien.

Parmi le mobilier de l'église, six éléments sont classés monument historique au titre objet, ainsi que deux statues représentant la Vierge de douleur et saint Jean et provenant de la poutre de gloire, qui ont été volées le 27 novembre 1967.
- Les statues en bois polychrome d'un saint évêque, probablement saint Vicien, et de saint Paul, sont placées de part et d'autre du portail occidental de la nef. Elles sont presque en grandeur nature ; la statue de saint Vivien mesure 151 cm de hauteur. Les statues datent du XVIe siècle et ont été classées respectivement en 1965 et 1975. Une restauration a été effectuée au début des années 1980 par l'atelier Maimponte[12].
- La statuette-reliquaire de saint Vivien, en cuivre repoussé et doré, sertie de verroterie, est une pièce d’orfèvrerie médiévale emblématique pour l'église, car liée à son saint patron, et d'une haute valeur historique et idéologique, puisque les objets sacrés en métal ont pour la plus grande partie été saisis à la Révolution et envoyés à la monnaie de Paris pour être fondus. En plus, comme l'a pu constater l'abbé Marsaux, les œuvres d'art des églises ont fréquemment été vendues à des collectionneurs ou marchands d'art dans le passé. « Signaler ces épaves est un devoir ; c'est aussi le moyen de les sauvegarder, de les rendre plus précieuses aux yeux de leurs possesseurs et d'en empêcher l'aliénation ». Le reliquaire mesure 32 cm de hauteur et représente le saint évêque assis sur un siège à dossier ajouré de quadrilobes, revêtu des habits pontificaux, la tête coiffée d'une mitre. Sur ses genoux, saint Vivien tient par ses mains une grande corbeille avec couvercle, qui renfermait les reliques. Elles ont malheureusement disparu. Le socle comporte au milieu un écusson aux armes du donateur, aujourd'hui oublié : de gueules au chevron de sable chargé de trois besants d'or, accompagné de trois gerbes de même. L'analyse stylistique a permis à l'abbé Marsaux une datation du XIIIe ou du début du XIVe siècle. À son initiative, la pièce a été classée au titre objet dès 1897. Le coffret de bois recouvert de cuir, qui contenait la statue, a disparu depuis le 25 novembre 1967 au moins. Traditionnellement le reliquaire était uniquement exposé le jour de la fête patronale, le 28 août, et promené en procession, même après la disparition des reliques[13],[14]. Aujourd'hui, le reliquaire est exposé sous le maître-autel, visible pour les fidèles en permanence, et protégé par une vitre blindée.
- Le grand Christ en croix de la poutre de gloire, remontée en mars 1977 sous Pierre-André Lablaude[5], date du XIVe siècle. Les quatre extrémités de la croix présentent une fleur de lys, symbole de pureté, et en avant, des trilobes arborant les quatre symboles du Tétramorphe[15]. Au moment du classement en avril 1965, les statues de la Vierge de douleur et de saint Jean étaient encore présentes dans l'église, mais il n'est pas certain si elles provenaient de la même poutre de gloire, car datées du XVe / XVIe siècle[16].
- La plaque de fondation de Jean Laurence et de sa femme Catherine, dans le chœur, mesure 116 cm de hauteur, mais seulement 31 cm de largeur, et date de 1564[17]. Elle comporte une inscription gravée en caractères gothiques, toujours bien déchiffrable, et en bas, un crâne et un tibia dans un rectangle. La date de décès du mari n'a jamais été gravée. Il a apparemment fait poser la plaque après la mort de sa femme, le pénultième jour de décembre 1564. Les époux laissent à la fabrique une rente, qui doit permettre la célébration d'une messe annuelle pour le repos de leur âme.
- Le lutrin en fer forgé, datable du premier quart du XVIIIe siècle, n'est à présent plus utilisé. Son classement remonte à 1912[18]. Hormis la belle facture de l'œuvre, elle est intéressante du fait de la rareté des objets de mobilier en métal ayant survécu à la Révolution. Un autre spécimen plus imposant est conservé en l'église Saint-Julien-le-Pauvre.

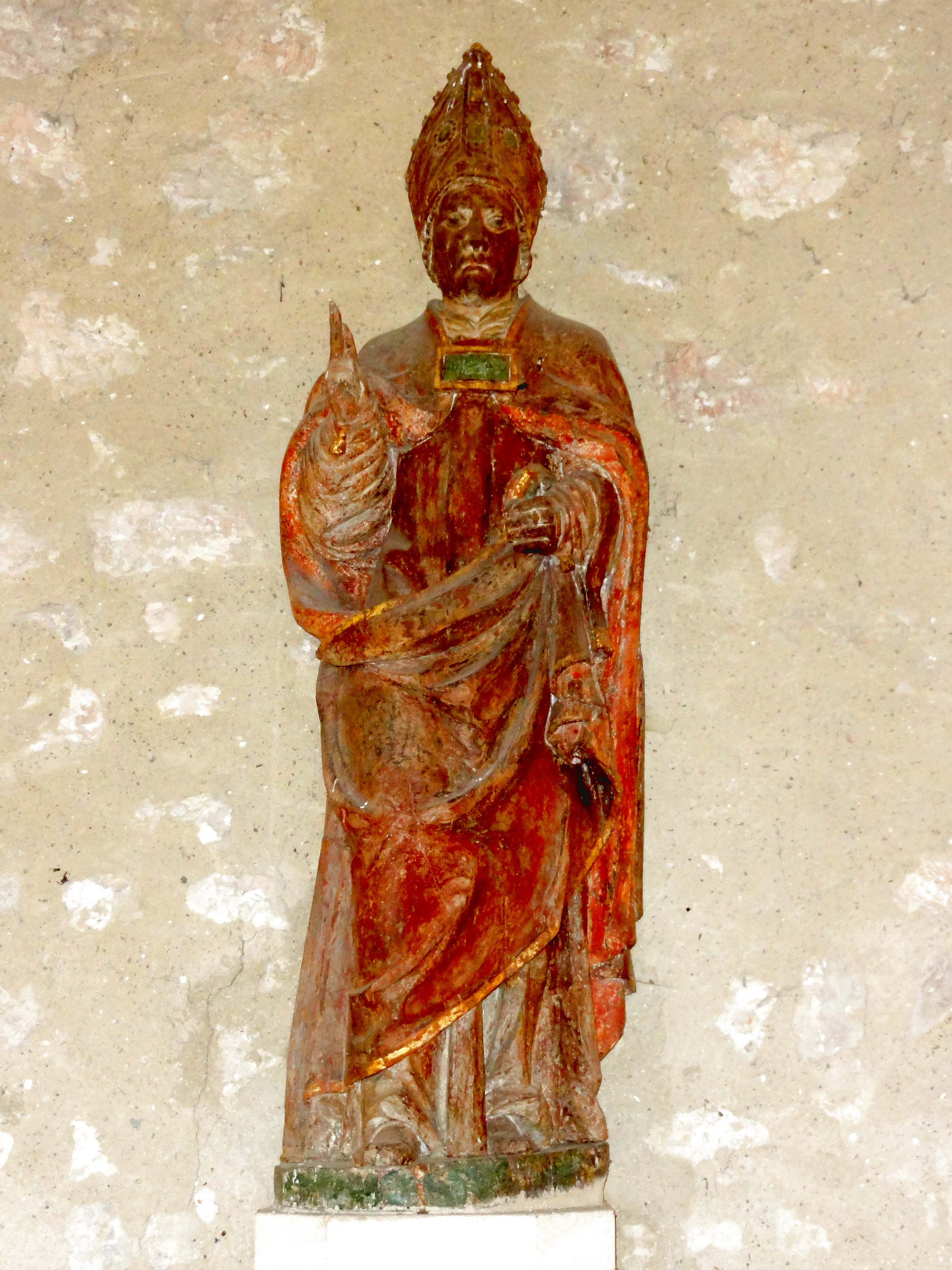
Saint Vivien.
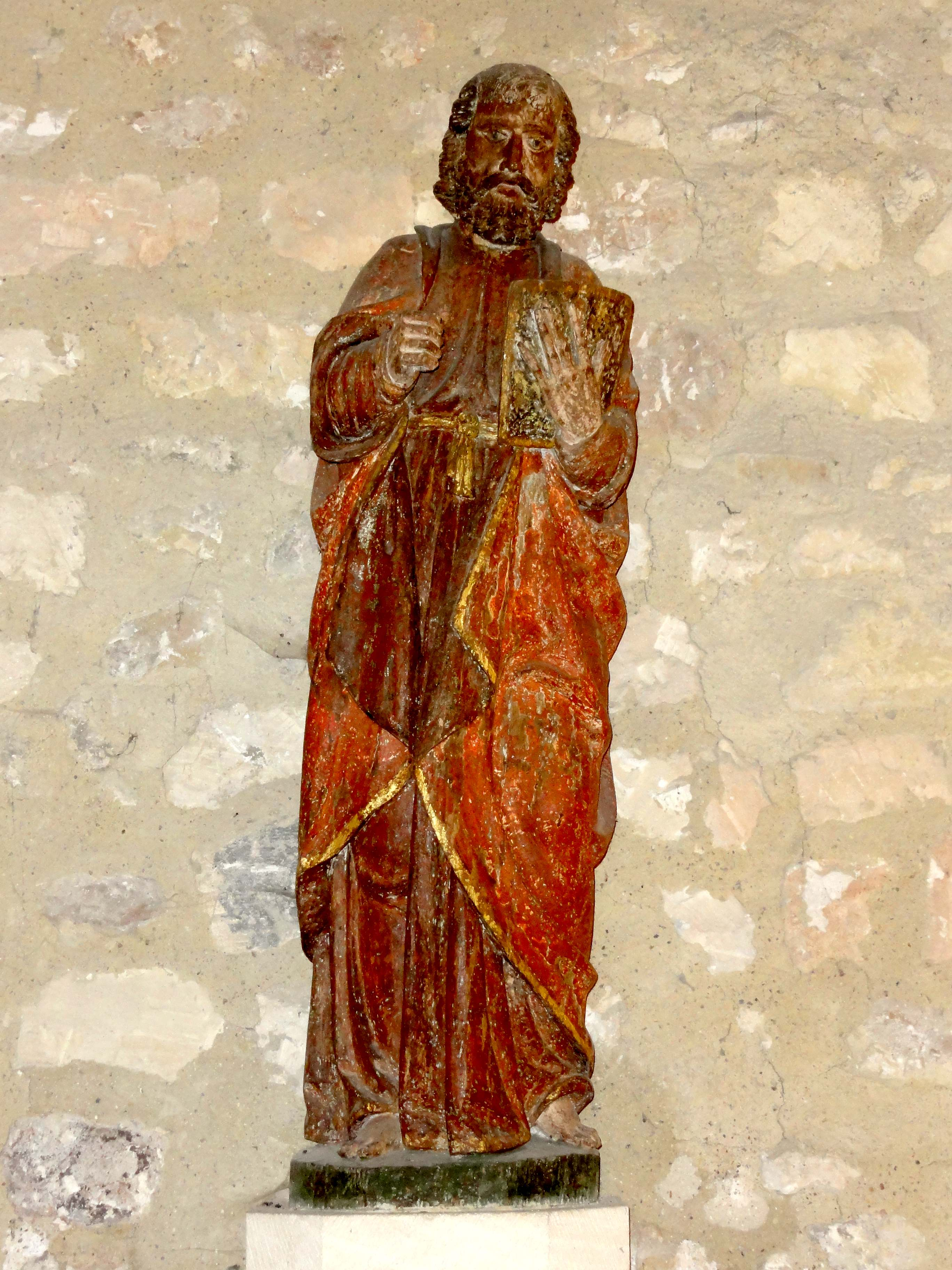
Saint Paul.
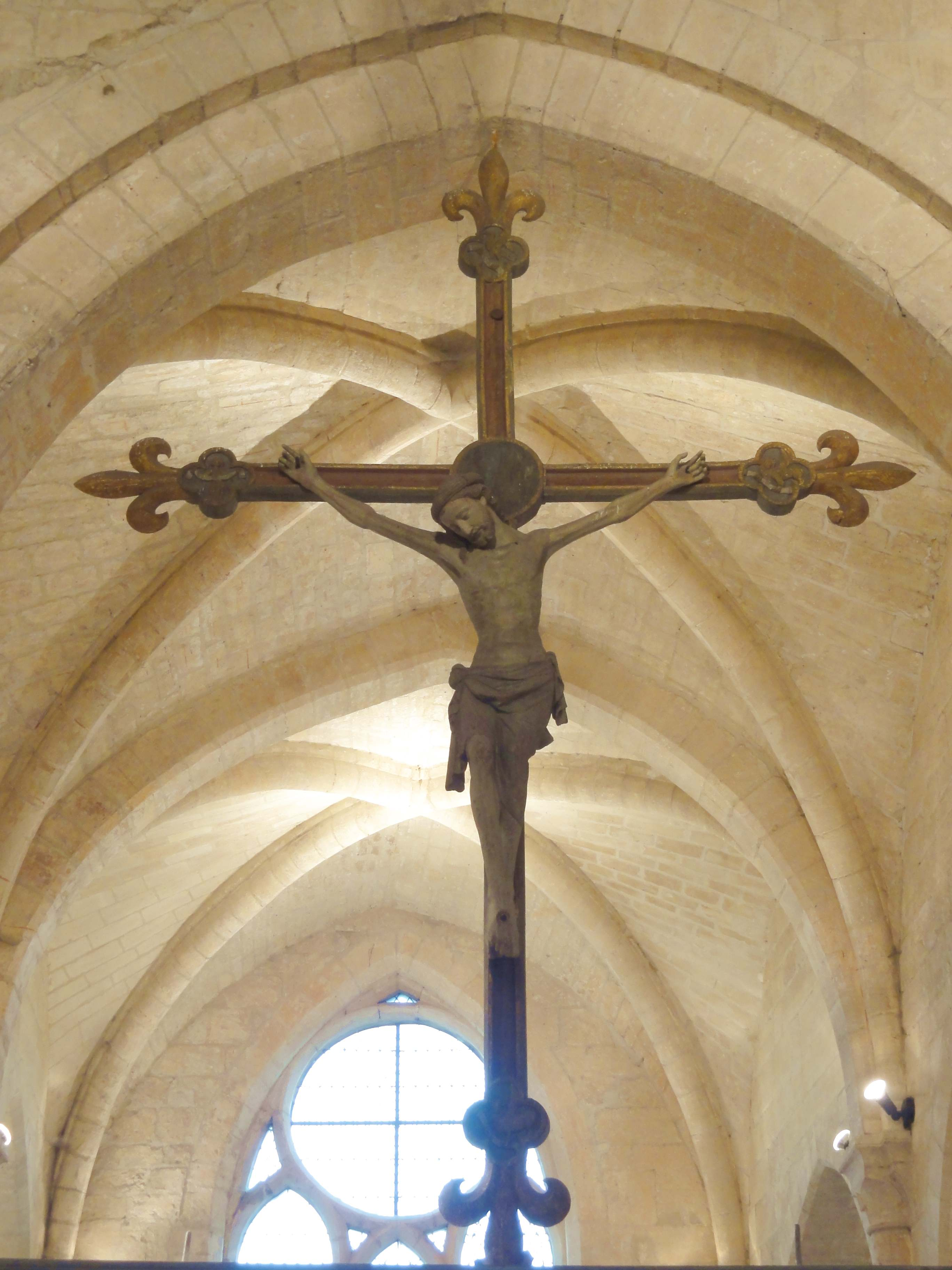
Christ en croix.
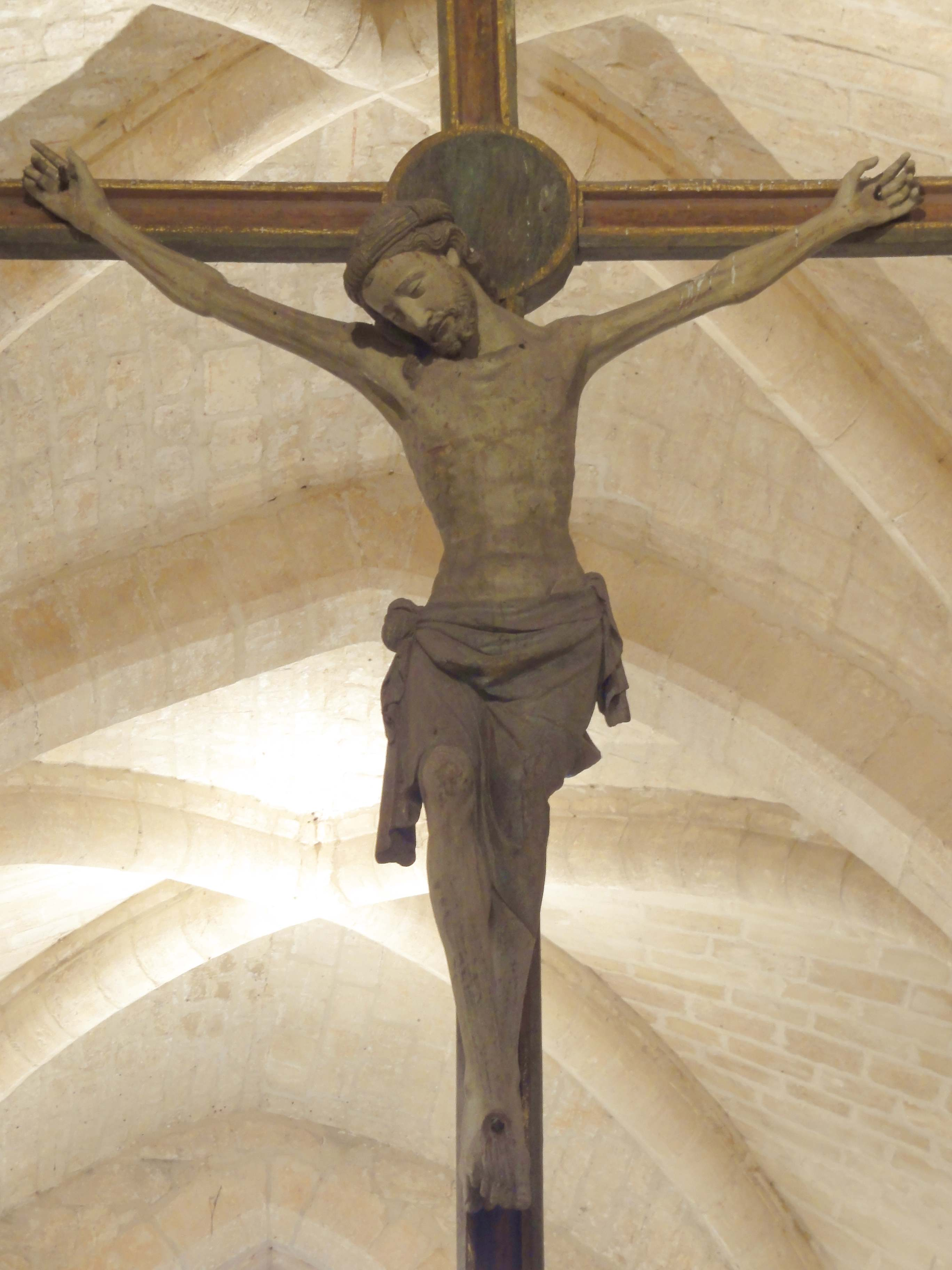
Vue rapprochée du Christ.
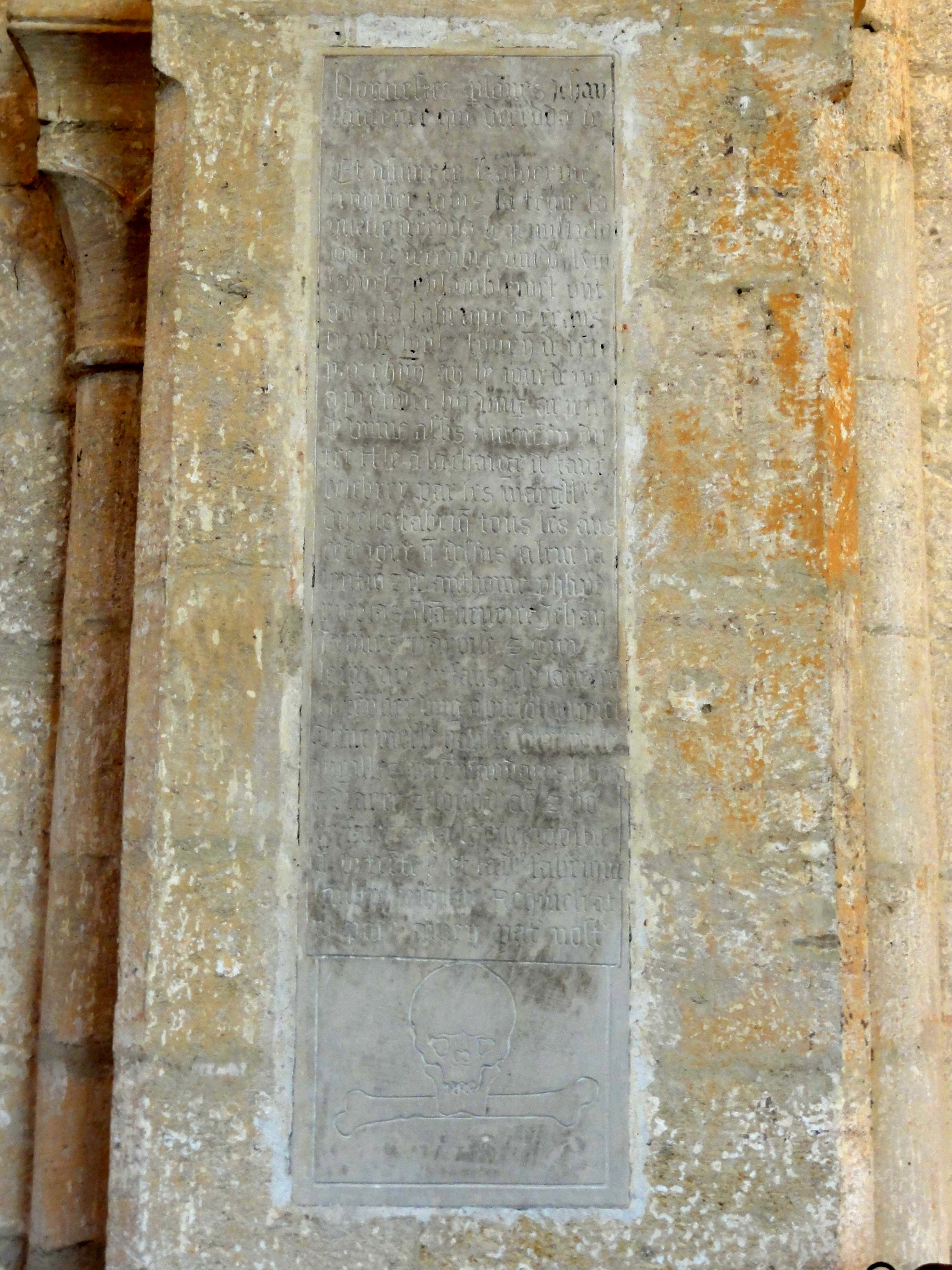
Plaque de fondation.
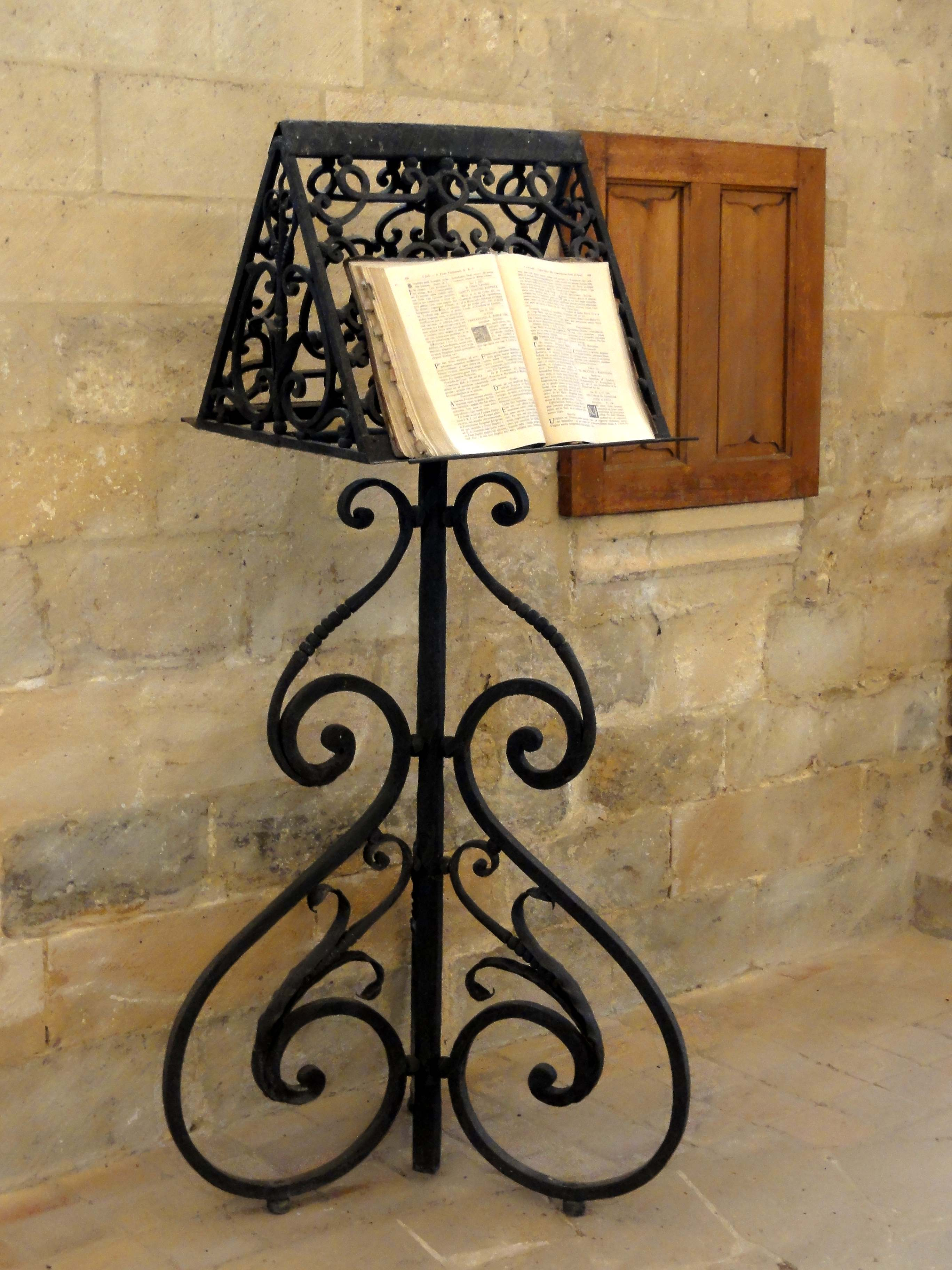
Lutrin.